# الدولة الأيوبية
الدولة الأيوبية هي دولة إسلامية نشأت في مصر، وامتدت لتشمل الشام والحجاز واليمن والنوبة وبعض أجزاء بلاد المغرب. يعد صلاح الدين يوسف بن أيوب مؤسس الدولة الأيوبية، كان ذلك بعد أن عُيِّن وزيرًا للخليفة الفاطمي العاضد لدين الله ونائبًا عن السلطان نور الدين محمود في مصر، فعمل على أن تكون كل السلطات تحت يده، وأصبح هو المتصرف في الأمور، وأعاد مصر إلى تبعية الدولة العباسية، فمنع الدعاء للخليفة الفاطمي ودعا للخليفة العباسي، وأغلق مراكز الشيعة الفاطمية، ونشر المذهب السني.
بعد وفاة نور الدين زنكي توجه صلاح الدين إلى بلاد الشام، فدخل دمشق، ثم ضمَّ حمص ثم حلب، وبذلك أصبح صلاح الدين سلطانًا على مصر والشام. كانت دولة الأيوبيين قد امتدت إلى بلاد الحجاز، حيث قام صلاح الدين بتحصين جنوب فلسطين، والاستعداد لأي أمر يقوم به أرناط صاحب قلعة الكرك، والذي كان يدبر للهجوم على الأماكن المقدسة في مكة والمدينة، وكان صلاح الدين قد اعتنى بميناء القلزم وميناء جدة، لأن أرناط كان قد عمَّر أسطولا في ميناء أَيْلَة (العقبة)، وأرسل سفنًا بلغت عِيذاب، فاستولى صلاح الدين على أيلة. استرد صلاح الدين بيت المقدس في 27 رجب 583 هـ الموافق 2 أكتوبر 1187م، بعد ثلاثة أشهر من انتصاره في معركة حطين، عقب ذلك سقطت في يده كل موانئ الشام، ما عدا مينائي إمارة طرابلس وأنطاكية، وانتهت الحرب الصليبية الثالثة بسقوط عكا بيد الصليبيين، وتوقيع صلح الرملة بين صلاح الدين وريتشارد قلب الأسد.
توفي صلاح الدين عام 589 هـ بعد أن قسم دولته بين أولاده وأخيه العادل، ولكنهم تناحروا فيما بينهم، وظلوا يقتتلون  في ظروف كانت الدولة تحتاج فيها إلى تجميع القوى ضد الصليبيين. بعد وفاة العادل تفرقت المملكة بين أبنائه الثلاثة الكامل محمد على حكم مصر، والمعظم عيسى على دمشق وما حولها، والأشرف موسى على باقي الشام. لم يكد يتوفى العادل أبو بكر حتى انهال الصليبيون على الشام ومصر وخصوصًا مصر في ثلاث حملات صليبية متتابعة أرغمت الكامل محمد على أن يتنازل طواعية عن بيت المقدس للملك فريدريك الثاني سنة 625 هـ الموافق 1228م. اختلف الأشرف موسى مع المعظم عيسى على حدود النفوذ في الشام والجزيرة، ووقعت بينهما الكثير من المشاكل والاضطرابات التي كرست الفتنة وعمقت أسباب الخلاف ومهدت لمزيد من التخبط وفتحت طريق سقوط الدولة.
وُلِّي بعد وفاة الكامل محمد ابنه الصالح أيوب وذلك سنة 637 هـ، فاسترد بيت المقدس ودمشق وعسقلان بعد تحالفه مع القوات الخوارزمية الهاربة من الغزو المغولي. في آخر حياة الصالح أيوب هجمت الحملة الصليبية السابعة على مدينة دمياط يقودها لويس التاسع ملك فرنسا سنة 647 هـ، فرابط الصالح أيوب في المنصورة، وهناك أصيب بمرض شديد تفاقم عليه حتى مات، فأخفت جاريته أم خليل، الملقبة شجر الدر، خبر موته وأرسلت لولده الأمير توران شاه وكان في الشام، فقاد الجيوش الأيوبية وحقق انتصارًا كبيرًا على الصليبيين، وأسر ملكهم لويس التاسع. لما حقق توران شاه انتصاره على الصليبيين استدار إلى زوجة أبيه وباقي قادة الجيش وكانوا جميعًا من المماليك البحرية، وخطط للتخلص منهم وعزلهم، جعلت هذه الأمور شجرة الدر تتآمر مع المماليك على قتل توران شاه، فهاجموه في ليلة 28 محرم 648 هـ الموافق 2 مايو 1250م وقتلوه، وبذلك انتهت الدولة الأيوبية.

## أصول الأيوبيين

شجرة نسب بني أيُّوب وتقسيمهم بحسب مقام كُلٍّ منهم إلى سلاطين ووُلاة وأُمراء.

تحدث المؤرخون عن النسب الأيوبي واختلفوا حول هذا النسب، ولكنهم اتفقوا على أن جد الأيوبيين هو الملك الأفضل نجم الدين أيوب بن شادي (أو شاذي) بن مروان. كتب كل من ابن الأثير وأبو شامة وابن العديم وابن خلكان وغيرهم عن نسب الأيوبيين، ولكنهم لم يجمعوا على رأي واحد، ولم يبتوا نهائيًا في النسب الأيوبي، حتى المعاصرين منهم، فمنهم من قال بأنهم كرد، ومن قال أنهم عرب أمويون، ومن قال أنهم عرب ينتسبون إلى علي بن أحمد المري، ولكن لم يثبت بأن أحدا من الأيوبيين نسب نفسه إلى الأكراد فمنهم من أيد الرأي الثاني وبعضهم أيّد الرأي الثالث وقد نفوا جميعهم الرأي الأول.

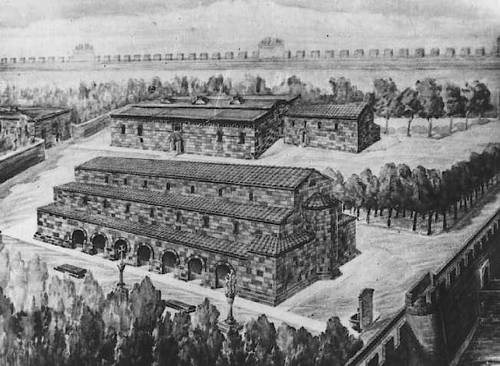
رسم لساحة مدينة دوين، البلد الأم لبني أيوب، في أرمينية.

يرجع نسب الأيوبيين إلى أيوب بن شاذي بن مروان من أهل مدينة دوين في أرمينية، وقد اختلف المؤرخون في نسب العائلة الأيوبية حيث أورد ابن الأثير في تاريخه أن أيوب بن شاذي بن مروان يرجع إلى الأكراد الروادية وهم فخذ من الهذبانية، ويذكر أحمد بن خلكان ما نصه: «قال لي رجل فقيه عارف بما يقول، وهو من أهل دوين، إن على باب دوين قرية يُقال لها "أجدانقان" وجميع أهلها أكراد روادية، وكان شاذي قد أخذ ولديه أسد الدين شيركوه ونجم الدين أيوب وخرج بهما إلى بغداد ومن هناك نزلوا تكريت، ومات شاذي بها وعلى قبره قبة داخل البلد»، بينما يرفض بعض ملوك الأيوبيين هذا النسب وقالوا: «إنما نحن عرب، نزلنا عند الأكراد وتزوجنا منهم».
الأيوبيون نفسهم اختلفوا في نسبهم، فالملك المعز إسماعيل الأيوبي صاحب اليمن أرجع نسب بني أيوب إلى بني أمية، وأن نسبهم يرجع إلى أيوب بن شادي (أو شاذي) بن مروان بن الحكم بن عبد الرحمن بن محمد بن عبد الله بن محمد بن عبد الرحمن بن الحكم بن هشام بن عبد الرحمن الداخل بن معاوية بن هشام بن عبد الملك بن مروان بن الحكم بن أبي العاص بن أمية، وحين بلغ ذلك الملك العادل سيف الدين أبي بكر بن أيوب قال: «كذب إسماعيل ما نحن من بني أمية أصلاً»، أما الأيوبيون ملوك دمشق فقد أثبتوا نسبهم إلى بني مرة بن عوف من بطون غطفان وقد أحضر هذا النسب على المعظم عيسى بن أحمد صاحب دمشق وأسمعه ابنه الملك الناصر صلاح الدين داود.
شرح الحسن بن داود الأيوبي في كتابه «الفوائد الجلية في الفرائد الناصرية» ما قيل عن نسب أجداده وقطع أنهم ليسوا أكرادًا، بل نزلوا عندهم فنسبوا إليهم. وقال: «ولم أرَ أحداً ممن أدركتُه من مشايخ بيتنا يعترف بهذا النسب». كما أن الحسن بن داود قد رجَّح في كتابه صحة شجرة النسب التي وضعها الحسن بن غريب، والتي فيها نسبة العائلة إلى أيوب بن شاذي بن مروان بن أبي علي محمد بن عنترة بن الحسن بن علي بن أحمد بن أبي علي بن عبد العزيز بن هُدْبة بن الحُصَين بن الحارث بن سنان بن عمرو بن مُرَّة بن عوف بن أسامة بن بيهس بن الحارث بن عوف بن أبي حارثة بن مرة بن نَشبَة بن غيظ بن مرة بن عوف بن لؤي بن غالب بن فهر بن مالك بن قريش.

## التاريخ

### تأسيس الدولة
تتفق المصادر التاريخية أن شادي بن مروان أعقب ولدين، الأول: الملك الأفضل نجم الدين أبي الفضل أيوب والد الملوك، الثاني: الملك المنصور أسد الدين أبي الحارث شيركوه، وقد اتصل بحاكم العراق السلجوقي مجاهد الدين بهروز، وذلك في عهد السلطان السلجوقي مسعود بن ملكشاه، فأقطعه قلعة تكريت القائمة بين بغداد والموصل، وهي بلدة كردية وسكانها أكراد. لما مات شادي خلفه في حكم قلعة تكريت ابنه نجم الدين أيوب الذي أُتيحت له الظروف خدمة عماد الدين زنكي أمير الموصل وحلب، وذلك عندما انهزم زنكي في الحرب التي خاضها ضد الخليفة العباسي المسترشد بالله سنة 526 هـ الموافق 1132م، وفر مع جيوشه إلى مدينة تكريت ملتجئين إلى نجم الدين أيوب، فأكرمهم وآواهم. وحدث أن تنكر مجاهد الدين بهروز لنجم الدين أيوب، وقد تعددت أسباب هذا التنكر، وكانت النتيجة أن أرسل إليه بهروز يأمره بتسليم القلعة إلى عامل آخر، والخروج مع أهله من تكريت. غادر نجم الدين قلعة تكريت ومعه أخوه أسد الدين متوجهًا نحو الموصل، فأحسن عماد الدين زنكي وفادتهما، وبالغ في اكرامهما وأقطعهما اقطاعات جليلة وكان ذلك عام 532 هـ الموافق 1138م، ويقال أنه في نفس الليلة التي خرج فيها نجم الدين أيوب من قلعة تكريت ولد له يوسف (صلاح الدين) الذي تنسب له الدولة الأيوبية. قابل نجم الدين وأخوه أسد الدين شيركوه مكرمة عماد الدين، بانخراطهما في جيشه، وأخلصا له وأحرزا انتصارات عديدة، ما حدا بعماد الدين بتعيين بنجم الدين أيوب حاكمًا على بعلبك بعد استيلائه عليها سنة 532 هـ 1139.

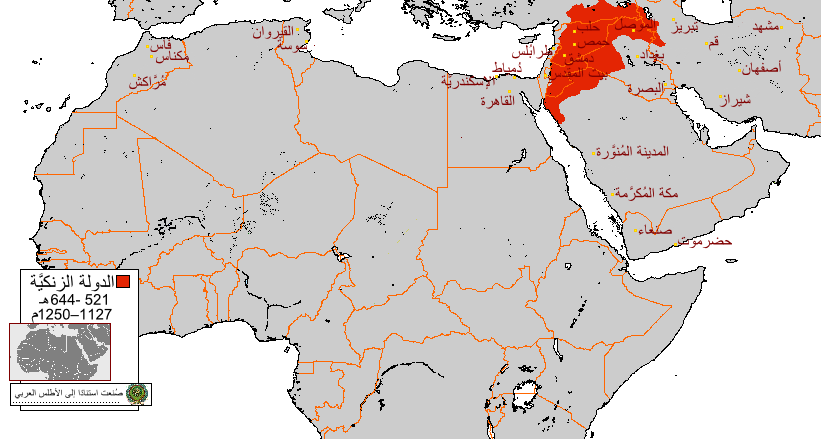
الدولة الزنكية في أقصى اتساعها قبل السيطرة على مصر.

بعد مقتل عماد الدين زنكي انقسم ملكه بين ولديه سيف الدين غازي في الموصل ونور الدين محمود في حلب، فاستغل ذلك صاحب دمشق مجيد الدين أبق بن جمال الدين بن تاج الملوك، فحاول استرجاع بعلبك، فسلمه نجم الدين أيوب مقابل تعهده بإعطائه إقطاعًا جليلًا، ثم نزل دمشق وتسلم الإقطاع وهو عبارة عن عشرة قرى بجوار دمشق، بالإضافة لدار يسكن بها في دمشق، ثم أصبح لنجم الدين مركز مرموق في دمشق حتى أصبح قائدًا لقواتها، واستمر يشغل هذا المنصب حتى استولى نور الدين على دمشق عام 549 هـ الموافق 1154م. أما أسد الدين شيركوه فقد بقي في خدمة نور الدين محمود بحلب، حتى أصبح قائدًا لقوات حلب، ثم قام نور الدين بتسيير جيش بقيادة شيركوه للاستيلاء على دمشق عام 547 هـ الموافق 1154م، فوقف نجم الدين أيوب على رأس جيش حاكم دمشق مجيد الدين آبق. قام نور الدين محمود بالطلب من شيركوه بمكاتبة أخيه نجم الدين وحثه على المساعدة، فطلب نجم الدين الحصول على المزيد من الإقطاعات في دمشق، فوعد نور الدين بتنفيذ ما طلب، واستمرت المفاوضة ستة أيام انتهت بتسليم دمشق، فعين نجم الدين حاكمًا على دمشق.
كانت مصر قبل قدوم صلاح الدين مقرًا للدولة الفاطمية، ولم يكن للخليفة الفاطمي في ذلك الوقت سوى الدعاء له على المنابر، وكانت الأمور كلها بيد الوزراء، وكانت هذه الفترة من أسوأ الفترات السياسية في تاريخ مصر الإسلامي، فقد أصبح الخليفة الفاطمي يشارك في مؤامرات و دسائس ضد وزرائه للتخلص منهم وذلك لضعفه وعدم قدرته على عزلهم بنفسه، فوُجد أن كل طرف كان يتآمر ضد كل الأطراف، ولا يبالي أي طرف من أن يتقوى بالصليبيين ضد منافسه، مما أدى إلي تحريك أطماع الصليبيين في الاستيلاء على مصر. فعندما فشل الصليبيون على الجهة الشمالية (الشام)، اتجهوا صوب الجنوب (مصر)، واستغل الملك الصليبي بالدوين الثالث حالة مصر الضعيفة، وكشر عن أنيابه مهددًا بغزو الديار المصرية، ولم يرجع عن تهديده إلا بعد أن وعده الوزير ابن رزيك باسم الخليفة الفاطمي العاضد بجزية سنوية مقدارها مئة وستين ألف دينار، لما مات بلدوين الثالث تولى حكم مملكة بيت المقدس بعده أخوه أمالريك الأول بدون أن تقوم القاهرة بدفع شيء من الجزية، وكان تولي أمالريك حكم بيت المقدس بداية مرحلة جديدة في تاريخ العلاقات بين الصليبيين ومصر، حيث أدرك أن سيطرة نور الدين محمود على حلب وحماة وحمص ودمشق قد حالت دون توسع الصليبيين في شمال بلاد الشام، فأصبح الطريق مفتوحًا أمامهم لمصر.

مراحل نفوذ الدولة الفاطمية بين التوسع والانحسار في القرن العاشر الميلادي.

في هذه الفترة تحركت رغبات نور الدين محمود في ضم مصر إلى الشام في جبهة واحدة ضد الصليبيين، وكان نور الدين قد نجح في توحيد معظم مدن وإمارات الشام تحت إمرته، هذا بالإضافة لتلقيه العهد من الخليفة العباسي عام 549 هـ بإطلاق يده في بلاد الشام ومصر. كان الوزير طلائع بن زريك الأرمني هو الحاكم الفعلي لمصر زمن الخليفة الفاطمي الفائز بدين الله، ولكنه قتل وابنه فحل محله في الوزارة شارو الذي كان حاكمًا للصعيد، ظهر في تلك الفترة ضرغام أبو الأشبال أمير فرقة من الجند المغاربة تخدم في مصر كمنافس فعلي للوزير شاور على كرسي الوزارة زمن الخليفة العاضد لدين الله. استطاع ضرغام خلع شاور من وزارة مصر بمساعدة الخليفة الفاطمي، فوجد أمالريك الفرصة سانحةً أمامه ليتخذ من مسألة الجزية ذريعة لهجوم يشنه على الحدود المصرية، ثم عبر برزخ السويس سنة 558 هـ الموافق 1163م ووصل إلى مصب دمياط، فتصدى له ضرغام، وقطع بعض جسور النيل، وشكلت مياه الفيضانات وأوحال الدلتا عائقًا أمام أمالريك وجعله يتراجع إلى فلسطين. ما كان من شاور إلا أن هرب إلى الشام واستنجد بنور الدين محمود ليعيد إليه الوزارة، ووعده بثلث خراج إيراد مصر، وأن يمنح جنده إقطاعات يقيمون فيها في مصر. بعد فترة من التردد وافق نور الدين على مساعدة شاور لاستعادة الوزارة في مصر شريطة أن يعترف شاور بسيادة نور الدين على مصر، وكان نور الدين يرغب في إعادة مصر إلى المذهب السني وتوحيد مصر والشام ضد الصليبيين. أرسل نور الدين قائده أسد الدين شيركوه على رأس جيش إلى مصر، واصطحب أسد الدين معه ابن أخيه صلاح الدين الأيوبي الذي كان في الخامسة والعشرين من عمره آنذاك، لما علم ضرغام بأنباء شاور ونور الدين أرسل يستنجد بالصليبيين، فلم يتردد أمالريك بمساندته بعد أن تعهد ضرغام له أن يعقد معه معاهدة تصبح مصر بمقتضاها تابعة للصليبيين مقابل مساعدته.
تقابل جيش شيركوه وجيش ضرغام عند القاهرة، واستطاع شيركوه أن يهزم قوات ضرغام ويقتله ويعيد شاور إلى الوزارة، و لكن شاور نكث بعهده ورفض الاعتراف بولائه لنور الدين محمود، وطلب من شيركوه أن يعود إلى الشام، ولكن شيركوه توجه بجيشه إلي مدينة بلبيس في دلتا مصر وسيطر عليها وتحصن بها ضد شاور. أرسل شاور إلي أمالريك ملك بيت المقدس الصليبي ليساعده في التخلص من أسد الدين شيركوه، وكان سقوط عسقلان في غزة بوابة مصر الشرقية في يد الصليبيين قد أغرى أمالريك ملك بيت المقدس بالاستيلاء على مصر لتصبح أحد الممالك الصليبية، فوافق أمالريك وسار بجيش إلى مصر وانضم لقوات شاور وتقدم الاثنان لحصار مدينة بلبيس التي كان شاور معسكرًا بها، وانضمت إليه بعض القوات من عرب كنانة بالشرقية، واستمر حصار شاور والفرنج لشيركوه مدة ثلاثة أشهر من مستهل شهر رمضان إلى ذي الحجة، وفي النهاية قبل شيركوه الخروج من مصر مقابل خروج الصليبيين أيضًا. لكن شيركوه الذي رأى ضعف مصر وهوان الخلافة الفاطمية، عاد يلح علي نور الدين ليرسل حملة أخرى إلى مصر، فوافق نور الدين، وبعد سنتين أي في عام 562 هـ الموافق 1167م، أرسل نور الدين جيشًا آخر إلي مصر بقيادة شيركوه ومعه صلاح الدين مرة أخرى. استنجد شاور أمالريك ملك بيت المقدس، الذي خرج على رأس جيش من مملكته، ولكن شيركوه كان الأسرع ووصل إلى القاهرة قبل أن يعترضه جيش أمالريك، أقام شيركوه معسكره في الجيزة، بينما سار أمالريك عن طريق فاقوس وبلبيس حتى وصل إلى مكان بين القاهرة والفسطاط، حيث خرج شاور لاستقباله، وتم عقد معاهدة بين الصليبيين وشاور، أقرها الخليفة الطفل العاضد يتقاضى بموجبها أمالريك مبلغًا كبيرًا من المال يقدر بحوالي مئتي ألف دينار. هاجم شاور والجيش الصليبي قوات شيركوه الذي تقهقر إلى موضع قريب من مدينة المنيا الحالية، ولكن القوات الصليبية لحقت به هناك وألحقت الهزيمة بالجيش الصليبي، وعرفت هذه المعركة باسم معركة البابين، بعد ذلك سار شيركوه صوب الفيوم ومنها إلى الإسكندرية، لكن قوات أمالريك وبعض الأساطيل المعاونة للصليبيين فرضت حصارًا بريًا وبحريًا على الإسكندرية استطاع شيركوه أن ينسل بجيشه خارج الإسكندرية وترك حامية مكونة من ألف رجل يقودها صلاح الدين الأيوبي لتواجه حصار جيش أمالريك وشاور، دام حصار الإسكندرية والحامية أربعة أشهر واضطر شيركوه أن يدخل في مفاوضات مع أمالريك لفك الحصار، وتم الاتفاق على أن ينسحب شيركوه بجيشه من مصر وأن تُدفع ضرائب تبلغ مئة ألف دينار من مصر لملك بيت المقدس في مقابل جلاء القوات الصليبية عن مصر.

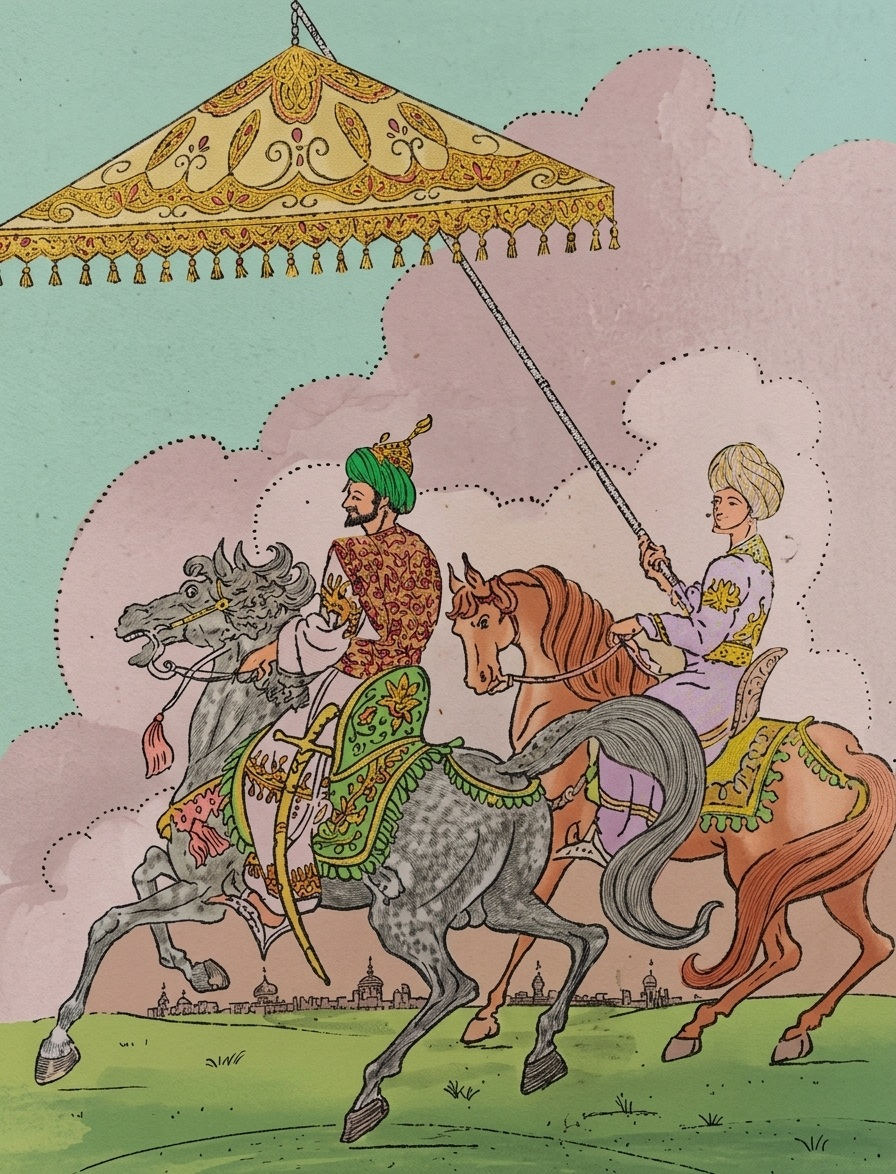
رسمٌ تخيُلي لِآخر الخُلفاء الفاطميين العاضد لدين الله على صهوة جواده، يتبعه خادمه.

سار أمالريك بجيشه إلى مصر عام 1168م بدعوى أن شاور لم يدفع له الضرائب المتفق عليها، وهزم الجيش الفاطمي بقيادة شاور في بلبيس وسار إلى القاهرة، استنجد شاور بنور الدين محمود لينقذه من الصليبيين، فقرر نور الدين إرسال حملة ثالثة بقيادة شيركوه وصلاح الدين. عندما سار جيش الصليبيين بقيادة أمالريك لاعتراض جيش شيركوه، استطاع شيركوه بقواته أن يفلت منهم وأن يدخل القاهرة في عام 564 هـ الموافق 6 من ديسمبر 1168م بدون مقاومة، فقام أمالريك بسحب جيشه من مصر وعاد إلى بيت المقدس. أصبح شيركوه الحاكم الحقيقي لمصر، ولكنه لم يعزل الخليفة الفاطمي، فقد كان الخليفة الفاطمي مريضًا مرضًا لا يرجي شفاؤه، فآثر شيركوه أن يتركه يموت بسلام، بينما قام صلاح الدين بالقبض على الوزير شاور على مقربة من قبر الإمام الشافعي بالقاهرة، ولما بلغ الخليفة الفاطمي العاضد ذلك طلب منه إرسال رأسه فقتله وأرسل رأسه إليه. بعد تعيينه بشهرين وزيرًا على مصر توفي أسد الدين شيركوه، وخلفه ابن أخيه صلاح الدين الأيوبي على وزارة مصر في 25 جمادي الآخر 564 هـ الموافق 26 مارس عام 1169م، وكان عمر صلاح الدين وقتها لا يزيد عن اثنين و ثلاثين عامًا، مع أن صلاح الدين اعتلى كرسي الوزارة الفاطمية، إلا أن الفاطميين اختاروه لهذا المنصب بسبب حداثة سنة وما ظنوه من قصور خبرته السياسية، وكان العاضد ظن أنه إذا ولي صلاح الدين وليس له عسكر ولا رجال، كان في ولايته مستضعفاً يحكم عليه ولا يجسر على المخالفة، وأنه يضع على العسكر الشامي من يستميلهم إليه، فإذا صار معه البعض أخرج الباقين، وتعود البلاد إليه، وعنده من العساكر الشامية من يحميها من الفرنج ونور الدين.
أوجست مملكة بيت المقدس خيفة من تنامي نفوذ نور الدين زنكي في مصر، فقرروا الاستنجاد بملوك أوروبا لإحباط أطماع نور الدين، لكن دعوتهم لم تلق استجابة منهم لانشغال غالبيتهم بمسائل تتعلق بدولهم، فتوجهوا للإمبراطور البيزنطي مانويل كومنينوس الذي رحب بمد يد المعاونة، فتوجهت قوات مملكة بيت المقدس إلى دمياط يعاونهم أسطول بيزنطي مزود بالمؤن والعتاد الحربي، فوصلوا إليها عام 565 هـ الموافق 1169م. أرسل صلاح الدين جنده لدمياط بقيادة ابن أخيه تقي الدين عمر وخاله شهاب الدين محمود، بالإضافة لفرقة من الجنود أرسل بها نور الدين من الشام. لم يتيسر للصليبيين تحقيق غرض حملتهم، وقام نور الدين بمهاجمة حصن الكرك، فأسرع الصليبيون في رفع الحصار عن دمياط. كان أحد أهم نتائج فشل الحملة الصليبية توطئة حكم صلاح الدين لمصر فطلب من نور الدين أن يرسل أباه وأقاربه إليه وكان ذلك عام 1170م، وما لبث أن أسند إلى أبيه بيت المال وأقطع إخوته بعض الأراضي. في عام 1171م أرسل نور الدين محمود إلى صلاح الدين يأمره أن يقوم بتحويل البلاد إلي المذهب السني والدعاء للخليفة العباسي في خطبة الجمعة بدلًا من الخليفة الفاطمي، ولكن صلاح الدين استمهله حتى يُتوفى الخليفة العاضد المشرف على الموت، ولكن نور الدين رفض التأجيل وخشي أن يكون صلاح الدين يماطل فهدده أنه سوف يسير إليه بحملة، وأرسل إمامًا سنيًا من الموصل إلي مصر، فاعتلى المنبر في مسجد القاهرة ودعا للخليفة العباسي بدلاً من الخليفة الفاطمي. توفي الخليفة العاضد في 10 محرم عام 567 هـ الموافق 1171م، وهو الخليفة الفاطمي الرابع عشر وآخر الخلفاء الفاطميين وانتهت بموته الخلافة الفاطمية في مصر، والتي استمرت حوالي 200 عام.

### صلاح الدين الأيوبي

#### توتر العلاقة مع الزنكيين

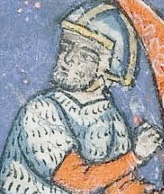
رسم إفرنجي للملك العادل نور الدين زنكي.

ما إن تقلد صلاح الدين مقاليد الحكم في مصر حتى بدأت الوحشة بينه وبين نور الدين محمود، اعتقد نور الدين أن صلاح الدين يعمل للاستقلال بحكم مصر دونه، ومما زاد في الأمر شكًا أن صلاح الدين بعد سقوط الدولة الفاطمية بدأ في تثبيت أقدامه في مصر، فأخذ في إنشاء القلاع والتفكير ببناء سور حول المدن الأربعة التي تألفت منها مدينة الفسطاط، وعزز مقام أقاربه وأبناء عشيرته في الجيش والحكومة، وأزال رجالات الدولة ممن لم يكن يثق بهم، بالإضافة لاختلاف وجهات النظر السياسية بين الرجلين، فقد رأى نور الدين في بلاد الشام أنها بمنزلة الأرض الرئيسية للمعركة ضد الصليبيين، وتطلع إلى مصر كمصدر للطاقة البشرية الإضافية والواردات المادية التي تسد نفقات الجهاد، وخطوة تمهيدية للقضاء على مملكة بيت المقدس وهو لم يناضل في ضمها إلا من أجل هذه الغاية، أمَّا صلاح الدين فقد كان مقتنعًا نتيجة للصراع بين القوى الثلاث الإسلامية والصليبية والبيزنطية حول مصر بأن هذا البلد يشكل في الوقت الراهن مركز الثقل في العمليات العسكرية.

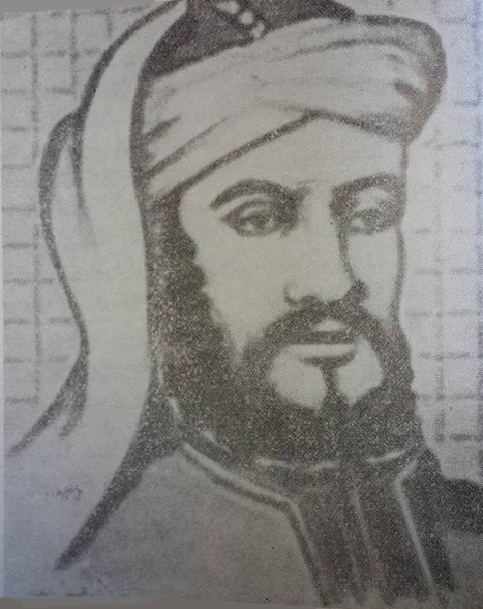
رسم تخيلي لصلاح الدين الأيوبي في شبابه.

قرر نور الدين المسير إلى مصر وإخضاعها تحت حكمه في مناسبتين، الأولى: لما خرج صلاح الدين لمهاجمة حصن الشوبك بعد استيلاء الصليبيين عليه، وعرقلة سير التجارة بين مصر والشام، وبعد حصار لم يدم طويلًا، لم تستطع الحامية الصليبية في الثبات والمقاومة، فأعطى صلاح الدين أهل الحصن مهلة من عشرة أيام للتسليم، لكن صلاح الدين لم يلبث أن ينال من الحصن حتى علم بسير نور الدين إليه لمساعدته، وعندئذ خشي صلاح الدين أن يقبض عليه نور الدين إذا رآه، فأسرع بالانسحاب والعودة إلى مصر، معتذرًا باختلال الأحوال في مصر وأنه يخاف عليها إذا بعد عنها. استاء نور الدين من مسلك نائبه وعظم عليه ذلك ولم يقبل عذره، ورأى فيه دليلًا صارخًا على تهربه منه، وظن أن صلاح الدين قد انفصل نهائيًا عنه، فقرر الزحف إلى مصر والاستيلاء عليها، الأمر الذي أخاف صلاح الدين، فعقد اجتماعًا مع أقاربه وبعض خاصته واستشارهم فيما ينبغي أن يُفعل، أشار نجم الدين أيوب على ولده أن يكتب إلى نور الدين بأنه خاضع له ومنفذ لأمره، فعمل صلاح الدين بنصيحة أبيه، وأرسل إلى نور الدين هدايا ثمينة من الحيوانات النادرة والجواهر والأقمشة والمصنوعات والعطر. استلم نور الدين هدية صلاح الدين ومعها كتاب الولاء والطاعة، ولم يعد هناك من حجة يبرر بها الزنكي حملته على مصر. الأُخرى: أراد نور الدين تجربة صلاح الدين فكتب إليه عام 569 هـ الموافق 1173م أن يخرج لغزو الفرنجة في الكرك، على أن يسير هو أيضًا إلى هناك، فأيهما سبق صاحبه أقام إلى أن يوافيه الآخر، ذهب صلاح الدين بجيشه إلى الكرك وحاصرها، ولكنه ما كاد يعلم باقتراب نور الدين حتى رفع الحصار عن المدينة وعاد إلى مصر، وأرسل الفقيه عيسى الهكاري إلى نور الدين يعتذر عنه بأنه اضطر إلى العودة لمرض والده وأنه يخاف أن يحدث عليه حادث الموت، والذي كان يعاني سكرات النزاع، وقد توفي قبل وصول صلاح الدين إلى القاهرة. لم يقتنع نور الدين زنكي باعتذار صلاح الدين وأيقن هذه المرة أن نائبه قد خرج عليه وخلع طاعته، فزاد غضبه ونفذ صبره، وأقسم لينتقمن منه أشنع انتقام، فصمم نهائيًا على فتح مصر والقيام بعمل حاسم ضد صلاح الدين، لكن القدر كان مع صلاح الدين، فما كاد نور الدين يستعد للقيام بحملته على مصر حتى وافته المنية عام 569 هـ الموافق 1174، وفي هذا التاريخ كانت بداية الدولة الأيوبية(2).

#### توحيد الجبهة الإسلامية

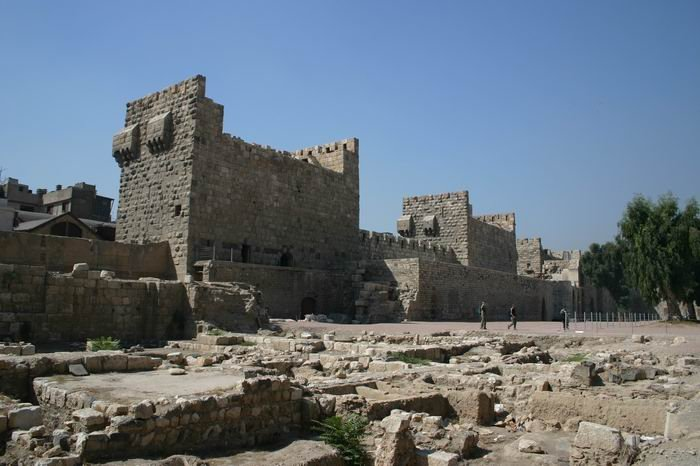
قلعة دمشق، دخلها صلاح الدين بعد 4 أيام من وصوله المدينة، بعد أن استنجد به أهلها وأميرها لإنقاذهم من أمير حلب.

بعد أن زال خطر نور الدين، واجهت صلاح الدين عدد من المؤامرات منها: رفض الجماعات الشيعية المتواجدة في مصر الخضوع للحاكم الجديد، فقاموا عام 567 هـ الموافق 1174م بمؤامرة للانقلاب على حكم صلاح الدين، وكاتبوا شيخ الإسماعيلية الباطنية (الحشيشية) وطلبوا منه أن يُبيِّت له مكيدة وحيلة، واتصلوا بويليم الثاني النورماني ملك صقلية ليهاجم الإسكندرية، بالإضافة لتنسيقهم مع عموري الأول ملك بيت المقدس. لكنهم أخطأوا بإشراكهم في سرهم الفقيه زين الدين علي بن أبي النجا الذي قام بإطلاع صلاح الدين على المؤامرة، فقام صلاح الدين بالقبض على قادة المؤامرة وتصفيتهم، لكن ملك صقلية واصل السير إلى الإسكندرية وحاول اقتحامها، وانتهت المعركة بين الطرفين بانسحاب ملك صقلية. كما واجه صلاح الدين خطر الجيش الفاطمي المؤلف من عدد كبير من الفرسان البيض وحوالي ثلاثين ألفًا من المشاة السود، كان معظم الفرسان البيض من الأرمن الذين خدموا في الجيش الفاطمي في عهد الخليفة المستنصر الفاطمي، فكثر عددهم وزادت شوكتهم منذ ذلك الحين، فبدأ صلاح الدين في بناء جيش خاص به على حساب الجيش الفاطمي، وذلك بإخراج طوائف السودان والأرمن من القاهرة، وعندما اندلعت حركة التمرد التي أشعلها الجنود السود بقيادة مؤتمن الخلافة جوهر، كان لدى صلاح الدين من القوات النظامية مايكفي للقضاء على معظم قوات التمرد وطرد فلولهم إلى الصعيد، أما الفرسان البيض في الجيش الفاطمي فلم يتحركوا للمشاركة في التمرد، وصاروا فيما بعد جزءً مهمًا من جيش صلاح الدين.
عندما توفي نور الدين محمود كان وريثه في الحكم ابنه الملك الصالح اسماعيل الذي كان عمره 11 سنة، ولصغر سنه كثر من يطالب بولايته فبدأت المنازاعات في الشام، تطلع لهذه الوصاية عواصم كبرى في العالم الإسلامي آنذلك، فالموصل وحكامها الأتابكة تحت زعامة الملك سيف الدين غازي الثاني الذي سارع لضم البلاد المجاورة له وأعلن نفسه أميرًا على الجزيرة، كما تطلع لضم حلب ودمشق التي كان بها مقدم الجيش شمس الدين محمد الذي اضطر لمهادنة الصليبيين ودفع جزية مالية لهم حتى يتقي هجومهم، وأرسل بطلب المساعدة من صلاح الدين، وحلب التي كان أكبر القواد فيها شمس الدين علي بن الداية، الذي استدعى الملك الصالح بن نور الدين إلى حلب، لكن قائدًا آخر هو سعد الدين كمشتكين قبض على ابن الداية واستبد بأمر الملك الصالح. تحين صلاح الدين الفرصة حتى قرر الخروج إلى الشام عام 570 هـ الموافق 1174، بعد أن ستغاث به قائد الحامية شمس الدين محمد بسبب أطماع الفرنج في دمشق وأعمالها مثل بانياس، فوصل الشام واستولى عليها من غير مدافع وبلا ضربة ولا طعنة. ثم غادر دمشق متوجهًا لحلب، فاخضع في طريقه حمص وحماة، أما حلب فقد استعصت على صلاح الدين حيث لجأ أمراء حلب إلى سنان شيخ الجبل زعيم الحشاشين لاغتيال صلاح الدين وأمدوهم بالأموال التي تغريهم على ذلك، فوثب عليه جماعة منهم أثناء نزوله حلب ولكنه نجا من المحاولة، ثم قام حاكمها كمشتكين بالاستنجاد بريموند الثالث أمير طرابلس، الذي كان يدرك خطورة سقوط حلب بيد صلاح الدين، فقرر مفاوضته، وأرسل إليه يرغبه بالصلح ويلوح له أن الفرنج قد تعاضدوا وصاروا يدًا واحدة، لكن صلاح الدين رفض الصلح مما دفع بريموند للإغارة على حمص التي كان صلاح الدين قد ضمها إلى دولته، فاضطر لترك حصار حلب لنجدة حمص، فنتج عن ذلك فك الحصار عن حلب. اتجه صلاح الدين نحو بعلبك فدخلها بدون قتال. ثم أرسل إلى الخليفة العباسي المستضيء بأمر الله رسولًا يشرح فيه سبب قيامه بحملته على الشام، ويقول أن مجيئه للشام مطلبًا قوميًا وليس شخصيًا حيث قال: «والمراد الآن هو كل مايقوي الدولة، ويؤكد الدعوة ويجمع الأمة». ثم أعلن صلاح الدين نفسه ملكًا على مصر والشام بموافقة الخليفة العباسي في أواخر عام 570 هـ الموافق 1175م.
لم ينس صلاح الدين محاولات الحشاشين لاغتياله، فأغار عليهم في مناطقهم في جبل السماق ثم عاد إلى دمشق. حاول صلاح الدين استمالة الزنكيين ولكنه لم يفلح في مسعاه، فتعرض لخطر كبير من حكام حلب والموصل وحلفائهم الذين جمعوا قواتهم لمهاجمته، فسار بجيشه حتى لقيهم على مسافة قريبة من حلب فدارت وقعة بين الطرفين عام 570 هـ الموافق 1176 انتهت بانتصاره، عاد صلاح الدين لحصار حلب فتجددت الاتفاقية بينه وبين أمراء حلب والموصل على مساعدة كل طرف للطرف الآخر إذا ما اقتضت الظروف، وفي تلك الأثناء جرت محاولة أخرى من جانب الحشاشين لاغتيال صلاح الدين، فلما صالح الحلبين قصد بلاد الحشاشين فهاجم مصياف مقرهم الرئيسي عام 572 هـ وحاصرهم، وقتل منهم أعداد كبيرة وهُدِّمت كثير من قلاعهم. رجع صلاح الدين لمصر بعد أن تزوج من أرملة نور الدين زنكي في دمشق، وفي مصر قضى نحو ست سنوات ينظم فيها الشؤون الداخلية، وانصب اهتمامه على بناء القلعة وأسوار القاهرة الكبيرة لتأمينها من أي هجوم محتمل من جانب الصليبيين. في عام 577 هـ الموافق 1181م توفي الملك الصالح إسماعيل، وعلى الفور خرج صلاح الدين صوب حلب التي أعلن الخليفة العباسي أن حكمها من حقه، وعلم في الطريق أن حكام الموصل قد كاتبوا الفرنج وطلبوا منهم مهاجمة بلاد الشام ليشغلوا صلاح الدين، فعبر نهر الفرات وحاصر الموصل إلا أنه ما لبث أن انصرف منها. في عام 581 هـ الموافق 1185م، اتجه صلاح الدين للموصل فحاصرها، وانتهى الحصار بإعلان الأمير عز الدين مسعود تبعيته لصلاح الدين. وبذلك تحققت لصلاح الدين الوحدة الإسلامية من الفرات إلى النيل.
كانت شمالي أفريقيا مرتبطة عضويًا بمصر منذ الفتوحات الإسلامية الأولى، حاول صلاح الدين في عام 568 هـ الموافق 1173م ضمها، حيث أرسل قوة عسكرية إلى المغرب الأدنى بقيادة شرف الدين قراقوش وغلام المظفر تقي الدين عمر بن شاهنشاه بن أيوب، فدخل طرابلس وبرقة وبعض بلاد المغرب الأدنى حتى قابس باستثناء المهدية وسفاقس وقفضة وتونس. كرر قراقوش محاولة التوسع الأيوبي شمالي أفريقيا فضم أوجلة الواقعة جنوبي برقة عام 571 هـ الموافق 1175م والدوحان وغدامس وبلاد هوارة وزوارة ولوتة ونفوسة عام 577 هـ الموافق 1181م. كان ضم اليمن إلى مصر متصلًا في ذهن الأيوبيين بالقضاء على الدولة الفاطمية، فقد استأذن صلاح الدين نور الدين محمود في أن يسير أخاه توران شاه إلى اليمن لقصد عبد النبي بن المهدي صاحب زبيد، أراد صلاح الدين تأمين حدود مصر الجنوبية، لأن ضم اليمن يعد مفتاح بحر القلزم من ناحية الجنوب، وسيؤمن له السيطرة العسكرية والتجارية على الأقاليم الجنوبية، توجه توران شاه إلى اليمن فوصل زبيد عام 569 هـ الموافق 1174م وملكها وقتل عبد النبي بن مهدي، ثم ضم عدن وصنعاء وتعز وسائر اليمن. كانت النوبة مملكة نصرانية عاصمتها مدينة دنقلة، ولما قامت الدولة الأيوبية أراد صلاح الدين فتح النوبة لحماية مصر من التعدي عليها من جهة الجنوب، أرسل صلاح الدين أخوه توران شاه عام 568 هـ الموافق 1173م إلى بلاد النوبة ففتح إبريم وقوص. تطلع صلاح الدين منذ استلامه مقاليد الحكم في تحصين مصر أما موجات الحملات الصليبية المتعددة، فحاول أن يحيط القاهرة والفسطاط بسور واحد حصين بعد أن تهدم أكثره، فعهد ببنائه لبهاء الدين قراقوش الخصي، فبدأ العمل سنة 567 هـ الموافق 1171 وانتهى البناء عام 571 هـ الموافق 1176، وكان السور مبنيًا كله من الحجارة، يبدأ شماله عند قلعة المقس المطلة على النيل، ويظل يطوف بالقاهرة والفسطاط حتى ينتهي عن النيل جنوب الفسطاط، يقول المؤرخون أن محيط السور بلغ تسع وعشرين ألفًا وثلاثمئة وذراعان. ثم قرر بناء قلعة ضخمة على جبل المقطم تكون مركزًا للحكام وملجأ للناس عند الضرورة.

#### الصراع مع الصليبيين

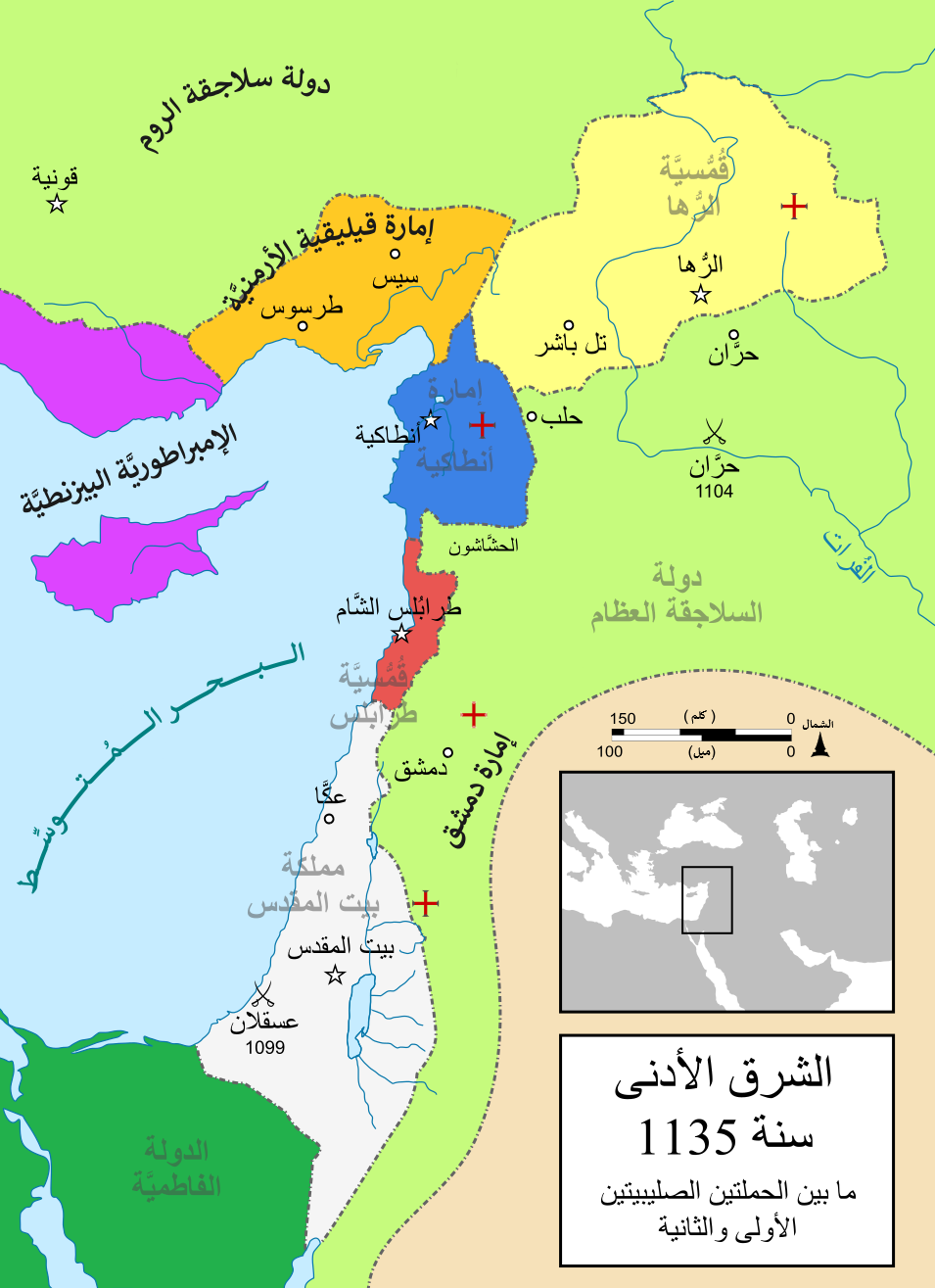
مملكة بيت المقدس عام 1135م.

بعد أن تمكن صلاح الدين من تأليف جبهة إسلامية متحدة تمتد من الفرات شرقًا إلى برقة غربًا، ومن الموصل وحلب شمالًا إلى النوبة واليمن جنوبًا، وجه اهتمامه لمحاربة الصليبيين. كانت بداية الصراع الأيوبي الصليبي عام 573 هـ الموافق 1177 عندما هاجم الصليبيون بعلبك وأطراف دمشق، فقام صلاح الدين بمهاجمة غزة وعسقلان، ووقعت بين الأيوبيين والصليبيين بقيادة بلدوين الرابع معركة في تل الصافية القريب من الرملة انتهت بهزيمة صلاح الدين، وفيها يقول صلاح الدين: « لقد أشرفنا على الهلاك غير مرة، وما أنجانا الله سبحانه منه إلا لأمر يريده سبحانه، وما ثبتت إلا وفي نفسها أمر». في عام 574 هـ الموافق 1178 سار بلدوين الرابع لغزو دمشق، فأرسل صلاح الدين ابن أخيه عز الدين فرخشاه على رأس جيش كبير استطاع من الحاق الهزيمة بالصليبيين. في عام 576 هـ الموافق 1180 عقد ملك بيت المقدس وصلاح الدين هدنة لمدة سنتين، شملت جميع المدن التي كانت بيد الصليبيين ماعدا طرابلس وأنطاكية، لكن أرناط صاحب الكرك نقض الهدنة وقام بحملة بحرية على شبة الجزيرة العربية هدفها الهجوم على مكة والمدينة، وأخذت سفنه تغير على الموانيء المصرية الصغيرة على بحر القلزم، حتى وصلت إلى ميناء عيذاب، وهناك استولى الصليبيين على سفن تجارية من جدة واليمن وعدن والهند، فقتلوا وأسروا وأحرقوا في بحر القلزم نحو سنة عشر مركبة، ثم نقلوا نشاطهم إلى شاطيء الحجاز وأغاروا على ميناء رابغ القريب من مكة. قام صلاح الدين بتوجيه أخيه العادل في مصر لاعداد أسطول بحري في بحر القلزم تحت قيادة الحاجب حسام الدين لؤلؤ متولي أساطيل مصر، وقام بحصار أيلة وظفر بمراكب الفرنج فيها، ثم تعقب السفن الصليبية عند عيذاب ووحول شواطيء الحجاز، وكان الجزء الأكبر موجودًا على شاطيء الحوراء، فقاتل الفرنج قتالًا شديدًا وانتصر عليهم، وحمل من أسر منهم وعرضوا في شوارع القاهرة راكبين على الجمال ووجوههم إلى أذنابها وحولهم الطبول والأبواق، لكن صلاح الدين أقسم ألا يغفر لأرناط فعلته وأن يدمر حصنه ويقتله، فشن هجومين على الكرك، ولكن الهجومين فشلا في تحقيق غرض صلاح الدين. في عام 577 هـ الموافق 1181 عقد صلاح الدين صلحًا مع الإمبراطور البيزنطي الكسيوس كونتين الثاني، كفل بها عدم مساهمة الأسطول البيزنطي في أية حركة هجومية على مصر، ومن ذلك الوقت استمرت العلاقة بين مصر والبيزنطيين علاقة ود وتعاون حسنة دون حرب. ثم في عام 580 هـ الموافق 1184 وقع الصليبيين هدنة مع صلاح الدين مدتها أربع سنوات.

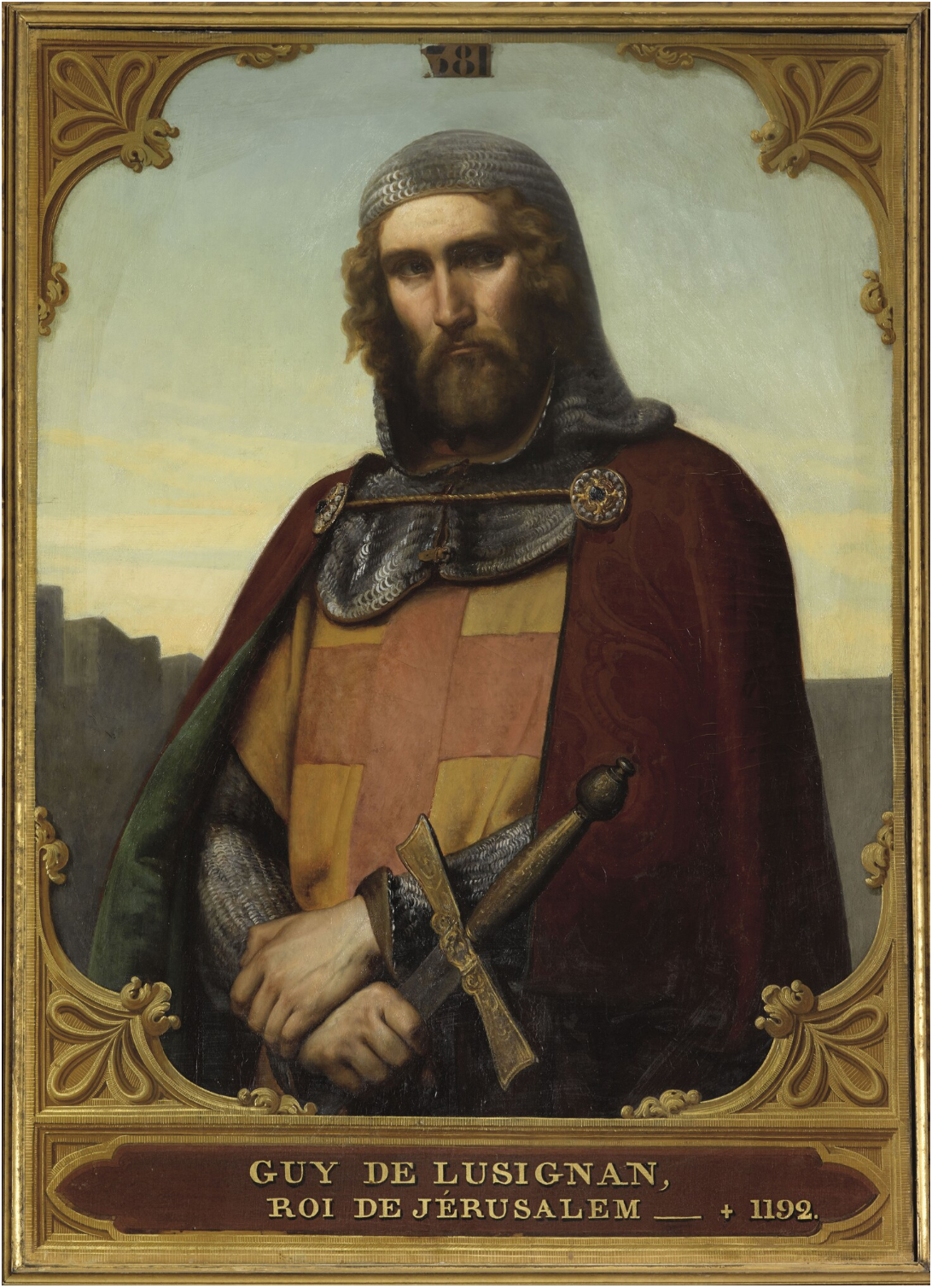
الملك غي دي لوزينيان حاكم مملكة بيت المقدس عام 1186م.

كان صلاح الدين يتحين الفرصة لتحرير بيت المقدس. ففي الجانب الصليبي كانت مملكة بيت المقدس والإمارات الصليبية الأخرى تعاني من مشكلات داخلية عصية على الحل، فبذور الشك أصبحت متزايدة بين حاكم مملكة بيت المقدس بلدوين الرابع وبين بوهميند الثالث أمير أنطاكية، وريموند الثالث أمير طرابلس كما جاءت في وقت تعاني فيه مملكة بيت المقدس من مشاكل حول صحة بلدوين الرابع ومشكلة وراثة العرش، قرر البطريرك هيراكليو وأم بلدوين وأخته سيبيلا أن يجعلوا الوصاية على العرش لغي دي لوزينيان زوج سيبيلا، الذي تمكن من فرض سيطرته على مملكة بيت المقدس باستثناء بيت المقدس، لكن بلدوين ما لبث أن تشاجر مع لوزينيان وخلعه من الوصاية على عرش بيت المقدس، ونتيجة لذلك هاجم بلدوين يافا واستولى عليها، ولكن لوزينيان صد هجومه عند عسقلان. على الصعيد الخارجي كانت علاقات صلاح الدين تتوثق مع المدن الإيطالية ومع حاكم الإمبراطور البيزنطية الكيسوس كومنين الثاين، بعد وفاة بلدوين الرابع، تم توقيع معاهدة بين الصليبيين والأيوبيين تنص على سريان هدنة بين الطرفين مدتها أربع سنوات، وتسلم الحكم بلدوين الخامس سنة 1185م، ولكنه توفي بعد ذلك في عام 1186م، لتدخل بعدها مملكة بيت المقدس في صراع على وراثة الحكم شارك فيه أمير طرابلس ريموند الثالث، فثارت شكوك حول وفاة بلدوين الخامس أهي وفاة طبيعية أم أن الأطراف الطامعة في تاج مملكة بيت المقدس كانت وراء هذه الوفاة حيث يشار على أنه مات مسموماً، ووصل الأمر إلى أن أصبح الصليبيون يشكلون معسكرين متعادين حول وراثة حكم مملكة بيت المقدس فريق يؤيد غي لوزينيان وحكمه للقدس، وفريق آخر معارض لهذا الحكم ويرأسه ريموند الثالث أمير طرابلس وبوهيمند الثالث أمير أنطاكية، وبعد عدة تقلبات في الأحداث تولى لوزينان عرش بيت المقدس.

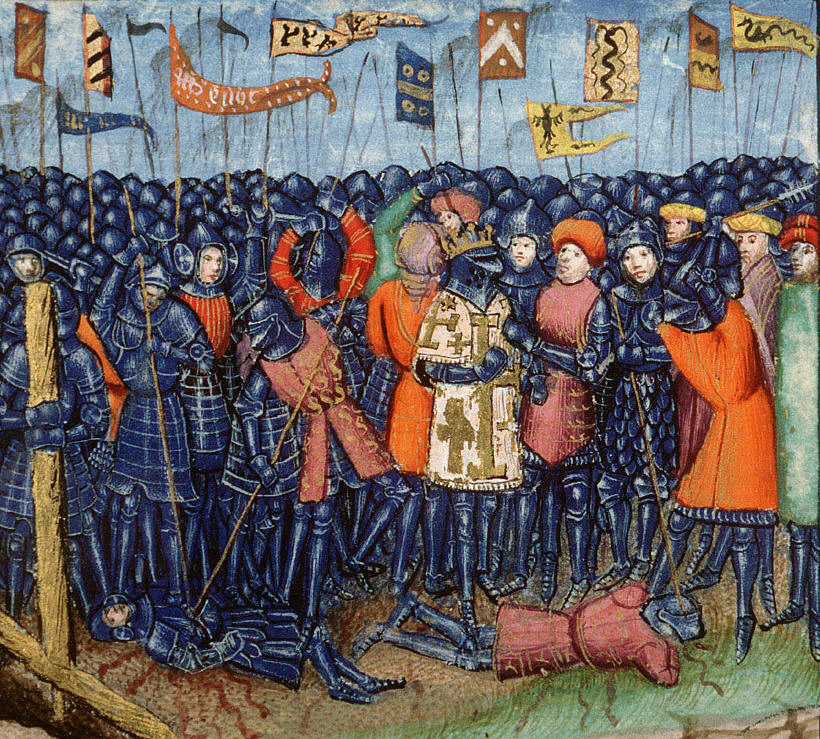
رسم أوروبي لمعركة حطين بين الصليبيين والمسلمين.

في عام 583 هـ الموافق 1187 عاد أرناط إلى الاعتداء على قوافل المسلمين والاعتداء على الحجاج المتجهين نحو مكة، فأرسل صلاح الدين إلى نوابه وتابعيه في كافة أنحاء دولته يطلب منهم القدوم بجيوشهم لقتال الصليبيين، وانطلق على رأس قوة كبيرة لحماية قافلة من الحجاج العائدين من الحجاز، وبدأت الفرقة المصرية التي وصلت للانضمام لصلاح الدين بالإغارة على الكرك والشوبك، ثم عاد صلاح الدين إلى دمشق حيث تجمعت الجيوش القادمة من دمشق وحلب وما بين النهرين ومصر وديار بكر لتشن هجومًا على طبرية، وعند صفورية عام 1187م انتصر المسلمون انتصارًا ساحقًا في معركة دارت بين الطرفين، حيث قضى المسلمون تمامًا على القوة الصليبية التي اشتبكوا معها. تجمع الصليبيون أمام عكا في جيش يزيد عن عشرة آلاف مقاتل، في حين رصَّ صلاح الدين قواته عند عشتراء التي كانت تتألف من اثني عشر ألف فارس، وعدد مماثل من القوات غير النظامية، انطلقت قوات صلاح الدين إلى فلسطين حيث عسكرت على التلال المشرفة على بحيرة طبرية، واستولت على مدينة طبرية، عبر صلاح الدين بقواته نهر الأردن ثم عسكر عند كفر سبت، قام الملك جي لوزينان بعقد مجلس حربي انتهى باعطاء أوامره بالتحرك صوب طبرية، حيث عسكر الصليبيون في صفورية بجيش ضخم يقارب جيش المسلمين. في يوم الجمعة تحرك الجيش الصليبي من بساتين صفورية باتجاه طبرية، حتى وصل للهضبة التي تعلوا حطين مباشرة، ولكن صلاح الدين كان قد استولى على موقع المياه في طبرية، وأمر باضرام النيران في الحشائش الموجودة في المنطقة. في يوم السبت 25 ربيع الثاني 583 هـ الموافق 4 يوليو 1187م اشتبك الجيشان في حطين، وانتهت المعركة بانتصار المسلمين، وأسر الملك غي دي لوزينيان وأخاه أمالريك، أما أرناط فقد قتله صلاح الدين.

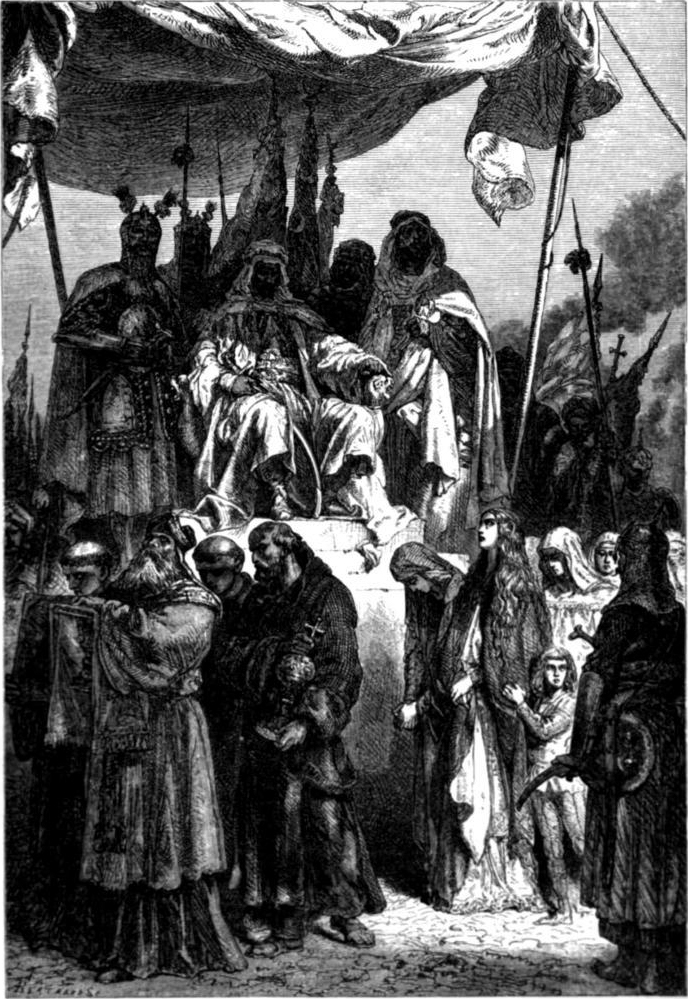
السكّان الفرنجة بين يديّ صلاح الدين بعد استرجاعه للقدس، بريشة الفرنسي ألفونس دي نوفيل.

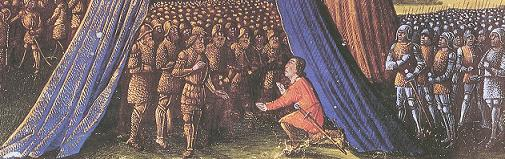
باليان بن بارزان صاحب الرملة ونابلس وحامي القدس، يُسلّم المدينة للسلطان صلاح الدين الأيوبي.

فتح انتصار صلاح الدين في حطين أمامه الطريق لاسترداد المدن الساحلية الواقعة جنوبي طرابلس، فأسرع مستغلًا الموقف وذلك ليقطع الصلة بين الصليبيين وبلاد الشام وبين أوروبا، فاسترد عكا، الذي لم يفكر حاكمها جوسلين في شيء سوى سلامته، وعرض على صلاح الدين تسليم المدينة مقابل تأمين الأرواح والممتلكات، ويافا وقيسارية ويافا، بعد ذلك تحرك الجيش إلى الساحل اللبناني، وكان معظم الناجين من معركة حطين قد فروا إلى مدينة صور، التي كانت مدينة جيدة التحصين، وشن عليها صلاح الدين هجومه الأول ولكنه فشل في الاستيلاء عليها، فواصل سيره نحو صيدا التي استسلمت له، ثم استسلمت بيروت وجبيل. توجه صلاح الدين إلى غزة، واقتحمها وهزم حاميتها، ثم استولى على عسقلان بعد ذلك، في هذا الوقت وصل سفراء أهالي بيت المقدس للتفاوض حول شروط استسلام القدس، لكن المفاوضات فشلت، فأقسم صلاح الدين أن يستولي عليها بالسيف. تولى القائد الفرنسي باليان قيادة جيش بيت المقدس، وقام بتجنيد كل فتى يفوق سنة السادسة عشر، في عام 583 هـ الموافق 1187م اتجه صلاح الدين صوب القدس، وعسكر أمام المدينة، وبدأ هجوم المسلمين، بعد خمسة أيام من الهجوم غير صلاح الدين موقعه إلى جبل الزيتون المطل على القدس، وبعد حصار دام أيامًا، اتفق صلاح الدين وباليان على تسليم المدينة وفق شروط تنص على: أن يدفع الصليبيون فدية عن أنفسهم بمعدل عشرة دنانير للرجال وخمسة دنانير عن كل مرأة ودينارين عن كل طفل، وأن يسمح للمسيحيين الشرقيين من أهل الشام واليونانيين بالبقاء في المدينة. دخل صلاح الدين القدس في ليلة المعراج يوم 27 رجب سنة 583 هـ الموافق 2 أكتوبر سنة 1187م، وبهذا سقطت مملكة بيت المقدس بيد صلاح الدين.

الممالك الصليبية عام 1190م ومعارك الحملة الصليبية الثالثة.

أرسل صلاح الدين أخوه العادل لحصار حصن الكرك، انتهى الحصار بتسليم الحصن، ثم تحرك الجيش الأيوبي صوب طرابلس وأنطاكية، وأحرز الجيش بعض الانتصارات الصغيرة، وانتهى تحرك الجيش بعقد هدنة بين صلاح الدين وبوهيموند أمير أنطاكية. لم تبقى بأيدي الصليبيين في بلاد الشام سوى صور وأنطاكية وطرابلس. كان لسقوط القدس في يد المسلمين رد فعل كبير في أوروبا. وقد بشر البابا كليمنت الثالث بحرب صليبية لاستعادة القدس وهي ما عرفت بالحرب الصليبية الثالثة، فقام الملك فريدريك بارباروسا في ألمانيا وريتشارد قلب الأسد في إنجلترا وفيليب الثاني في فرنسا بإعداد الحملة الصليبية الثالثة.

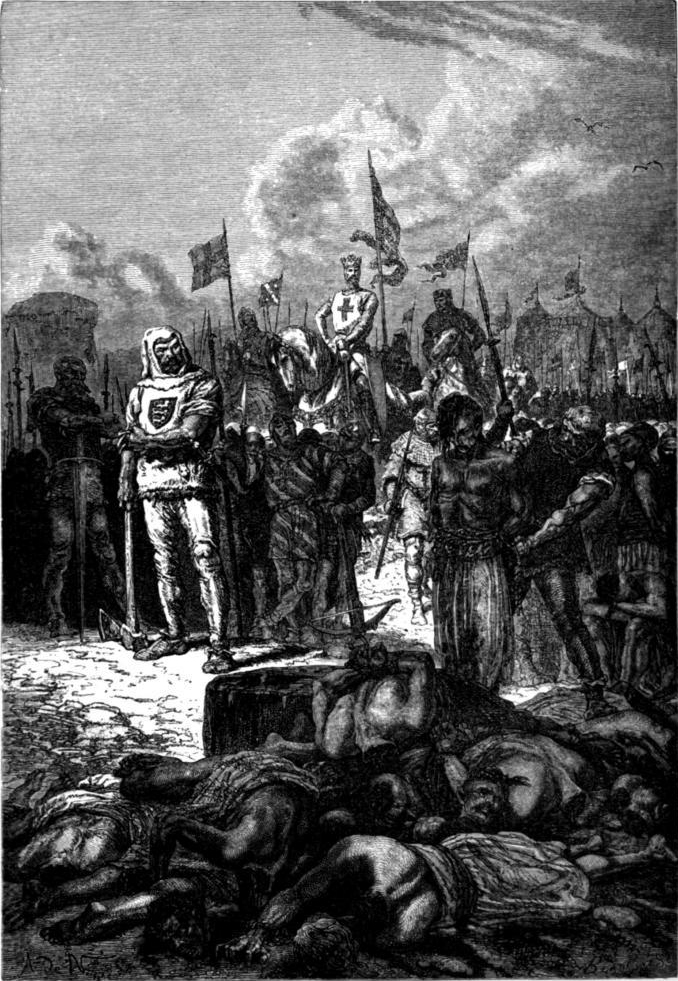
رسم يُظهر الملك ريتشارد الأول "قلب الأسد" وهو يُعدم السجناء المسلمين بعد استرجاعه مدينة عكا.

سارت الجيوش الثلاثة كل في طريق منفصل، انحرف ريتشارد ليستولي علي قبرص، أما فريدريك بارباروسا فسار من طريق بلاد البلقان ولكنه غرق عندما كان يعبر نهرًا في صقلية. فضَّل صلاح الدين الدخول في مفاوضات مع الحملة قبل اللجوء إلي الحرب، ولإثبات حسن النية أفرج عن الأسري الصليبيين، ولكن رد الصليبيين جاء بأن يسلم صلاح الدين القدس إلي الصليبيين ويسحب جيشه إلي مصر. فشلت المفاوضات وبادر الصليبيون بالهجوم علي عكا وحصارها، وتدفقت امدادات الصليبيين من ميناء صور، استمر الحصار اثنين وعشرين شهرًا حتى استسلمت عكا في عام 587 هـ الموافق 1191م، وفق شروط هي: تسليم المدينة بما فيها من أسلحة للصليبيين، وأن تدفع فدية مئتي ألف دينار للمسلمين، وأن يطلق سراح ألف وستمئة أسير من الفرسان الصليبيين، وأن يسترد الصليبيون الصليب المقدس، وأن يخرج المسلمون سالمين من المدينة. بتأمين عكا وصور تدفقت الجيوش الصليبية علي طول السواحل، واحتل ريتشارد حيفا وعسقلان، في عام 588 هـ الموافق 1192م عادت الحرب بين الطرفين بعد توقف وتقدم ريتشارد نحو القدس ولكنه لم يستطع احتلالها. تجددت المفاوضات وتمت اتفاقية بين صلاح الدين وريتشارد قلب الأسد سميت بصلح الرملة، وبموجبه اتفق الطرفان على يكون للصليبيين المنطقة الساحلية من صور شمالاً إلى يافا جنوبا بما فيها قيسارية وحيفا وأرسوف، وتكون عسقلان بأيدي المسلمين على أن يجري تخريبها، يتقاسم المسلمون والصليبيون اللد والرملة مناصفة، يحق للنصارى زيارة بيت المقدس بحريَّة، للمسلمين والنصارى الحق في أن يجتاز كل فريق منهم بلاد الفريق الآخر، مدة المعاهدة ثلاث سنوات وثلاثة أشهر. اشترط صلاح الدين دخول بلاد الحشيشية في الصلح، بمعنى أن المناطق التي يسيطر عليها هؤلاء تُعدُّ جزءاً من المناطق الإسلامية التي شملها المعاهدة، وفي المقابل اشترط ريتشارد قلب الأسد دخول كل من صاحب أنطاكية وطرابلس في المعاهدة، وعليه انتقل العرش الصليبي من بيت المقدس إلي إمارة طرابلس التي زادت قوتها بانتقال ملوك بيت المقدس إليها.
بعد أن تم الصلح، رحل صلاح الدين من القدس، وقام بجولة لبعض مدن الشام قبل أن يصل لبيروت حيث زار فيها بوهمند الثالث صاحب أنطاكية، حيث تم التوقيع على صلح نهائي بين الطرفين. ثم واصل طريقة لدمشق، قضى فيها أربعة أشهر، ثم ما لبث أن مرض وتوفي في 27 صفر 589 هـ الموافق 4 مارس 1193م.

### الدولة بعد صلاح الدين

#### العادل أبو بكر بن أيوب

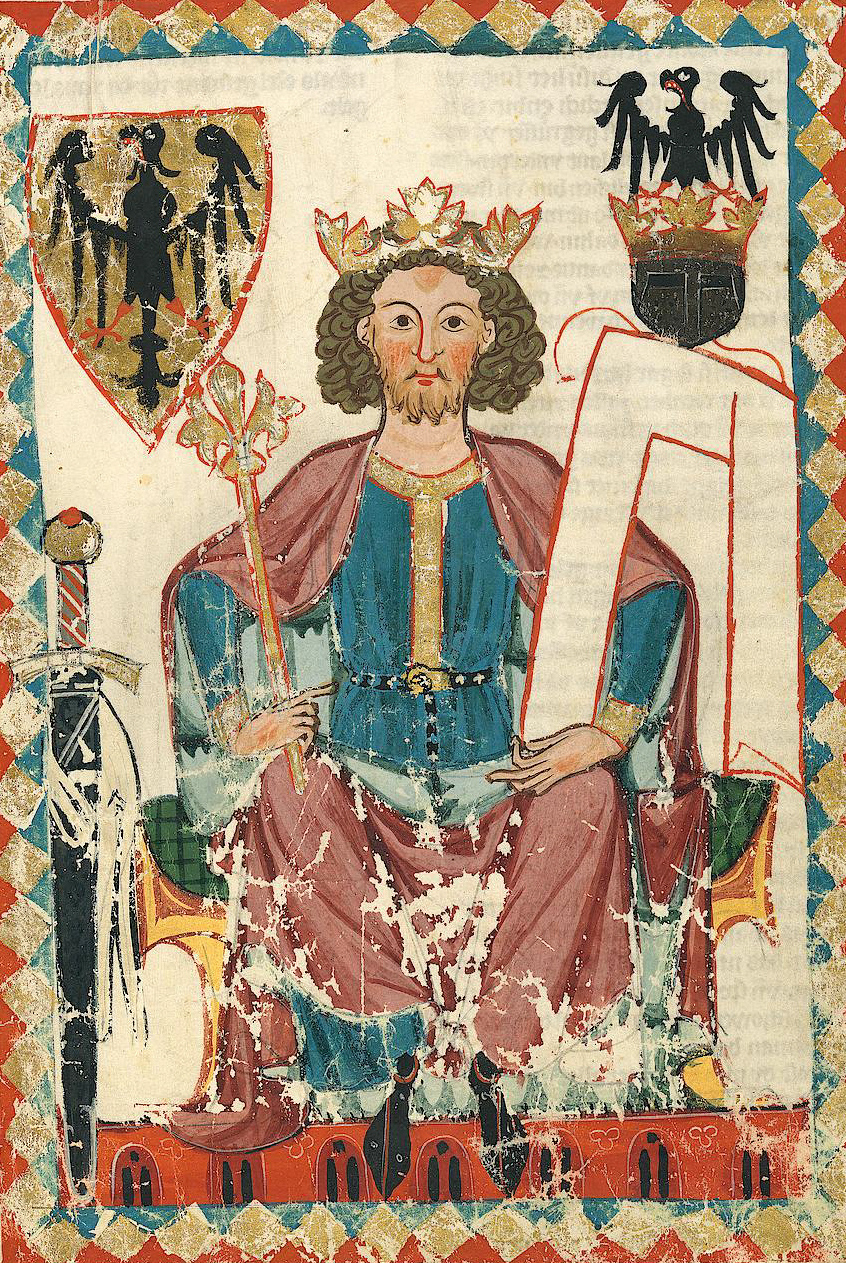
رسم يُظهر الإمبراطور هنري السادس الذي قاد حملة فاشلة على عكا عام 1197م.

تعرضت الدولة الأيوبية التي كانت تضم الشام وفلسطين ومصر إلي التقسيم بعد وفاة صلاح الدين نتيجة التنافس بين أفراد أسرته، فكانت مصر من نصيب ابن صلاح الدين عماد الدين أبي الفتح عثمان الذي لقب بالعزيز، ودمشق من نصيب ابنه الثاني الأفضل نور الدين علي، وحلب من نصيب ابنه الظاهر غازي غياث الدين، والكرك والشوبك من نصيب العادل أخو صلاح الدين، استقل أولاد عم صلاح الدين ببعض مدن الشام واليمن، فاحتفظ سيف الإسلام طغتكين أخو صلاح الدين باليمن وجزيرة العرب، وأخذ الملك الأمجد مجد الدين بهرامشاه بن فرخشاه بعلبك وأعمالها، واستمر الملك منصور الأول محمد بن تقي الدين عمر في حكم حماة. تنافس كل من العزيز والأفضل ابني صلاح الدين علي السيطرة علي بيت المقدس، انتهى هذا التنافس بالاتفاق على ترتيب جديد لحكم الأسرة الأيوبية يقضي بأن: يحتفظ الأفضل بدمشق وطبرية، ويتخلى عن بيت المقدس وما جاورها للعزيز، ويتخلى الأفضل عن جبلة واللاذقية لأخيه الظاهر غازي، ويعترف العزيز بسيادة الأفضل، في فترة النزاع الأيوبي على السلطة استولى الصليبيين على مدينة جبيل وقلعتها عام 590 هـ الموافق 1194م، وخرج الملك الأفضل لاستردادها لكنه لم يستطع. ولَّى العزيز الوزارة في مصر لعمه العادل الذي بدأ يثبت أقدامه في الحكم حتى أصبح صاحب السلطة الحقيقية، قام العادل والعزيز بالاستيلاء على دمشق وتجريد الأفضل من إمارته، واتفق الأطراف الثلاثة على أن يأخذ الأفضل صرخد، ويملك العادل دمشق وأواسط الشام، ويتولى الملك العزيز السلطنة وتبقى له مصر وبيت المقدس، استمرت الهدنة حتى توفي العزيز عام 595 هـ الموافق 1200م. بعد وفاة العزيز تولي ابنه ناصر الدين محمد حكم مصر، ولقب بالملك المنصور، وكان الأفضل وصيًا علي ابن أخيه المنصور الذي كان لايزال صغيرًا، ونازعه في الأمر عمه العادل، واتفقا على أن يحكم العادل مصر ويحكم الأفضل ديار بكر. بمجرد حصول العادل علي الوصاية قرر خلع السلطان الصغير وتولى حكم مصر منفرداً سنة 596 هـ الموافق 1200م، ثم قام بعد ذلك ببسط نفوذه علي الشام، وبذلك عادت دولة صلاح الدين تحت حكم سلطان واحد. لم تنقطع إغارات الصليبيين علي المدن التي تخضع تحت سيطرة المسلمين، فكان العادل يرسل بالمدد لأمراء المدن الإسلامية في الشام ليصدوا هجمات الصليبيين، وكان كثيراً ما يخرج بنفسه لقتال الصليبيين ويردهم إلي المهادنة، ومنها حملة هنري السادس إمبراطور ألمانيا، التي وصلت حملته عكا عام 594 هـ الموافق 1197م، ودارت بين الصليبيين والأيوبيين معركة عند تل العجول قرب غزة انتهت بهزيمة الصليبيين، كما انتهت الحملة بموت هنري السادس.

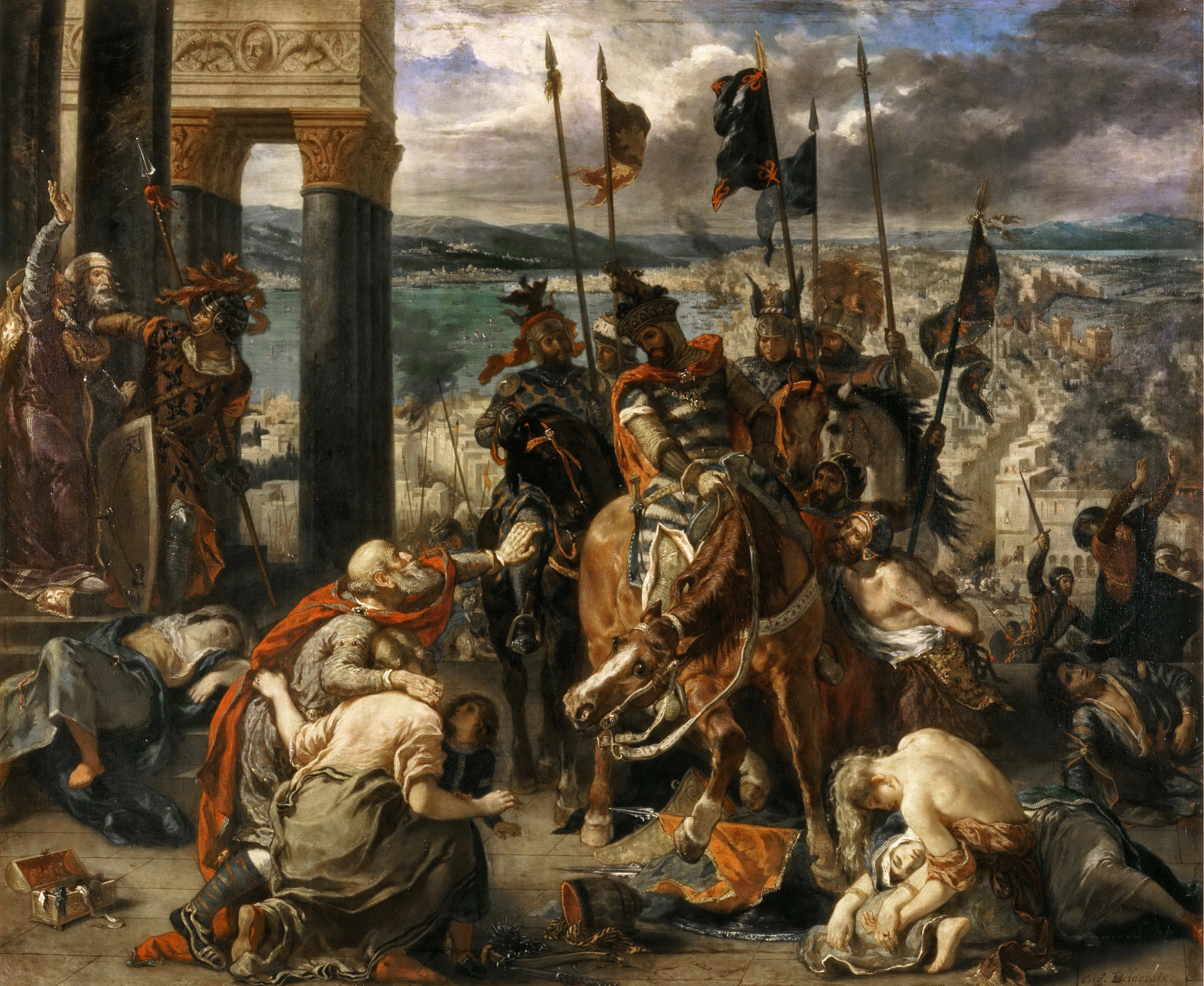
رسمة تُظهر دخول الصليبيين إلى القسطنطينية عام 1203م.

كان البابا أنوسنت الثالث قد أعرب علنًا عن رغبته في الدعوة إلى حرب صليبية جديدة، في عام 600 هـ الموافق 1203م وصلت سفن الحملة الصليبية الرابعة للقسطنطينية بقيادة ألكسيوس ابن الإمبراطور إسحاق الثاني، واعتقد الصليبيون أن بيزنطة كلها سوف ترحب بهم، ولكنهم اكتشفوا أن جميع أبواب القسطنطينية أغلقت في وجوههم، وأن الجنود البيزنطيين مرابطين فواق أسوارها، وفشلت المحاولات الأولى التي قام بها الأسطول الصليبي لمهاجمة الأسوار، وبعد قتال عنيف تمكن البنادقة من فتح ثغرة في الأسوار، وفكر الكسيوس الثالث من الفرار مع ابنته ولجأ مدينة موزينو في تراقيا، فما كان من حاشية القصر إلا أنهم أخرجوا الإمبراطور المعزول إسحاق من السجن وأعادوه على عرشه وبذلك توقف القتال، وتم الاتفاق على تنصيب الكسيوس الصغير قسيمًا لأبيه في حكم الإمبراطورية وتسمى بعد ذلك الكسيوس الرابع. في عام 602 هـ الموافق 1204م وقعت ثورة في القصر الإمبراطوري، وتم عزل الكسيوس وألقي به في السجن حيث توفي ولحق به أبوه، تولى الحكم الكسيوس الخامس الذي وقف موقفًا مضادًا ضد الصليبيين، ومع هذا التطور اتجه الأخيرون لمهاجمة القسطنطينية، وحل بالمدينة القتل والسلب والتدمير. ثم بدأت محاولة الحملة الصليبية السيطرة على بلاد الشام حيث أرسلت قوات قليلة من القسطنطينية، وهناك تعاونوا مع الصليبين المستوطنين لشن هجوم هزيل ضد مدينة رشيد المصرية ومدينة فوة القريبة منها، عندما علم أمالريك الثاني ملك عكا بعدم قدوم الحملة الصليبية واستقرارها في بيزنطة، سعى أمالريك لعقد هدنة مع الملك العادل الذي رحب بعقد الهدنة، وتم عقد هدنة مدتها ست سنوات في أواخر سنة 1204م.

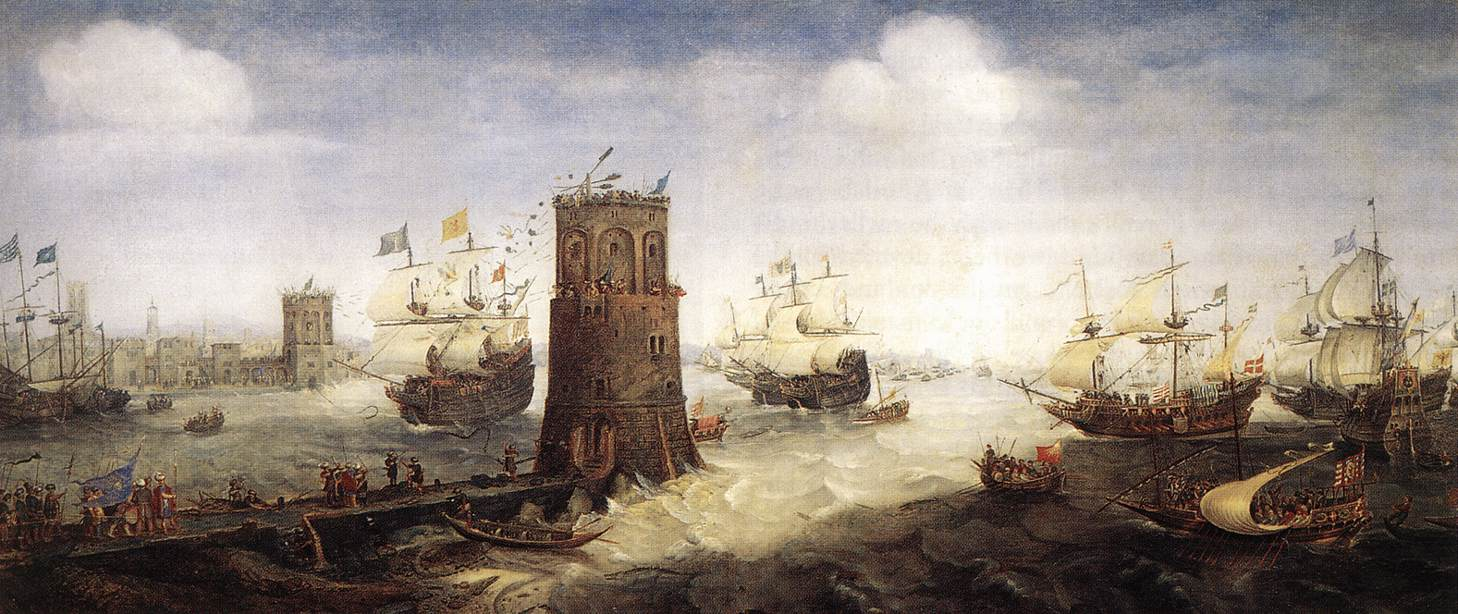
رسمة تُظهر حصار الصليبيين لبرج السلسلة في دمياط.

في عام 614 هـ الموافق 1217م بدأت قوات الحملة الصليبية الخامسة في الوصول إلى عكا، وكانت القوات المجرية في طليعة الواصلين بقيادة الملك أندريه الثاني، ولحق به ليوبولد السادس دوق النمسا، ثم لحق بهما هيو ملك قبرص، وأرسل ليوبولد فور وصوله عكا سفارة إلى بوهيموند الرابع، وأحضر معه بعض الأمراء الصليبيين، وتجمع لدى الصليبيين أكبر جيش لهم منذ الحملة الصليبية الثالثة، خرج بعدها الصليبيون من عكا ليشنوا هجومًا مباغتًا ضد دمشق في جيش ضخم، عندما علم العادل بتحركهم خرج من مصر إلى فلسطين وتابع طريقه إلى نابلس آملًا أن يقطع الطريق عليهم عند عين جالوت، لما علم الصليبيون بقدومه غيروا خطتهم واتجهوا نحوه، وساروا إلى مدينة نيسان في الوقت الذي سار فيه العادل نحوها بعد أن تحص بها، نتيجة لتفوق الصليبيين تجنب العادل الاشتباك معهم، فواصلوا هجومهم على المدن الإسلامية وحاصروا بانياس ووصلوا إلى حوران، ثم عادوا إلى عكا. ظل الوضع هادئًا حتى عام 615 هـ الموافق 1218م حين وفدت قوات صليبية جديدة من أوروبا، وقرر مجلس الحرب الصليبي الذي اجتمع في عكا مهاجمة دمياط، وصل الصليبيين دمياط بقيادة الملك يوحنا دي بريان، فنزل أفراده إلى البر، ونصبوا معسكرهم على الضفة الغربية للنيل المواجهة للمدينة، عندما علم الملك العادل بنزول الصليبيين في دمياط، وكان بمرج الصَّفر، انتقل إلى عالقين بظاهر دمشق، وبدأ بإرسال العساكر إلى مصر، حتى أنه لم يبق عنده من العساكر إلا القليل، وطلب من ابنيه المعظم عيسى والأشرف موسى أن يغيرا على معاقل الصليبيين في بلاد الشام ليشغلهم ذلك عن دمياط. ظل الوضع متجمدًا قُرابة أربعة أشهر، نفذ خلالها الصليبيون محاولات عديدة لاقتحام برج السلسلة، انتهت بنجاح الصليبيون في دخول برج السلسلة والاستيلاء عليه، حيث قاموا بإقامة برج على سفينتين أحكم ربطهما معًا بالحبال، وجرت تغطيته بالجلد والنحاس الأحمر لحمايته من النار، ووضعوا فوقه سلمًا متحركًا حتى أضحى كالقلعة العائمة. مات بعدها الملك العادل سنة 615 هـ الموافق 1218م أثناء وجوده في الشام ودفن في أحد المساجد بدمشق، وترك أبناءه الثلاثة يحكمون الدولة الأيوبية في مصر والشام، الكامل في مصر والمعظم عيسى في دمشق والأشرف موسي في حلب.

#### الكامل محمد بن العادل

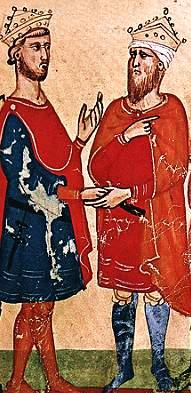
مُنمنمة إفرنجيَّة تعود للقرن الرابع عشر الميلادي، تُصوِّرُ الملك الكامل ناصر الدين محمد بن العادل الأيوبي (يمينًا) مع إمبراطور الرومانية المقدسة فريدريك الثاني (يسارًا)

تولي الكامل بعد أبيه العادل في ظروف حرجة حيث استولي الصليبيون علي دمياط، فراح يستجد بالمسلمين من حوله، ولكن حكام المسلمين كانوا في هول من هجمات المغول التي بدأت تدق أبواب بغداد، فجهز الكامل قوة برية تدعهما عشرات السفن وهاجم المعسكر الصليبي إلا أنه اصطم بخنادق دمياط، ثم نصب جسرًا عظيمًا ليمنع العدو من سلوك النيل، لكنهم استطاعوا من قطعه، وسلكوا النيل ولم يفلحوا في الوصول إلى القاهرة، ولسوء الأحوال الجوية توقف القتال مدة من الزمن. لما علم عسكر الشام بموت الملك العادل، ما كان من العسكر إلا أن اتفقوا مع القائد عماد الدين أحمد بن المشطوب، وعزموا على خلع الملك الكامل وأن يملكوا الديار المصرية أخاه الفائز إبراهيم، ولما أحس الكامل بذلك خرج من معسكره في العادلية توجه إلى الشام، فساد الفزع أرجاء المعسكر وترك الجنود خيامهم وأسلحتهم، ولما علم الصليبيين بذلك خرجوا إلى دمياط وملكوها واستولوا عليها. وصل الملك المعظم عيسى من الشام لنجدة أخيه وانهى تمرد ابن المشطوب. دعا الملك الكامل الجهاد في البلاد الإسلامية فوصله المدد من أخويه المعظم والأشرف، وأخذ يستعد لشن هجوم على الصليبيين لكنه تراجع لهبوب عاصفة عام 616 هـ الموافق 1219م. حال استمرار تدفق الإمدادات والمؤن من الغرب الأوروبي وقبرص على الصليبيين، وتواتر الأخبار من الشرق الإسلامي عن تقدم الجيوش المغولية بقيادة جنكيز خان باتجاه الدولة الخوارزمية، من مواصلة قوات الملك العادل القتال ضد الصليبيين، واقترح الكامل على الصليبيين شروط بالغة السخاء، شملت: أن يتنازل عن أراضي بيت المقدس باستثناء الكرك والشوبك، مقابل أن يخرج الصليبيون من دمياط، وعقد هدنة بين المسلمين والصليبيين مدتها ثلاثين سنة. لم يتردد الإمبراطور فريدريك في أن يقبل هذا العرض، لكن البابا في روما رفض العرض ووبخ الإمبراطور فريدريك علي قبوله للعرض، فعرض السلطان الكامل عرضًا آخر وهو أن يتنازل عن نابلس وصيدا وعسقلان وطبرية واللاذقية وسائر ما فتحه السلطان صلاح الدين من بلاد الساحل، دفع مبلغ خمسة عشر ألف مقابل الكرك والشوبك، دفع تكاليف إعادة تحصين بيت المقدس وباقي القلاع التي خربها المسلمون في بلاد الشام، تشكيل مجلس لتحديد تكاليف البناء، إعادة صليب الصلبوت، تستمر الهدنة مدة ثلاثين سنة، وضمانًا لحسن تنفيذ العرض تعهد الكامل بتقديم عشرين رهينة من أقاربه ليحتفظ بها الصليبيون مدة سنتين يتم خلالها إعادة تحقيق ما تقدم. لكن البابا رفض هذا كله وهدد فريدريك أن ينزع منه مملكته في أوروبا إذا عقد صلحًا مع المسلمين، فلم يبق للسلطان الكامل إلا ان يقاتل ليحرر دمياط من الصليبيين. واصلت الحملة حصار دمياط، وتعذر على الكامل إمداد المدينة بالمؤن والمقاتلين، وفي عام 616 هـ الموافق 1219م سقطت دمياط بعد حصار دام تسعة أشهر، واستعد الصليبيون لزحف نحو القاهرة، وكان الموقف ينبيء بانتصار الصليبيين فهم أكثر سلاحًا وعدة، لكنهم لم يكونوا يعرفون طبيعة الأرض المصرية وما تمتلئ به من قنوات الماء. اختار الكامل مكانًا أكثر ملائمة للقتال لوقف الزحف الصليبي باتجاه القاهرة، فنقل معسكره إلى المنطقة التي تقع جنوب بحر أشموم طناح والشاطيء الشرقي للنيل، قبالة قرية جوهر، وبنى فيها قلعة جديدة أسماها المنصورة، من الجانب الصليبي بادروا ببناء حصني تورون وبوتا في دمياط، الذين حدا من نشاط السفن الأيوبية. تحركت القوات الصليبية في عام 618 هـ الموافق 1221م من دمياط إلى العادلية استعدادًا للتقدم جنوب دمياط بحذاء النيل، حتى وصلت فارسكور، فلما تقدم الصليبيون نحو دمياط قام المصريون بفتح سدود المياه من كل جانب فتدفقت المياه وأغرقت القوات الصليبية، ولم يستطيعوا التقدم خطوة واحدة، فشقوا طريقهم وسط الوحل مرتدين إلي الشاطئ، استقر رأي القادة الصليبيين على عرض الصلح على المسلمين، ومال الكامل للقبول بالعرض، وفيه أن تسلم دمياط للكامل وأن يسترد الصليبيون رهائنهم ومنهم ملك عكا، وبذلك فشلت الحملة الصليبية الخامسة.

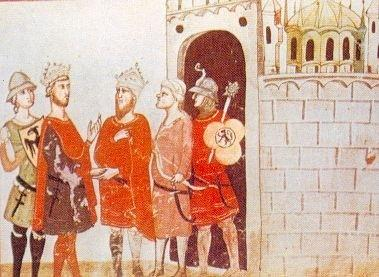
الملك الكامل محمد بن العادل يسلم الإمبراطور الروماني المقدس فريدريك الثاني القدس عام 1229م

كان لتضامن ابنا العادل الكامل والمعظم وتكاتفهما أثر لا يُنكر في تحقيق النصر وإفشال الحملة الصليبية الخامسة، لم تكد تمضي سنوات معدودة حتى شبَّ صراع بين السلطان الكامل وأخيه المعظم عيسى صاحب دمشق، واستعان كل منهما بمن يحقق له الظفر، فاستعان المعظم عيسى بالسلطان جلال الدين الخوارزمي سلطان الدولة الخوارزمية، واستنجد السلطان الكامل بالإمبراطور فردريك الثاني، وتعهد له بمنحه بيت المقدس، وجميع فتوحات صلاح الدين بساحل الشام، بادر الملك المعظم بتجهيز العساكر في نابلس لحماية القدس من مطامع الإمبراطور، لكن الموت عجل بالمعظم وخلفه ابنه الناصر داود، وانهار التحالف بين خوارزم شاه والمعظم. في عام 625 هـ الموافق 1228م بدأ الإمبراطور فردريك الثاني الحملة الصليبية السادسة على رأس جيش صغير، فمر على قبرص واحتلها، ثم قصد عكا، واحتل صيدا. بعد مفاوضات طويلة بين فريدريك والكامل توصل الطرفان لاتفاق يافا، نصت على: تُسلم القدس للإمبراطور فريدريك على أن تظل أسوار المدينة وتحصيناتها خرابًا وألا تجدد الأسوار، يأخذ الفرنج بيت لحم والناصرة، ألا يكون للفرنج موطئ قدم خارج مدينة القدس، وأن تظل قرى بيت المقدس في أيدي المسلمين، قرى بيت المقدس والضاحية يديرها والي مسلم، وتكون البيرة مقرًا له، يظل الحرم القدسي بما فيه من المعالم، كالصخرة والمسجد الأقصى، في أيدي المسلمين، ويظل شعار الإسلام فيه ظاهرًا، ألا يسمح للفرنج بدخول القدس إلا بغرض الزيارة، يكون المتولون على الأماكن المقدسة من المسلمين، تكون القرى الواقعة على الطريق بين القدس وكل من عكا ويافا تحت إدارة الفرنجة لحماية أرواح الحجاج وضمان سلامتهم، يتعهد الإمبراطور المشاركة في الدفاع عن الملك الكامل ضد أي عدو حتى لو كان من الفرنج وعدم تقديم أية مساعدة لحكام أنطاكية وطرابلس وحكام المناطق الإفرنجية الأخرى في بلاد الشام. دخل فريدريك القدس واستلمها من القاضي شمس الدين يوم الأحد 18 مارس 1229م الموافق 636 هـ، و دخل كنيسة القيامة وتوج نفسه ملكًا علي القدس. بذلك عادت القدس للصليبيين. أكمل السلطان الكامل بناء قلعة الجبل، كما أنشأ مدينة جديدة هي مدينة المنصورة في الموقع الذي انتصر فيه علي الحملة الصليبية الخامسة.

#### الصالح نجم الدين أيوب
ولي العادل الثاني سيف الدين أبو بكر حكم مصر بعد وفاة ابيه السلطان الكامل مما أدي إلي أن يسعي أخوه الأكبر سنًا الصالح نجم الدين أيوب لاستعادة حقه في تولي السلطنة، وواتته الفرصة نتيجة سياسة أخيه التي أثارت مشاعر الأمراء عليه فقبضوا عليه واستدعوا الصالح نجم الدين أيوب الذي أصبح سلطانًا علي مصر عام 637 هـ الموافق 1240م. واجه السلطان الصالح ثورات بعض طوائف الجند، فبدأ في تكوين جيش جديد يخلص له ويطيعه فاشتري آلاف المماليك والأتراك الذين هجروا أوطانهم في آسيا الصغرى بسبب غارات المغول واتخذ الصالح أيوب منهم جيشًا نظاميًا. من أبرز آثار الملك الصالح في مصر قلعة الروضة التي أقام فيها مع مماليكه، وقد تزوج من جارية أرمنية هي شجر الدر والتي كان الخليفة العباسي قد أهداها له. وجد السلطان الصالح أيوب نفسه مهددًا بحلف صليبي مع أمراء دمشق الصالح إسماعيل، والكرك الناصر داود، وحمص المنصور إبراهيم، عمد الصالح أيوب إلى استدعاء الخوارزمية وتحريضهم على مهاجمة دمشق، فما كان من الصالح إسماعيل إلا أن استعان بالصليبيين مقابل تعهده لهم بأن تكون سيطرتهم على بيت المقدس تامة مطلقة، عبرت القوات الخوارزمية نهر الفرات حتى وصلت دمشق، ثم طبرية واستولوا عليها، ثم إلى نابلس وبيت المقدس، عندها أحس الصليبيون بالخطر الخوارزمي، في عام 642 هـ الموافق 1244م اقتحم الخوارزميون المدينة وجرى قتال شديد، استنجد على أثره الصليبيون بأمير أنطاكية وطرابلس وملك قبرص بحامية عكا وبحلفائهم من المسلمين في دمشق والأردن، فلم ينجدهم أحد سوى ما قام به الناصر داود في توسطه بخروج من يرغب من الصليبيين من القدس إلى الساحل. بعد أن استولى الخوارزمية على بيت المقدس ساروا إلى الملك الصالح يخبرونه بقدومهم فأمرهم بالإقامة في غزة، وسير إليهم عسكرًا من مصر بقيادة ركن الدين بيبرس، فسار إلى غزة وانضم للخوارزمية، وهناك التقى الجيش المصري المتحالف مع الخوارزمية مع جيش حمص ودمشق المتحالف من الصليبيين، واستطاع بيبرس إلحاق الهزيمة بالتحالف الشامي الصليبي. بعد معركة غزة سارع بيبرس للاستيلاء على غزة والساحل، والقدس والخليل وبيت جبريل والأغوار، ثم حاصر دمشق وفيها الصالح إسماعيل وإبراهيم بن شيركوه صاحب حمص، وبعد حصار دام ستة أشهر استسلمت دمشق عام 643 هـ الموافق 1245م، وعوض الصالح إسماعيل عنها ببعلبك وبصرى. أما الخوارزمية فقد انقلبوا على الصالح نجم الدين، بعد أن أقطعهم بلاد الساحل وكانوا يطمعون بدمشق، وأعلنوا الثورة على الصالح، وسارع الناصر داود والصالح إسماعيل بالانضمام إليهم، واستطاع نجم الدين الحاق الهزيمة بالخوارزميين بالقرب من حمص، وانتهى خطرهم بشكل نهائي.

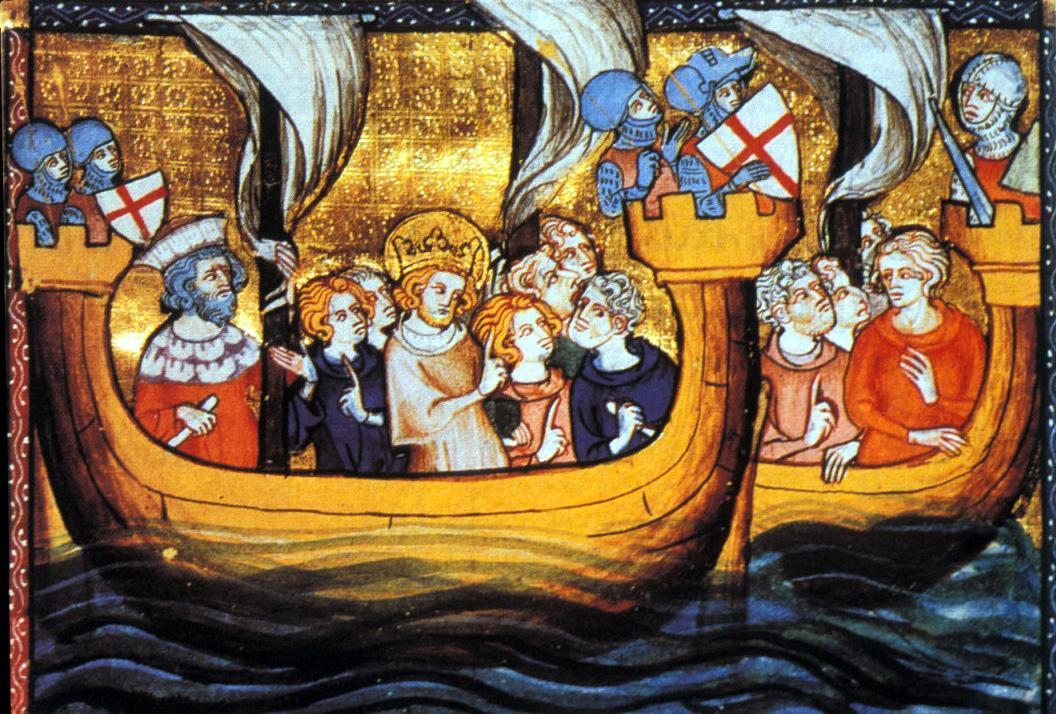
الحملة الصليبية السابعة تغزو دمياط في سنة 1249م

قامت حملة صليبية جديدة تستهدف مصر، وكانت أشرس وأعنف من الحملة الأولى علي دمياط وهي الحملة الصليبية السابعة، وكان علي رأسها ملك فرنسا لويس التاسع الذي كان معروفًا بتدينه وتعصبه، استغرق الأوروبيون ثلاث سنوات وهم يعدون للحملة، وقام لويس بتجهيز أسطول كبير لنقل الجنود والعتاد عبر البحر بعد أن قرر استبعاد الطريق البري، واستأجر عدد من السفن من جنوة ومرسيليا، وغادر على رأس حملته من مدينة باريس إلى ليون، ثم إلى جنوب فرنسا حتى وصل قبرص، خلال هذه الأثناء تسربت أخبار الحملة على مصر، وعلم السلطان الصالح أيوب بأن الصليبيين يحتشدون في قبرص، وقدر أنهم سينزلون دمياط كما فعل اسلافهم، فحشد جيشه تجاه المدينة وقرر أن يحارب حربًا لا هوادة فيها. دخل الصليبيون مدينة دمياط عام 647 هـ الموافق 1249م دون قتال وحولوا مسجد المدينة إلي كنيسة وأقاموا بطريركًا فرنسياً للمدينة، تعود أسباب الاستيلاء السهل لمدينة دمياط من قبل الصليبيين إلى أحد القادة العسكرين في الطرف الإسلامي وهو الأمير فخر الدين بن الشيخ، إضافة لبعض أفراد القبائل العربية التي عهد إليها الصالح أيوب بالدفاع عن المدينة وهم بني كنانة، قد تركوها وانسحب هؤلاء جميعًا إلى حيث يوجد معسكر الملك صالح أيوب في منطقة أسموم طناح، بالإضافة أنهم تركوا أبواب المدينة ممفتوحة وفاتهم عند فرارهم أن يقطعوا الجسر الذي يربطها بالضفة العربية للنيل، وأصبحت دمياط بذلك مدينة مفتوحة. قبيل سيطرة القوات الصليبية على دمياط أرسل الملك لويس رسائل تهديد للصالح نجم الدين، وطالبه فيها بالاستسلام وإرجاع الأراضي المقدسة للصليبيين، واعتبر أن الصالح أيوب ماهو إلا أحد نوابه. كان شهر يونيو شهر فيضان النيل فآثر الملك لويس أن ينتظر حتى ينتهي الفيضان حتى لا يقع فيما وقعت فيه الحملة الخامسة، عندما انتهي موسم الفيضان بدأ لويس زحفه إلي القاهرة، وفي تلك الأثناء مات السلطان الصالح في المنصورة عام 647 هـ الموافق 1249م.

### مرحلة السقوط

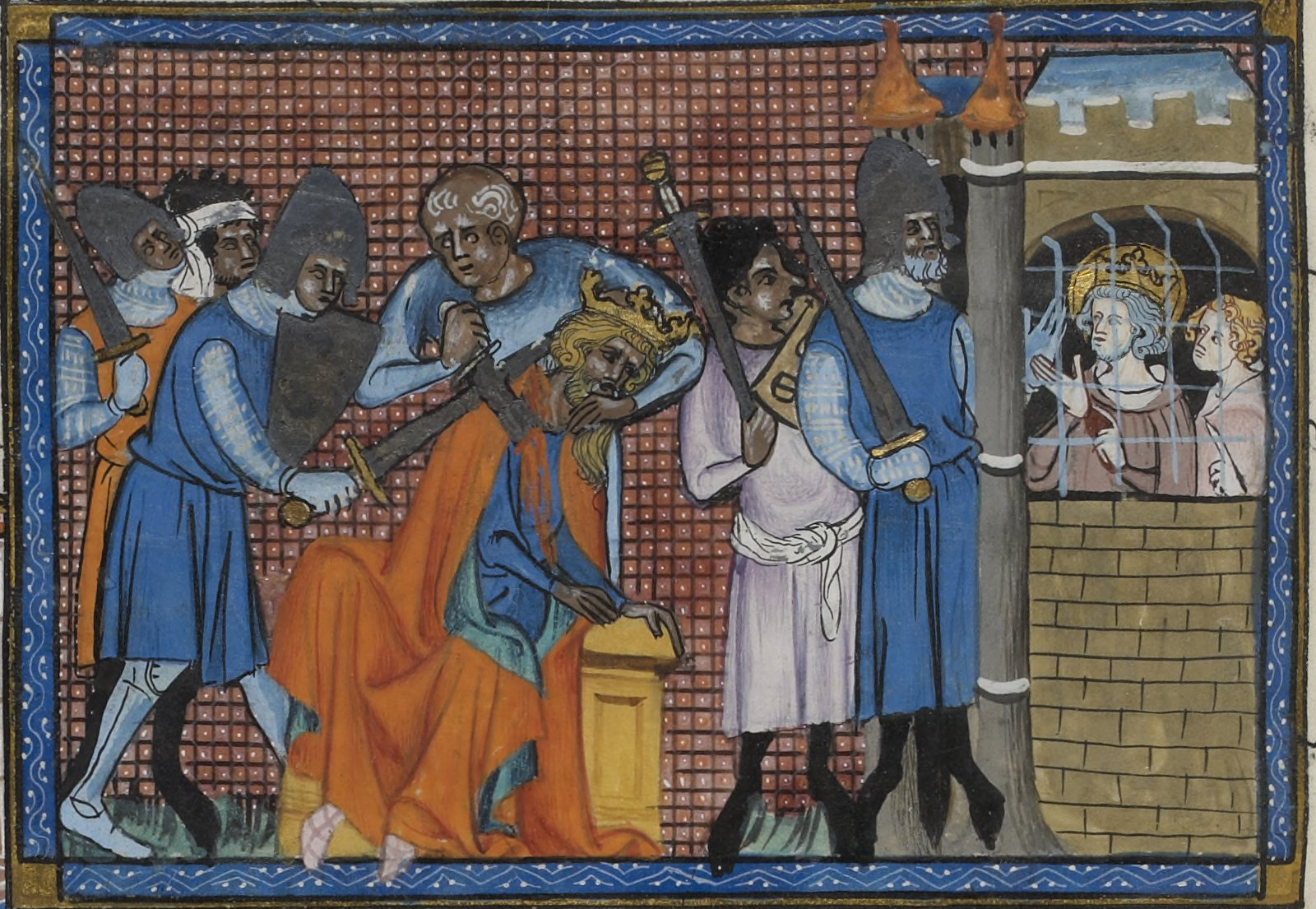
لوحة تخيَّلية عن مقتل توران شاه من قبل المماليك عام 1250م

استمرت الحملة الصليبية بعد وفاة الصالح أيوب، واستطاعت شجر الدر أن تخبئ نبأ وفاة السلطان، ودارت بين الأيوبيين والصليبيين معركة المنصورة بقيادة لويس التاسع ملك فرنسا من جهة، والأمير فخر الدين يوسف بن شيخ الشيوخ وفارس الدين أقطاي الجمدار وركن الدين بيبرس البندقداري من جهة أخرى، أسفرت المعركة عن هزيمة الصليبين هزيمة كبرى. قامت شجر الدر باستدعاء توران شاه ابن الصالح أيوب ليكون السلطان الجديد بعد موت أبيه، جاء توران مسرعًا من حصن كيفا ومعه خاصة رجاله ومساعدوه، واستلم قيادة البلاد والجيوش فور وصوله وأظهر مقدرة حربية، وبمساعدة المماليك وضع خطة عسكرية محكمة لإجبار الصليبيين على التسليم حيث أمر بحمل عدة سفن مفككة على ظهور الجمال، ثم أعاد تركيبها وإنزالها خلف خطوط الصليبيين مما أدى لوضع الصليبيين في كماشة أدت لهزيمتهم وأسر ملكهم لويس التاسع. على الرغم من هذا الانتصار العسكري الكبير على الصليبيين إلا إن توران شاه كان يمثل تجسيدًا حقيقيًا لانهيار الأيوبيين الصغار، وبدلاً من أن يستغل الظروف الراهنة في توحيد المسلمين للقضاء على الخطر الصليبي تمامًا، اتجه نحو أمراء المماليك وزوجة أبيه شجر الدر، وأخذ في التخطيط للقضاء عليهم. كان توران شاه كئيبًا متكبرًا سريع الغضب، فأصدر عدة قرارات صادر بمقتضاها إقطاعات الأمراء وحدد عدة أسماء ووضعها على قائمة التصفية، ووصلت أخبار هذه القائمة للأمراء فقرروا التخلص منه. في صباح يوم 27 محرم 648 هـ الموافق 2 مايو 1250م كان السلطان توران في خيمته السلطانية فهجم عليه بيبرس البندقداري وقلاوون الصالحي وأقطاي الجمدار وضربوه بالسيوف فهرب منهم لكشك خشبي فأحرقوه عليه فهرب منه ورمى نفسه بالنيل فضربوه بالسهام والنبال فقتل جريحًا غريقًا حريقًا، وبمقتله سقطت دولة الأيوبيين بمصر وقامت دولة المماليك.

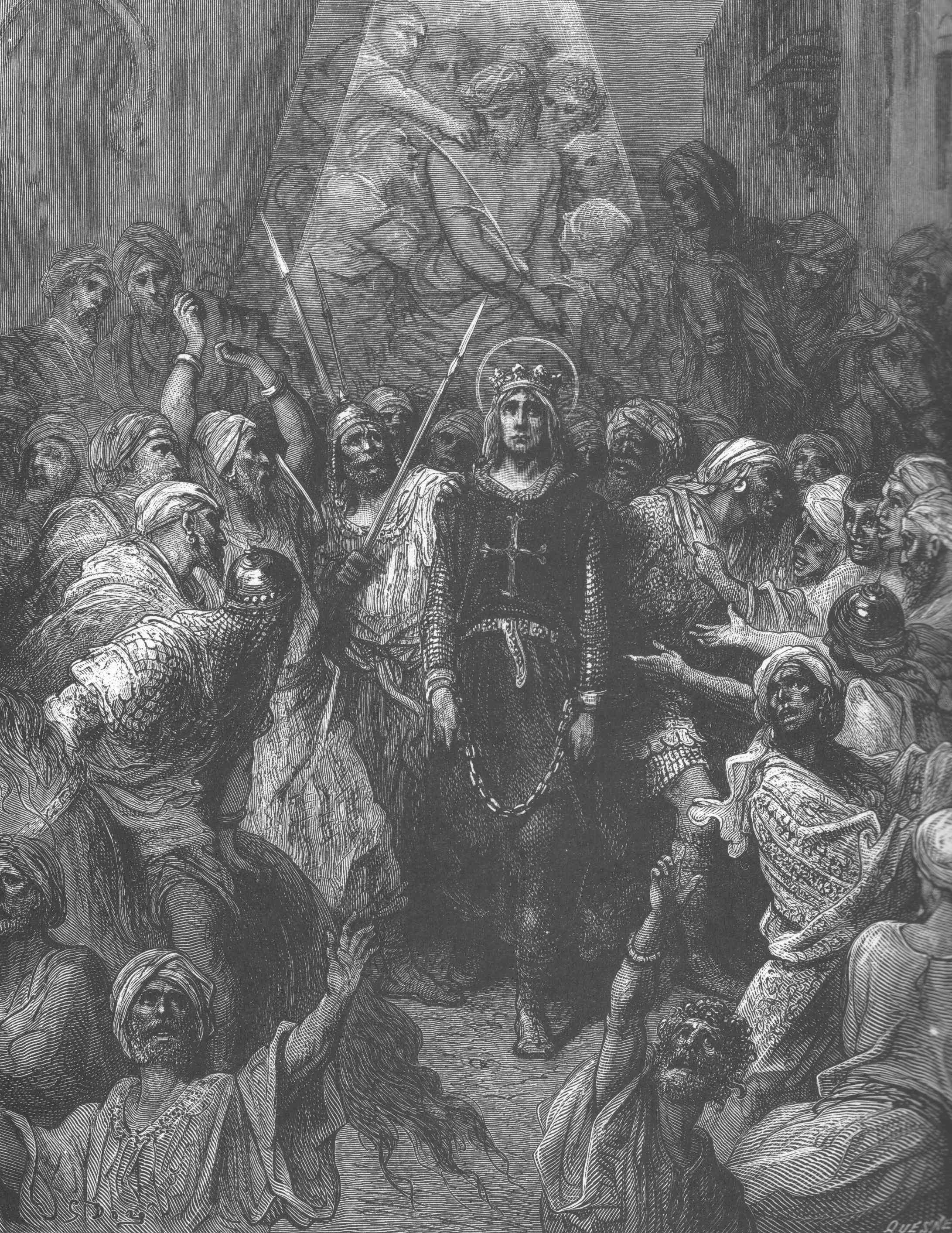
لويس التاسع يُقاد إلى الحبس بعد هزيمته.

صار المماليك بعد مقتل توران شاه أصحاب الحل والعقد، وكان من الطبيعي أن يعينوا أحدًا منهم لتبوء عرش السلطنة الشاغر، وأخيرًا قرر المماليك حل المشكلة الناجمة عن شغور العرش فاختاروا شجر الدر لتولي العرش. غير أن حكم شجر الدر تعرض للنقد من قبل الخليفة العباسي المستعصم بالله، الذي عاب على المماليك تنصيب امرأة في الحكم، فاقتنعت شجر الدر واقتنع المماليك معها بضرورة تغيير رأس السلطة، فتزوجت من الأمير عز الدين أيبك وتنازلت له عن الحكم، بعد أن دام حكمها ثلاثة أشهر. وقف الأمراء الأيوبيون في الشام موقف العداء للنظام الجديد القائم في مصر، وقد جرت العادة منذ أيام صلاح الدين أن يكون للسلطان في مصر سيطرة على بقية الأمراء الأيوبيون في الشام، لذلك أرسلت شجر الدر عقب مبايعتها الخطيب أصيل الدين محمد لأخذ البيعة لها من أمراء الشام، ظل الأمراء الأيوبيون يعتبرون أنهم أصحاب الحق الشرعي في حكم مصر وبلاد الشام بوصفهم سلالة صلاح الدين، وأن ما جرى يعد خروجًا للسلطنة في مصر على البيت الأيوبي، ورفضوا أن يحلفوا يمين الولاء للسلطانة الجديدة، وشاركهم بعض الأمراء المماليك في بلاد الشام، فقد رفض المماليك القيمرية(3) في دمشق أن يحلفوا يمين الولاء والطاعة، ولم يعترفوا بما جرى في مصر من تغيير في نظام الحكم، فكتبوا إلى الناصر يوسف الأيوبي صاحب حلب يعلمونه بموقفهم الرافض ويستدعونه للقدوم إليهم ليسلموا له دمشق، كما خرج الملك السعيد حسن بن العزيز عثمان الأيوبي صاحب قلعة الصُبية من الديار المصرية احتجاجًا على ما حصل، فهاجم غزة وأخذها واستقر فيها، وثار الطواشي بدر الدين الصوابي الصالحي نائب الصالح أيوب بالكرك والشوبك، وسلم الحصنين إلى المغيث عمر الأيوبي بعد أن أخرجه من السجن، وخضعت باقي مدن بلاد الشام لأمراء من البيت الأيوبي، فستقر الموحد تقي الدين عبد الله بن توران شاه في حصن كيفا وتصيبين، والكامل ناصر الدين محمد بن المظفر عازي في ميفارقين، والمنصور ناصر الدين محمد بن المظفر تقي الدين محمود في حماة، والأشرف مظفر الدين موسى بن المنصور إبراهين في تل باشر والرحبة. انتهز الناصر يوسف الفرصة واستجاب لدعوة المماليك القيمرية، فزحف بجيوشه نحو دمشق ودخلها وخلع الأمير جمال الدين بن يغمور، وعلى الأمراء القيمرية وعلى جماعة من الأمراء المصريين من مماليك الصالح أيوب، وبذلك خرجت بلاد الشام من قبضة شجر الدر، وانقسمت الجبهة الإسلامية بين مصر المملوكية وبلاد الشام الأيوبية.

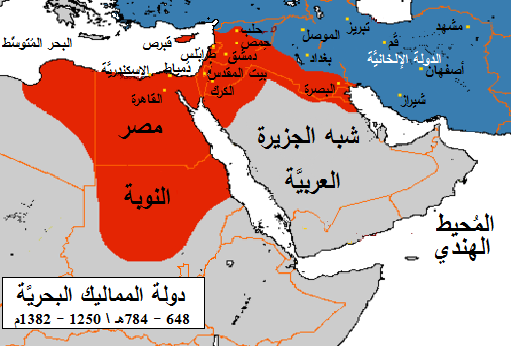
الدولة المملوكية في أوج اتساعها

خشي المماليك على نظامهم الجديد من منافسة الأيوبيين، فتنادوا إلى اجتماع في قلعة الجبل لتدارس الموقف، جدد الأمراء والأجناد الولاء لشجر الدر وللأمير عز الدين أيبك أتابكًا وقائدًا للجيش، وقرروا الخروج من القاهرة للتصدي للأيوبيين، وإبعاد الناصر يوسف عن دمشق، إلا أنهم احجموا عن ذلك، ما حدا بالناصر يوسف الاستعداد لغزو مصر، تحرك الأيوبيون بزعامة الناصر باتجاه مصر لاستعادتها، وعندما علم أيبك بذلك قرر مواجهة الخطر الأيوبي بالطرق السلمية، فاختار بالاتفاق مع كبار المماليك صبيًا صغيرًا من بني أيوب في العاشرة من عمره هو الأشرف موسى بن المسعود بن الكامل، وأقامه سلطانًا ليكون شريكًا له في السلطة، فكانت التواقيع والمراسيم تخرج باسميهما، ويخطب باسميهما على منابر مصر، وضربت لهما السكة على الدنانير والدراهم. لكن الأمراء الأيوبيين أدركوا أن الأشرف لم يكن له غير الاسم، في حين كانت الأمور كلها بيد أيبك، واستمروا في استعداداتهم للزحف نحو مصر. عندئذ أعلن أيبك وضع البلاد تحت سلطة الخلافة العباسية، وأنه يحكم بوصفه نائبًا عن الخليفة المستعصم بالله، وأقدم في الوقت نفسه بإلقاء القبض على الأمراء المماليك بميولهم للأيوبيين. أقدم الناصر يوسف على التماس مساعدة الصليبيين وعلى رأسهم الملك لويس التاسع المقيم في عكا، لكن أيبك بعد أن علم بالأمر أرسل إنذارًا للملك لويس التاسع بأنه سوف يقدم عى قتل الأسرى الصليبيين الذين مازالوا في مصر منذ أيام الحملة على دمياط، إن قام بأي عمل عدائي ضده، غير أن الملك لويس لم يشأ أن يلتزم بشيء نحو أي من الطرفين. لما يَأس الناصر يوسف من استقطاب لويس، زحف بجيشه نحو مصر، ونسي زعماء المماليك البحرية خلافاتهم الداخلية، وتكتلوا وراء أيبك لصد الأيوبيين، خرج أيبك بجيشه والتقى الجيشان الأيوبي والمملوكي في ذي القعدة عام 648 هـ الموافق 1251م عند العباسة بين بلبيس والصالحية، انتهت بانتصار المماليك ورجوع الناصر إلى دمشق، كان لهذه المعركة أثرها في تثبيت عرش أيبك، فقد أرسل بعد شهر جيشًا بقيادة فارس الدين أقطاي واستولى على غزة. استغل الملك لويس الصراع الإسلامي ونجح في ابرام اتفاق بينه وبين أيبك ينص على: أن يطلق كل الأسرى الصليبيين، وأن يعفى الملك عن بقية المبلغ المتبقي من الفدية، واتفق الطرفان على القيام بحملة مشتركة لطرد الناصر من الشام، فاستولى لويس على يافا، وعسكر المماليك في غزة، فأرسل الناصر جيش عسكر عند تل العجول قرب غزة، وكادت أن تقع معركة بين الطرفين لكن الصلح تم بينهما عام 651 هـ الموافق 1253م، بعد تدخل الخليفة المستعصم، وتقرر أن: يعترف الناصر بسلطة أيبك وبسيادة المماليك على مصر وبلاد الشام حتى الأردن، على أن تدخل غزة وبيت المقدس ونابلس والساحل الفلسطيني في حوزة الناصر، وأن يعترف المماليك بسيادة الأيوبيين على بقية الشام. قام أيبك بعد الصلح بالقضاء على فارس الدين أقطاي، ففر أتباعه إلى بلاد الشام للاحتماء بالأيوبيين، ومن بينهم ركن الدين بيبرس وقلاوون الألفي، وحثوا الناصر على مهاجمة مصر، فطلب الناصر من أيبك إعادة المناطق التي أخذها منه، فقرر أيبك إعادة البلاد إلى الناصر، وقرر الخروج من القاهرة للحدود المصرية للتصدي للأيوبيين، لكن الأمر انتهى بتدخل الخليفة العباسي مجددًا، وعقد اتفاق نص على: أن يستعيد أيبك ساحل بلاد الشام، وألا يأوي الناصر أحد من المماليك البحرية. قتل أيبك عام 655 هـ الموافق 1257م فبايع المماليك ابنه نور الدين علي، وتولى سيف الدين قطز القيادة الفعلية لدولة المماليك واستطاع صد هجوم الأيوبيين المتحالفين مع المماليك أكثر من مرة.

#### الغزو المغولي

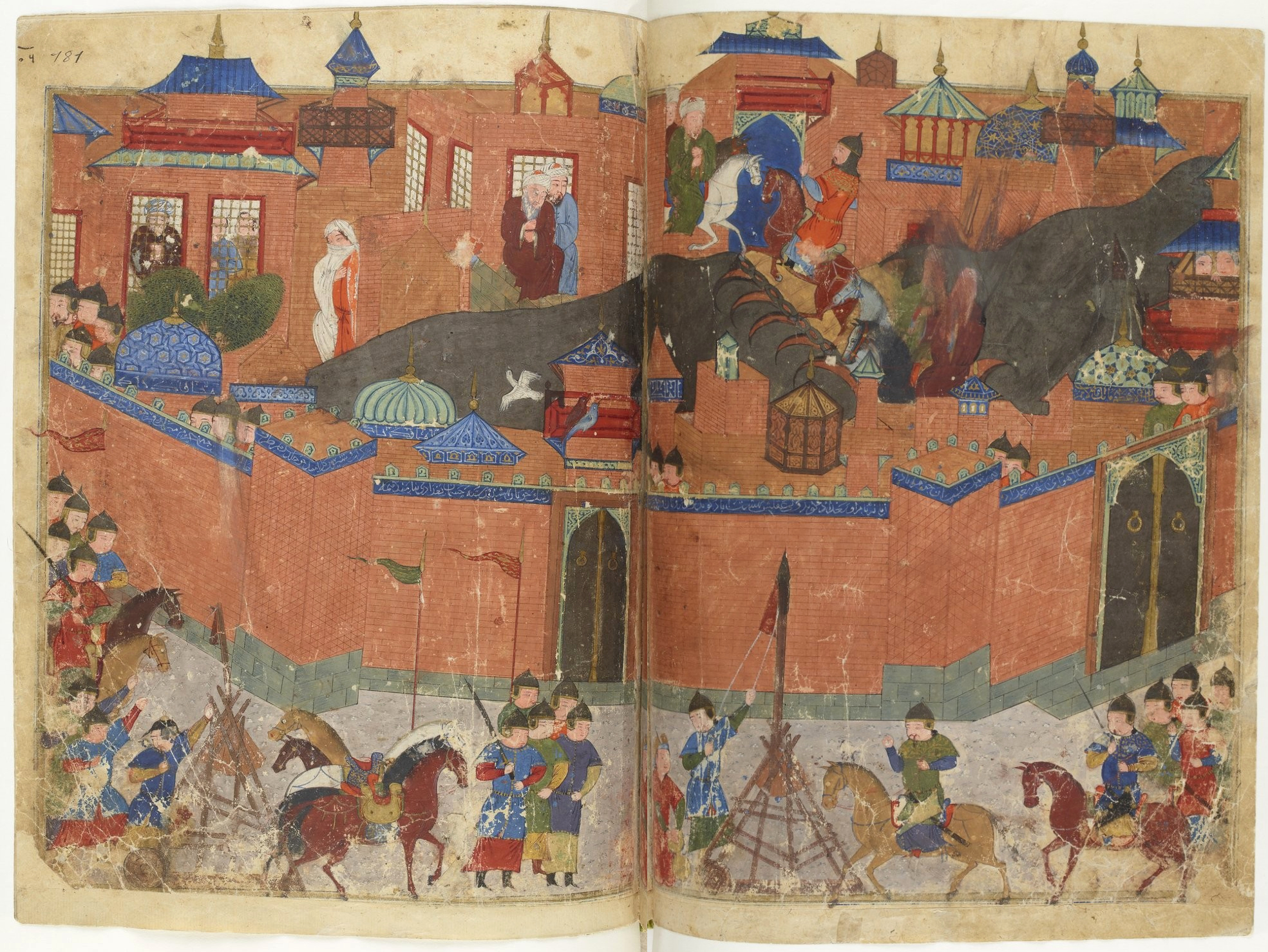
مُنمنمة لِجيش المغول بِقيادة هولاكو خان وقد ضرب الحصار على بغداد.

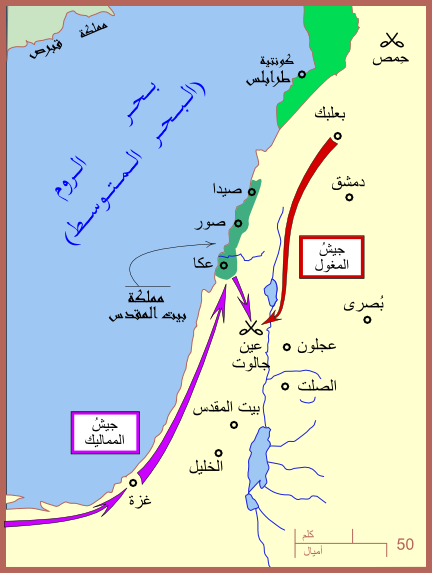
خريطة توضح مسيرة الجيشين الإسلامي والمغولي حتى التقائهما في عين جالوت عام 1260م وانتصار المسلمين بعد ذلك.

كان الصراع الدائر في منطقة إقليم الجزيرة بين الملوك والأمراء المحليين الأثر الكبير في تفتيت وحدة الإقليم الأيوبي أمام الزحف المغولي القادم من الشرق، الذي بدأ في غرب آسيا ضمن سياسة توسعية، فقد سيطر على إمبراطورية الصين الشمالية، وأواسط آسيا وفارس وبلاد الكرج والقوقاز والروسيا وبولونيا وآسيا الصغرى. عندما تولى مونكو خان منصب الخان الأعظم على المغول وضع أمامه هدفين، الأول: القضاء على الحشيشة في فارس، والثاني: السيطرة على ما تبقى من العالم الإسلامي حتى أقاصي مصر، وعهد إلى أخيه هولاكو القيام بتنفيذ هذه المهمة بعد أن منحه إقليم فارس والولايات الغربية، وحدد له إطار العلاقات مع الخليفة العباسي، فوضع هولاكو خطته بالقضاء على الحشيشة ثم غزو المناطق الغربية وصولًا إلى مصر، وبعد أن حقق هدفه الأول سار لتحقيق هدفه الثاني وبدأ في غزو العراق. كانت الأوضاع في بغداد سيئة جدًا، فقد اشتهر الخليفة العباسي المستعصم بالله بعدم جديته في إدارة شؤون البلاد العامة، وكانت الأخبار تصل إليه تباعًا عن اقتراب جيوش المغول ومع ذلك لم يستعد لمواجهتهم. حاصرت الجيوش المغولية عاصمة الخلافة بغداد، ثم دخلتها عنوة في شهر صفر عام 656 هـ الموافق شباط/فبراير عام 1258م ودمرتها، وكان الخليفة قد خرج منها وسلم نفسه للزعيم المغولي هولاكو دون قيد أو شرط بعد أن وعده هولاكو بالأمان، انتهت هذه الأحداث بقتل الخليفة وابنيه أبي العباس أحمد وأبي الفضائل عبد الرحمن، وأسر ابنه الأصغر مبارك، وأخواته الثلاث فاطمة وخديجة ومريم، ثم استسلمت الحلة والكوفة والموصل، وبذلك انتهت الخلافة العباسية في بغداد.
انتقل الاجتياح المغولي من العراق إلى بلاد الشام، وكان هولاكو قد أرسل أثناء حصار بغداد فرقة عسكرية بقيادة أريق نوين استطاعت الاستيلاء على أربيل، ومن ثم أشرف المغول على بلاد الشام، وقد حرص الزعيم المغولي على أن يقوي سيطرة المغول على إقليم الجزيرة، وأن يخضع بصفة خاصة الأمير الأيوبي الكامل محمد صاحب ميافارقين الذي رفض قبول السيادة المغولية. كانت بلاد الشام تحت سيطرة ثلاث قوى هي: قوة المسلمين المتمثلة بالملوك والأمراء الأيوبيين، وقوة الصليبيين، وقوة الأرمن في قيليقية، أما الملوك والأمراء الأيوبيين فقد حكموا مدن ميافارقين وحصن كيفا والكرك وحلب وحمص وحماة ودمشق، إلا أنهم افتقروا إلى رابطة اتحادية فكان كل أمير يعمل مستقلًا عن الآخر مما أضعف قوتهم. وأما الصليبيون الغربيون فقد وقفوا موقف المتردد في الصراع المغولي الإسلامي، بينما تحالف الأرمن في قيليقية مع المغول وشجعوهم على القضاء على الخلافة العباسية وعلى الأيوبيين في بلاد الشام، واشتركوا معهم في قتال المسلمين.
كان الناصر يوسف صاحب دمشق وحلب أقوى الأمراء الأيوبيين، وقد أوجس خيفة من تقدم المغول، وقدَّر أن هولاكو وجنوده سوف يستولون على بلاد الشام عاجلًا أم آجلًا، لذلك رفض تقديم نجدة للكامل محمد صاحب ميافارقين بناءً على طلبه لمقاومة المغول، كما أرسل ابنه العزيز محمد إلى هولاكو يحمل الهدايا والتحف ويقدم الخضوع والولاء، ويطلب منه مساعدة عسكرية لاستعادة مصر من أيدي المماليك، أرسل هولاكو للناصر يوسف رسالة يأمره فيها بضرورة المجيء إليه وتقديم الخضوع دون شرط، لكن الناصر رفض القدوم لهولاكو، فقام هولاكو بقيادة جيشه للاستيلاء على غربي بلاد الشام، فسقطت في يده مدن ميافارقين ونصيبين وحران والرها والبيرة وحارم ثم اتجه إلى حلب وحاصرها من جميع الجهات، رفضت حامية المدينة بقيادة المعظم توران شاه بن صلاح الدين بن العزيز شادي التسليم للجيش المغولي، فقرر المغول الاستيلاء عليها فسقطت عام 658 هـ الموافق 1260م. نتيجة لهذه الانتصارات المغولية السريعة والحاسمة وما صاحبها من قتل وتدمير، أدرك الناصر يوسف استحالة الوقوف وحده في وجه المغول، فقرر أن يطلب المساعدة من المماليك في مصر، وغادر إلى غزة، فانقضت مملكة الناصر يوسف في ذلك اليوم. لما تقدم المغول نحو دمشق كان المدافعون عنها قد هاجروا، كما أن الناصر لم يحاول حماية المدينة قبل مغادرته، فقرر أعيان المدينة تسليمها لهولاكو، لكن قلعة دمشق امتنعت على الجنود المغول وقاومتهم، فاقتحموها عنوه وهدموها. كانت نهاية الناصر يوسف على يد المغول، فقد قتل في جبال سلماس في أذربيجان حيث كان في زيارة لهولاكو وحصل منه على اعتراف بحكم بلاد الشام ومصر، وعندما علم بخبر هزيمة المغول في عين جالوت صادفه أثناء عودته بعض من نجا من الجيش المغولي، فقتلوه عام 658 هـ الموافق 1260م، وقتل معه أخوه الظاهر غازي والصالح سيركوه صاحب حمص وعدد من الأمراء.

#### آخر الأمراء الأيوبيين
نظرًا لاحتلال المغول للعراق والشام قام سيف الدين قطز بعزل المنصور علي واعتلى سدة الحكم، وعندما تقدم المغول نحو فلسطين، تحرك الجيش المملوكي نجاه الشام، وجرت المعركة بين المماليك والمغول عند عين جالوت، وانتصر فيها المماليك، فتقدم قطز نحو بلاد الشام، ودخل دمشق، وكافأ من ناصره من الأمراء الأيوبيون بأن أعادهم إلى إماراتهم بعد أن أخذ عليهم العهود والمواثيق بالطاعة، فأقر الأشرف موسى على حمص والرحبة وتدمر، كما أقر المنصور الثاني صاحب حماة على إمارته، أما السعيد حسن صاحب بانياس الذي تحالف مع المغول فقد قتله قطز. لما تولى ركن الدين بيبرس الحكم خشي قيام ثورة ضده في بلاد الشام من جانب بقايا الأيوبيين، وخشي من طموحات المغيث عمر صاحب الكرك، فعزم على القضاء عليه، وأعد حملة عسكرية من أجل هذه الغاية، لما علم المغيث بنوايا بيبرس كتب إلى الخليفة العباسي في القاهرة يشفع له، فكتب الخليفة إلى ركن الدين كتاب ستشفعه في المغيث، قأبقاه بيبرس على الكرك. لكن المغيث استمر في عدائه للمماليك فكتب إلى هولاكو في فارس يحثه على مهاجمة الشام، لما علم بيبرس بذلك تحايل على المغيث عمر حتى أحضره إلى معسكره في بيسان بفلسطين واعتقله، وعقد مجلسًا قضائيًا عرض فيه الكتب المتبادلة بينه وبين هولاكو، كما شهد الرسل الذين حملوا الكتب بذلك، فحصل بيبرس على فتوى تجيز قتله، فقتله عام 661 هـ الموافق 1263م، وضم بيبرس أملاكه، وبذلك تخلص من آخر الأمراء الأيوبيين المناوئين له.

## أنظمة الدولة

### النظام السياسي
كان السلطان الأيوبي يطلب من الخليفة العباسي بصفته الرئيس الأعلى لبلاد المسلمين تفويضًا يجعل حكمه في مصر حكمًا شرعيًا، رغم أن سلطان الأيوبيين على البلاد التي تحت أيديهم كان سلطانًا مطلقًا، ولم تكن للخلافة العباسية عليه أية نفوذ، ولكن سلاطين الدولة الأيوبية حرصوا على الحصول على هذا التفويض دومًا، وكان الناصر صلاح الدين أول مَنْ اتشح بخلعة الخليفة العباسي من سلاطين مصر الأيوبيين. يُعدُّ صلاح الدين أول مَنْ اتخذ لقب السلطنة من حكام مصر، وقد حصل على لقب سلطان، ولقب محي دولة أمير المؤمنين لأعماله الجليلة التي قام بها في نشر المذهب السني والقضاء على المذهب الإسماعيلي الشيعي، ونجاحه في مناهضة الصليبيين وصدهم عن بلاد المسلمين. اتخذ صلاح الدين من لقب السلطان الملك الناصر لقبًا للتعامل، رغم حصوله على ألقاب عديدة تحمل في طياتها معانى العظمة والأبهة والجاه، مثل: السيد العالم العادل المظفر المنصور، ناصر الدنيا والدين، سلطان الإسلام والمسلمين، وارث الملك، سلطان العرب والعجم والترك، إسكندر الزمان، صاحب القبلتين، خادم الحرمين الشريفين، سيد الملوك والسلاطين، كانت هذه الألقاب تبين عظمة ما بلغه سلاطين الدولة الأيوبية، خاصة أن لكل لقب من هذه الألقاب موقفًا عظيمًا وحادثًا جللا خاضه السلطان فمُنح اللقب على إثره. دُوِّنت الألقاب في الرسائل التي تُبودلت بين السلاطين وملوك أوروبا، وفي الكتابات التاريخية، وعلى السكة والعمائر، والتحف الفنية، وفهارس دار الآثار العربية.

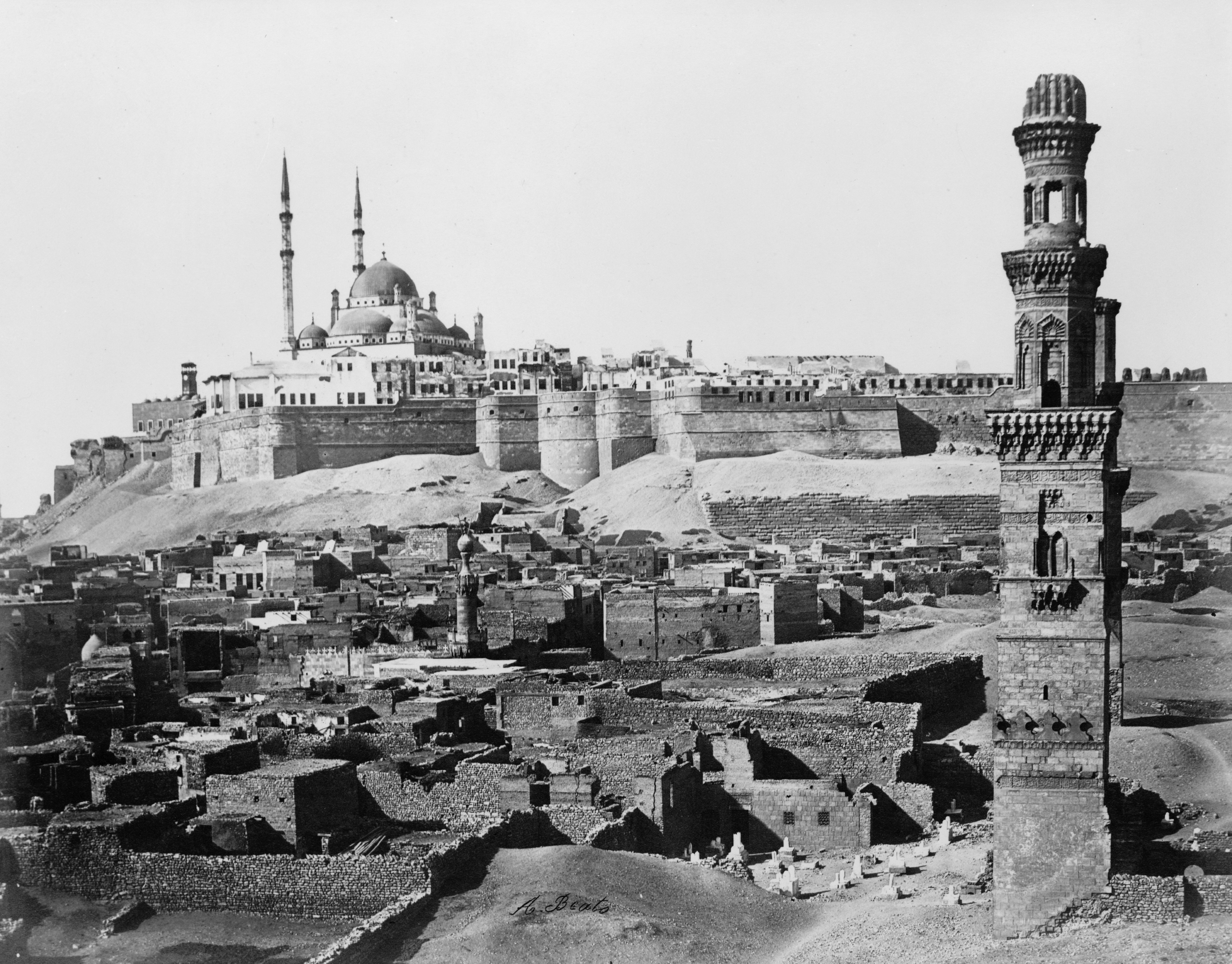
قلعة الجبل أو قلعة صلاح الدين هي قلعة بناها السلطان صلاح الدين وجعلها مقرًا لحكم الدولة الأيوبية.

كان السلطان يقيم مع أسرته وحاشيته ورجال بلاطه في قلعة الجبل، وهو رئيس الدولة الأعلى الذي له الحق في الهيمنة على شئون الأمراء الخاصة والعامة، وفي تدرجهم الوظيفي، وفي توزيع الإقطاعات والجنود عليهم وتحديد أنصبتهم، وكان على السلطان تعيين موظفي الدولة وعزلهم، وتأديبهم والنظر في المظالم وقيادة الجيوش في الحروب. كان للدولة الأيوبية مجلس شورى تُقَرُّ من خلاله مشروعات الدولة الحيوية كإعلان حرب أو إبرام صلح أو إصلاح لهيكل من هياكل الدولة، وكان هذا المجلس يُسمَّى: مجلس السلطنة، وكان أعضاؤه من كبار موظفي الدولة للاستئناس بآرائهم ومشورتهم قبل الإقدام على تنفيذ المشروعات والخطط، ويتولى أمير المجلس الذي يشبه منصبه منصب كبير الأمناء الآن الأمور الخاصة بمجلس السلطنة، وله حق التصرف في شئون البرتوكول، كما كان يتمتع بالجلوس في حضرة السلطان بحكم هذه الوظيفة.
نيابة السلطنة وظيفة استحدثها السلاطين الأيوبيون لأول مرة في التاريخ الإسلامي، واستمرت قائمة بعد ذلك حتى نهاية عصر المماليك، فأصبح النائب كأنه سلطان ثاني، ويشترك مع السلطان في منح لقب الإمارة، وتوزيع الإقطاعات، وتعيين الموظفين، وتوقيع المراسيم والمنشورات، وتنفيذ القوانين، والخروج على رأس فرق الجيش في المواكب الرسمية، يحف به الأمراء عند دخوله أو خروجه من قصر السلطان، وكان يُلقَّب بكامل المملكة الشريفة الإسلامية، لأن من اختصاصاته تصريف أمور الدولة عامة سواء أكان السلطان بالقاهرة أم كان متغيبًا عنها. هناك نوع آخر من النيابة يقول عنه تقي الدين المقريزي: «يقوم النائب فيها بمهام الدولة إذا خرج السلطان إلى الصيد، أو سار على رأس الجيش في حرب خارجية». كما اتخذ سلاطين الدولة الأيوبية في مصر وزراء لم يحددوا سلطتهم، ولم يجعلوها مقصورة على التنفيذ، بل جعلوها سلطة مطلقة، فأصبحت الوزارة أعلى الوظائف وأرفعها، وأصبح صاحبها باب الملك المقصود، ولسانه الناطق، ويده المعطاءة. بلغ من استئثار بعض خلفاء صلاح الدين بالسلطنة أن استغنوا أحيانًا عن وظيفة الوزير، ومن ذلك السلطان العادل الذي استوزر الصاحب صفي الدين بن شكر، ولكنه ما لبث أن تغير عليه فأقاله من الوزارة، وترك المنصب خاليًا دون أن يعين فيه وزيرًا حتى مات، وعندما تولى الكامل بن العادل السلطنة أعاد ابن شكر إلى الوزارة، فلما شعر بأن ابن شكر أساء الأمانة وأحدث حوادث كثيرة وحصَّل مالًا جمًا، عزله وأحاط بجميع موجوده ولم يستوزر بهده أحدًا. بالإضافة لوظيفة الوزير وجدت وظائف سامية في الدولة الأيوبية منها: وظيفة الحاجب: ومهمته إدخال الناس على السلطان، ووظيفة الاستادار: ويفوض إليه النظر غي إدارة البيوت السلطانية، ووظيفة الداودار: ويقوم بإبلاغ الرسائل إلى السلطان والحصول على توقيعه على المراسيم والمناشير السلطانية، ووظيفة الناظر الخاص: وهو المكلف بالشؤون المالية للسلطان.
اعتبرت الدولة الأيوبية أن جميع الأقاليم متساوية في التبعية، وانحصر تعيين ولاتها بين أفراد الأسرة الأيوبية، فأخذ أولاد صلاح الدين الأقاليم المهمة والحساسة مثل مصر ودمشق وحلب، والأقاليم الثانوية كانت من نصيب إخوة صلاح الدين وأولادهم، وقد أطلق على جميع أصحاب الأقاليم لقب الملك أو السلطان دون تفريق بين إقليم وآخر. أما الجهاز الإداري فقد اعتمد على مجموعة من الدواوين على رأس كل منها موظف كبير يسمى ناظرًا أو رئيس، من أهم الدواوين الأيوبية: ديوان الجيش، ديوان الأسطول، ديوان المالية، ديوان الإنشاء، ديوان الأحباس. يتبع ديوان الإنشاء إدارة البريد التي احتل أصحابها مركزًا مرموقًا في هذا العصر. كان لكل ديوان عدد من الموظفين يتبعون الرئيس وينفذون أوامره، بالإضافة لعدد آخر من الوظائف الإدارية، مثل: والي القاهرة، والي الفسطاط.

### النظام القضائي
في سنة 564 هـ افتتح الناصر صلاح الدين مدرستين لتدريس الفقه، وجعل إحداهما لتدريس الفقه الشافعي، وجعل الأخرى للفقه المالكي، وفصل جميع القضاة الشيعة، وعين بدلًا منهم قضاة من الشافعية السنة، فاقتصر القضاء على مذهب الإمام الشافعي، كما أن قاضي الشافعية صدر الدين درباس لم يُنب عنه في أقاليم مصر إلا من كان شافعيًا، ومن ثم انتشر المذهب الشافعي في مصر وما يتبعها من أقاليم. كان الذي يتولى منصب القضاء في القاهرة وسائر أعمال الديار المصرية في عهد الأيوبيين قاضٍ واحد هو بمثابة قاضي القضاة، وله حق إنابة نواب عنه في بعض الأقاليم. كان للقاضي في عهد الأيوبيين أعوان يساعدونه على العدل في الحكم وإعادة الحقوق إلى أصحابها، فكان منهم الجلواز الذي يستعين به القاضي على تنظيم قاعة الجلسة، وحفظ النظام، وترتيب الخصوم وفق ترتيب حضورهم، ومنعهم من التقدم إلى القاضي في غير دورهم، ومراعاة الآداب في مجلس القضاء، ومنهم الأعوان ومهمتهم إحضار الخصوم إلى المحكمة، والقيام بين يدي القاضي عند نظره في الخصومات إجلالا لمركزه، ومنهم الأمناء ومهمتهم حفظ أموال اليتامى والغائبين، ومنهم العدول ومهمتهم مراعاة دقة عبارات السجلات والعقود ومطابقتها للشرع، وتزكية الشهود.

### النظام الاقتصادي

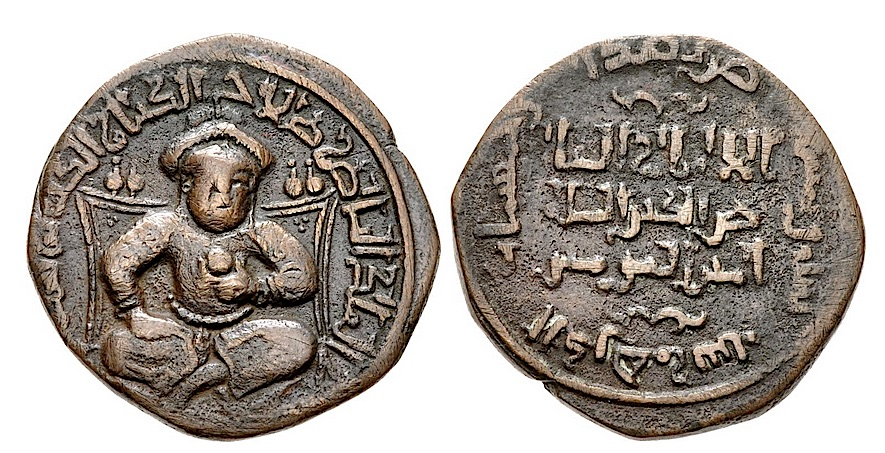
نقش لصلاح الدين على درهم يعود لقرابة سنة 1190م.

كانت الدولة الأيوبية إحدى الدول القوية ذات الاقتصاد القوي، فقد امتلكت ما تركه الفاطميون عقب سقوط دولتهم، ونظمت الخراج والجزية، بالإضافة إلى غنائم حروبها وفدية الأسرى، واستخدمت هذه الموارد لصالح البلاد الإسلامية كافة، وأنفقت على تسليح الجيش وإعداده جزءًا كبيرًا منها، وبنت القلاع والحصون، وقامت بالإصلاحات الداخلية في البلاد. غَيَّر الناصر صلاح الدين النظام الاقتصادي الذي كان سائدًا قبله، وقلل من النظام الإقطاعي، فقضى بذلك على استقلال أمراء الإقطاعات، وقوَّى الحكومة المركزية، فكان لهذا أثره الكبير في ازدهار حالة البلاد الاقتصادية. أولى الأيوبيون الزراعة عنايتهم، فهي عماد حياة البلاد، فطهَّروا الترع، وأقاموا الجسور، ونظموا وسائل الري، لدرجة أن السلطان الكامل كان يراقب المهندسين بنفسه أثناء إقامتهم السدود والخزانات، وغير ذلك من أعمال الري الخاصة، فنشطت الزراعة دون أن تؤثر الحروب عليها، فقد كانت حروب الأيوبيين تتوقف في سوريا شتاءً، وهو موسم الزراعة في مصر. نشطت التجارة كما ازدهرت الزراعة في العصر الأيوبي، وأصبحت مصر آنذاك همزة الوصل بين تجارة الشرق والغرب، وعقد السلطان العادل معاهدة تجارية مع البندقية في سنة 605 هـ الموافق 1208م، حصل البنادقة بمقتضاها على تسهيلات تجارية في الموانئ المصرية، خاصة الإسكندرية، في مقابل أن يمنعوا الصليبيين من التقدم نحو مصر، فلما ولي السلطان الكامل حكم البلاد أقر ما اتفق عليه السلطان العادل مع أهل البندقية، وسمح لهم بتأسيس سوق تجارية في الإسكندرية، سُمِّيت سوق الأيك، ومنح الامتيازات نفسها لأهل بيزة الذين أرسلوا قنصلا لهم إلى الإسكندرية، فأدت هذه الخطوات إلى ازدهار التجارة وانتعاش الاقتصاد، وزيادة دخل الدولة.

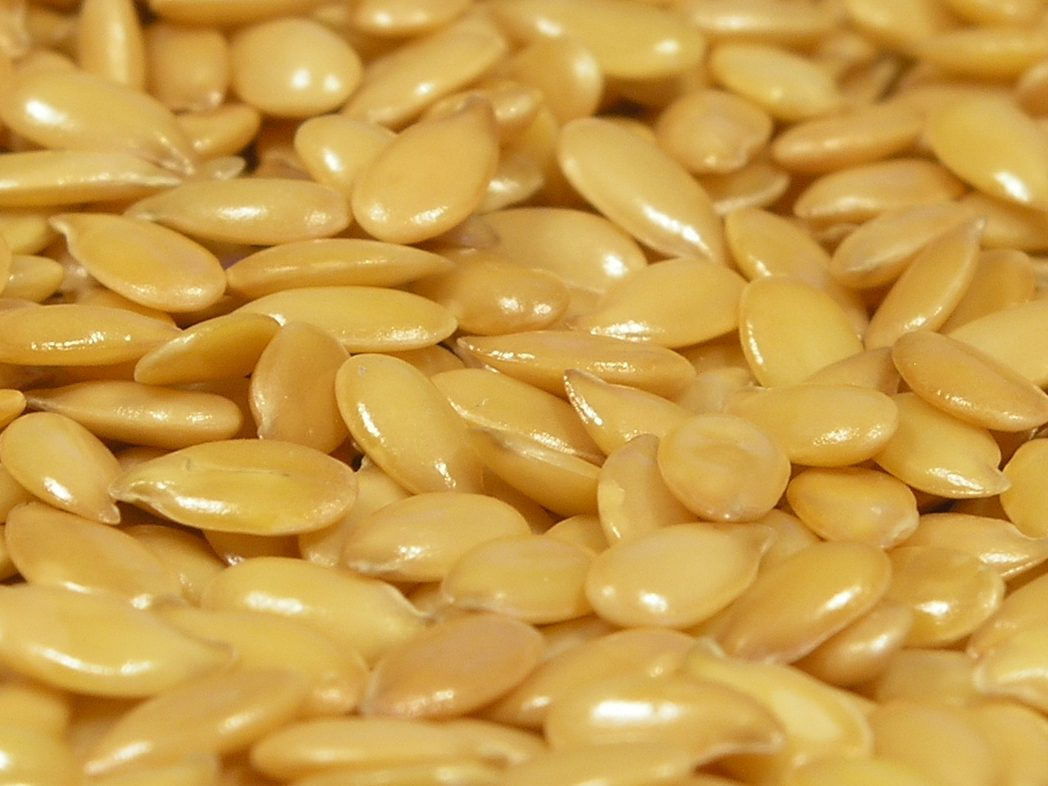
كان الكتان أحد أهم منتجات الدولة الأيوبية في مصر، وأحد أهم صادراتها الخارجية.

اقتصرت الصناعة في العصر الأيوبي على إنتاج البلاد من المواد الخام، والتي كانت في أغلبها زراعية، أما عدا ذلك من المواد المستوردة فكانت قليلة كالمصنوعات الحديدية والحريرية التي كانت تعتمد على الحرير الشامي الخام. يعد النسيج من أهم صناعات مصر في ذلك العصر، حتى أن أنواعًا معينة أحرزت شهرة عالمية مثل قماش الفستان، واحتلت المنسوجات الكتانية مكانة مرموقة بسبب وفرة الكتان، وكانت تنيس تصدر من الأقمشة الكتانية إلى العراق وحدها بثلاثين ألف دينار سنوياً، يضاف إلى ذلك ازدهار المنسوجات الحريرية الموشاة بالذهب، كما اشتهرت صناعة الأقمشة الصوفية، أما القطن فكان معروفًا في العصر الأيوبي، لكنه بقي أقل جودة من الصناعة الكتانية، وفي ذلك يقول الثعالبي: «إن القطن لخرسان والكتان لمصر». كانت المصانع النسيجية تنقسم إلى قسمين: مصانع حكومية منتشرة ما بين الوجه البحري والوجه القبلي وفي مصر الوسطى، ومصانع خاصة تم توزيعها في الطوابق العليا من العمائر الضخمة التي شيدت على النيل خارج دمياط. ازدهرت في القاهرة صناعة الحفر على الخشب، تتمثل في رائعة قبة الإمام الشافعي، ومحراب ضريح الملك نجم الدين أيوب، ومن الصناعات التي راجت في العصر الأيوبي صناعة الورق، وكانت أهم مراكزها طبرية ودمشق وطرابلس، كما ازدهرت صناعة الزجاج وبالأخص في حلب ودمشق والفسطاط، أما الخزف فقد أخذت صناعته تضمحل. كما ازدهرت صناعة المعادن والفسيفساء.
مرت مصر بانتكاسة اقتصادية في عهد العادل نتيجة انخفاض مياه نهر النيل الذي ترتب عليه قلة الزراعة، فحدثت المجاعة واشتد القحط، وبذل العادل جهودًا كبيرة لمواجهة هذه الأزمة، فكان يخرج بنفسه أثناء الليل ويوزع الأموال على الفقراء والمساكين والغرباء، ولكن الموقف ازداد سوءًا وتفاقم خطره حين وقع زلزال مروِّع وقت المجاعة هدم كثيرًا من المباني، وأزهق أرواحًا لا تُحصَى في مصر والشام، ولكن الأوضاع سرعان ما عادت إلى طبيعتها بعد زيادة مياه النيل سنة 601 هـ الموافق 1204م، فزادت الغلال وخفت المجاعة، وانتهى أمر النكبة بعد أن تكاتف الجميع للقضاء عليها وإعادة الاقتصاد إلى سابق عهده.
لم يطرأ تغيير كبير على النظام المالي الذي كان سائدًا في مصر منذ العصر العباسي، فبقيت إيرادات الدولة الرئيسية تنقسم إلى قسمين، الخراجي: وهو ما يدفعه المزارع من ضريبة سنوية مفروضة على الأرض التي يقوم بفلاحتها والتي تزرع حبوبًا ونخلًا وعنبًا وفاكهة، وقد أدخل صلاح الدين ما يسمى بالبدل في جميع الخراج، أي أن يؤدي الخراج عينًا فيدفع الفلاح كميات من الشعير أو الحمص بدلًا من القمح. الهلالي: وهو ما يؤخذ من الضرائب على الكلأ وما يصطاد من السمك وكان يعرف الهلالي بالمرافق والمعاون. توسعت الضرائب المستندة من الخراجي والهلالي لتشمل أنواعًا عديدة منها: الأحكار: وهي عبارة عن الأجرة المتحصلة من مساحة الأراضي، وضريبة الغروس: وهي الأماكن التي تقع بالإقطاعات ولا تصل إليها المياه واراد بعض الأفراد استئجارها لقاء مبلغ معلوم، والضريبة على الجهات التي توافر فيها أشجار السنط، فيدفع أهالي تلك المناطق مبلغًا من المال مقابل انتفاعهم بأخشابها، المعادن: فقد تقرر مصادرتها ولا تباع إلا في المتاجر السلطانية بالإسكندرية. من الموارد المالية ضرائب أخرى كالجوالي: وهي ضريبة مفروضة على أهل الذمة، وأموال المواريث، متحصلات ديوان الأوقاف، والضريبة المفروضة على التجار الأجانب القادمين إلى مصر، ضريبة المكوس المفروضة على الحجاج، لكن صلاح الدين رفعها أما سخط الناس. بالرغم من تعدد إيرادات الدولة وتنوع مواردها إلا أن أبواب المصروفات كانت عديدة مما أدى إلى وقوع البلاد في أزمة مالية، لكن صلاح الدين استطاع تدارك الموقف وأصدر عملة ذهبية كاملة العيار، لكن هذا الاستقرار المالي لم يدم طويلًا بسبب أعباء الحروب المضنية بين الصليبيين والأيوبيين، فقام صلاح الدين بإصدار عملة نصفها من الفضة ونصفها الآخر من النحاس، مما دفع الناس للاحتفاظ بما لديهم من الذهب، فانحطت عملية البيع والشراء، مما اضطر الملك الكامل إلى إصدار دراهم نحاسية.

### النظام العسكري

#### الجيش
أسهمت الحملة الشامية النورية في نشوء الجيش الأيوبي سواءً في عهد وزارة شيركوه وصلاح الدين، وقد تطورت وتوسعت قدرات الجيش إلى حد كبير بعد القضاء على الخلافة الفاطمية، يقول المقريزي: «في مستهل عام 567 هـ / 1171م ومع القضاء على الخلافة الفاطمية جرى عرض عسكري اشترك فيه مختلف صنوف الجيش الصلاحي قديمها وحديثها بأسلحتها وخيولها وعدتها الحربية، وقد دُعي إلى مشاهدة العرض رُسل البيزنطيين والصليبيين»، ويضيف: «في عام 577 هـ/ 1181م قام صلاح الدين بالنظر في أمور جيشه لمعرفة الزيادة والنقصان الحاصلة في جنده، واستقرت العدة على ثمانية آلاف وستمائة وأربع في عدد جنده، وستة آلاف وتسعمائة وستة سبعين طواشياً، أما القراغلامية فكان تعدادهم ألفاً وخمسمائة وثلاثة وخمسين»، وبلغت نفقات الجيش السنوي (3.670.000) دينار. بدأ صلاح الدين بعد وصوله إلى بلاد الشام بكسب تأييد بقايا الجيش النوري في دمشق، واستطاع أن يخلق منه جيشًا شاميًا تابعًا له يلازمه في تحركاته، وبهذا صارت لصلاح الدين قوتان: قوة مصرية احتياطية لجيش الشام يستخدمها لدى الحاجة الشديدة إليها وللدفاع عن مصر ضد عدوان خارجي محتمل، وهذه القوة هي امتداد للجيش النوري القادم من الشام تحت قيادة شيركوه، والذي كان قوامه ثمانية آلاف فارس وآلاف أخرى من المشاة، ثم انضمت إليها جماعات حتى تضاعف حجمها، ثم قوة أخرى شامية تحت تصرفه المباشر، وهي التي ترافقه في تحركاته العسكرية، وكان مركزها دمشق، وضمت هذه القوة بالدرجة الأولى قوات جيش نورالدين محمود.

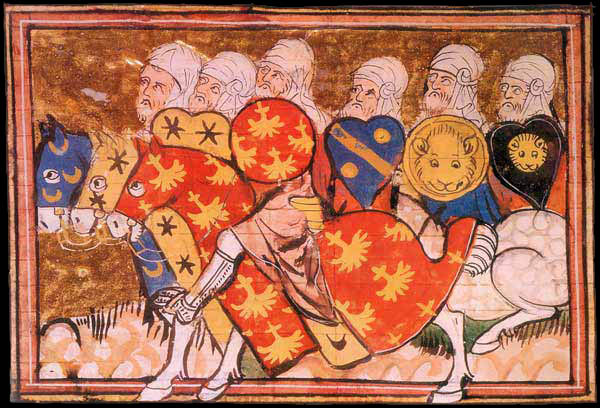
رسم إفرنجي من سنة 1337م يُظهر الجيش الأيوبي.

شكل صلاح الدين جيشه من المماليك الأسدية القدماء، وسائره من الأحرار الأكراد الذين دخلوا مصر في حملة شيركوه الثالثة، فضلًا عن المماليك الأتراك الذين اشتراهم لنفسه وسماهم الصلاحية نسبة إلى اسمه وعهد بقيادتهم إلى الأمير أبي الهجاء، صار الصلاحية والأسدية الحرس الخاص لصلاح الدين. تنقسم تشكيلات الجيش الأيوبي إلى ثلاث فئات، الفئة الأولى: تتألف من الترك والأكراد والتركمان، وكانوا يحصلون على رواتبهم كاملة، الفئة الثانية: تتألف من الكنانية والعساقة الذين هاجروا من جنوب فلسطين بعد سقوط عسقلان في يد الصليبيين، وانضم إليهم من ماثلهم من الأجناد القادمين من خارج مصر، وهؤلاء يحصلون على نصف الراتب، الفئة الثالثة: تتألف من الجند الذين يخدمون في الأسطول البحري، ولا يحصلون إلا على ربع الراتب. يُضاف إلى هذه الفئات الثلاث فرقة من المتطوعين التركمان والأكراد والعرب، وكانوا بمثابة جند غير نظاميين، يعملون مقابل ما يتقاضونه من أجور. أنشأ صلاح الدين ديوانًا للجيش، وجعله مسؤولا عن الشؤون الخاصة بالجيش، فكان هذا الديوان بمثابة وزارة الدفاع في وقتنا الحاضر. اتخذ صلاح الدين عدة خطوات إصلاحية لتدعيم جيشه، أولًا: لجأ إلى تعميم نظام الإقطاع الحربي، أي أنه صار لكل من كبار الأمراء والقادة إقطاع مقابل ما يقدمونه من العساكر، وقد سمي الديوان الذي يشرف على شؤون الجيش بديوان الإقطاع، وهذا يدل على مدى اعتماد التنظيم العسكري الأيوبي على النظام الإقطاعي، ولم يكن هذا الإقطاع وراثيًا بالمعنى الحقيقي للكلمة، إلا أنه كان يحدث أن يورث الأمير اقطاعيته لابنه الأكبر الراشد، وإذا كان ابنه قاصرًا رتب له السلطان معه رجلًا يثق إليه فيتولى أمره إلى أن يكبر، ويكون هذا الرجل بمثابة أتابكًا له، ولم يشمل الإقطاع كافة الامراء بل كان يشمل الذين عرفوا بشجاعتهم ونكايتهم بالعدو. ثانيًا: أرسل أخوه ثوران شاه سنة 569 هـ الموافق 1174م إلى اليمن على رأس جيش كبير كي يقع عبئه على كاهل تلك الديار، ثالثًا: تخلص صلاح الدين كثيرًا ممن تبقى من جند الفاطميين الذيم دخلوا جيشه، فبعث بهم إلى أقصى بلاد الصعيد. أعاد صلاح الدين تنظيم جيشه عدة مرات، حيث أن الجيش الأيوبي لم يبق على حال واحد من الكثرة العددية والنفقات طوال العصر الأيوبي، فبعد انتهاء مرحلة الجهاد ضد الصليبيين وعقد صلح الرملة، سرح صلاح الدين أكثر من نصف العساكر المصرية، ثم ازداد الجيش وارتفعت نفقاته أيام السلطان الكامل عندما وقعت الحملة الصليبية الخامسة. لم يستخدم صلاح الدين كل الجيش في حملاته على الشام، لأنه كان مقتنعًا بخطر الصليبيين الداهم لمصر، فاضطر إلى الاستغناء عن نصف الجيش وابقائه داخل البلاد، كانت المرة الوحيدة التي أرسل فيها قسم كبير من جيشه في مصر إلى الشام أثناء حملته على الرملة وما أصابه من هزيمة قاسية.

#### البحرية

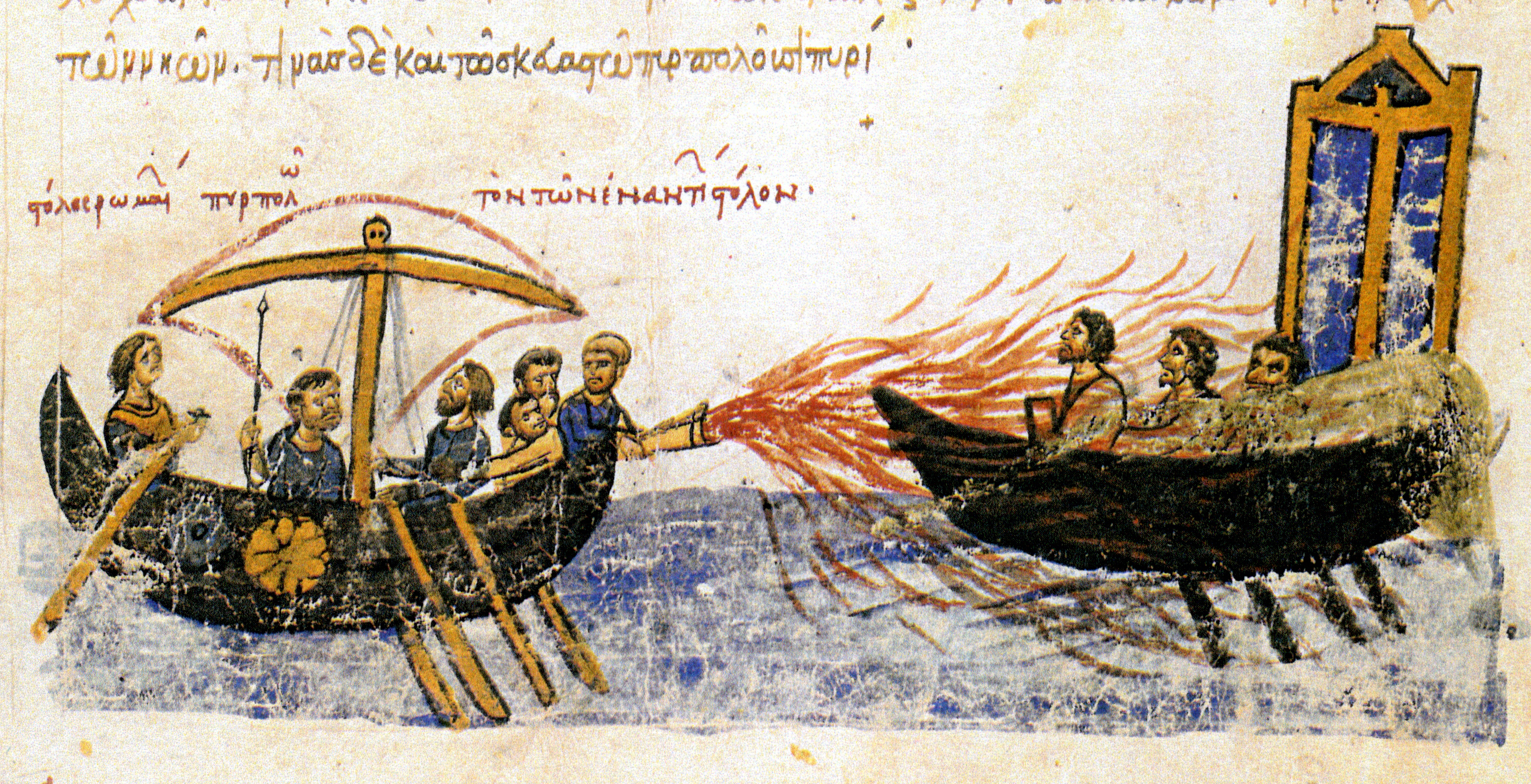
نموذج رومي لسفينة الحراقة (يسارًا)، والتي كان الأيوبيون يستخدمونها بشكلٍ كبير.

عند قيام الدولة الأيوبية كان الأسطول المصري في حالة من الضعف والعجز نتيجة ما تعرض له من الهدم والضرب في أواخر العصر الفاطمي جراء هجمات الأساطيل الصليبية المتكررة على سوحل بلاد الشام. أدرك صلاح الدين هذا الانهيار منذ بداية حملته الأولى على مصر وحصار الصليبيين للإسكندرية وما ترتب عليه من تقهقر قواته داخل المدينة. اهتم صلاح الدين بالأسطول البحري فأنشأ له ديوانًا خاصًا للإنفاق عليه باسم ديوان الأسطول، وخصص للديوان موارد هامة منها متحصلات إقليم الفيوم وإيراد ديوان الزكاة، فضلًا عن حصيلة النطرون وخراج السنط، تولى ديوان الأسطول الإنفاق على المشتغلين بالأسطول وعلى النفقة على دور الصناعات حيث كانت تصنع السفن في مصر في الفسطاط والإسكندرية ودمياط، كما كان في الإسكندرية ديوان سُمي بالمتجر السلطاني، عمله شراء البضائع المستوردة التي تحتاجها الدولة لأغراض عسكرية، ولا سيما في بناء السفن. في سنة 567 هـ الموافق 1172م عمل صلاح الدين على تحسين أحوال رجال الأسطول، فرفع أجورهم لتشجيع الناس على الخدمة بالأسطول، ثم لجأ إلى جمع الموارد الازمة ببناء السفن، فاحتكر غابات أشجار السنط، واعتبرها كأنها معادن ليس لأحد فيها ملك واختصاص فهي لبيت المال، لم يكتفي صلاح الدين بالخشب المحلي في مصر، بل استعان بأخشاب الصنوبر التي استوردها من جبال الشام، فضلًا عن معدن الحديد الذي كان يستخرج من بعض المناطق القريبة من بيروت، كما عقد معاهدات تجارية مع حكومات إيطاليا (البندقية، بيزا، جنوة) حصل بمقتضاها على حاجته من الحديد والخشب والشمع.
بفضل هذه الإمكانيات أصبح الأسطول الأيوبي قوة كبيرة مزودة بالأبراج والقلاع التي تحمل الواحدة منها 150 رجلًا وتصلح في حالات الهجوم والدفاع، وعشرون طرادة وهي سفن الحركة. قسم صلاح الدين الأسطول لقسمين، الأول: يتألف من ثلاثين سفينة مهمتها حماية شواطئ مصر والدفاع عنها، الثاني: يتألف من ثلاثين سفينة مهمتها مهاجمة الصليبيين وموانيهم بالشام. أرفق الأيوبيون اهتمامهم بالأسطول بتقوية أجهزة الدفاع والحراسات الساحلية كالرباطات والمحارس والمناور والمناظر المعتمدة على طول سواحل مصر والشام، وأصدر صلاح الدين مرسومًا يقول فيه: «إن مرسومنا الشريف اقتضى الاجتهاد في حفظ السواحل والموانيء والاهتمام بأمرها». أما السفن التي استعملت في عصر الدولة الأيوبية فهي: الطريدة: وكانت خاصة بحمل الخيل، وقد امتازت بكبر حجمها بحيث تستطيع أن تحمل أربعين فرسًا، وهي تختلف عن الطرادة التي كانت صغيرة الحجم سريعة الجريان، الشيني: وهي من السفن الكبيرة التي استعملت لحمل المقاتلين، بلغت سعتها حوالي مئة وأربعين مجدافًا، البسطة: وهي ضرب من المراكب الحربية الكبيرة، تتسع لزهاء 700 جندي، وقد لعبت هذه السفن دورًا كبيرًا في الحروب مع الصليبيين، الحراقة: استعمل هذا النوع من السفن في النقل، وهي سفينة متوسطة تتسع لحوالي مئة جندي، المسطح: نوع كبير من المراكب ذات طابقين مسقوفين يقاتل الجنود على ظهرها والجدافون يجدفون من تحتها، الحمالة: وهي من السفن الخاصة بحمل المؤونة، البركوس: وهي من السفن الصغيرة، ومهمتها الأساسية نقل المياة، الشلندي: مركب حربي مهمته نقل المقاتلة والأسلحة.
بعد أن أتم صلاح الدين استعداداته الحربية، بدأ الأسطول بعملياته البحرية، فتوغل المسلمون في البحر حتى وصلوا إلى أطراف بيزنطة، وإلى قبرص وكريت والسواحل الجنوبية لآسيا الوسطى، كما قام بعمليات ناجحة ضد الصليبيين بساحل الشام، امتدت حتى جزيرة أرواد، واستولى على سفينتي شحن. قام الأيوبيون عام 575 هـ الموافق 1179م بمهاجمة ميناء عكا واستولوا على عدد من السفن، وظلوا في الميناء يومين كاملين. في المقابل قام الصليبيون بإنزال بحري قرب آيلة، وشرعوا في مهاجمة الموانئ المصرية وخاصة عيذاب، وقامت معركة بحرية بين الطرفين وانتصر فيها قائد الأسطول المصري حسام الدين لؤلؤ. ازدادت فعالية الأسطول البحري بعد معركة حطين، فساعد في الاستيلاء على بعض الموانئ الهامة في بلاد الشام مثل هكا التي رابطت عندها قوة بحرية إسلامية مؤلفة من عشر سفن لمراقبة المسالك المؤدية لفلسطين.
بعد وفاة صلاح الدين كان موقف خلفائه مناقضًا لنهجه في إدارة الأسطول، فضعف وأُهمل، وأصبحت مصر عاجزة عن مقاومة حملات الصليبيين المتكررة: الحملة الصليبية الخامسة والحملة الصليبية السابعة. أدرك بني أيوب غلطتهم في اهمال الأسطول، وظهر واضحًا في وصية الصالح نجم الدين أيوب لابنه توران: «فالأسطول أحد جناحي الإسلام فينبغي أن يكونوا شباعًا، ورجال الأسطول إذا أطلق لهم كل شهر عشرين درهم مستمرة راتبه، جاؤوا من كل فج عميق». يقول المقريزي: فلما مات صلاح الدين يوسف بن أيوب استمر الحال في الأسطول قليلًا، ثم قل الاهتمام به وصار لا يفكر في أمره إلا عند الحاجة إليه.

## العلاقات مع دُول الجوار

### الخلافة العباسية

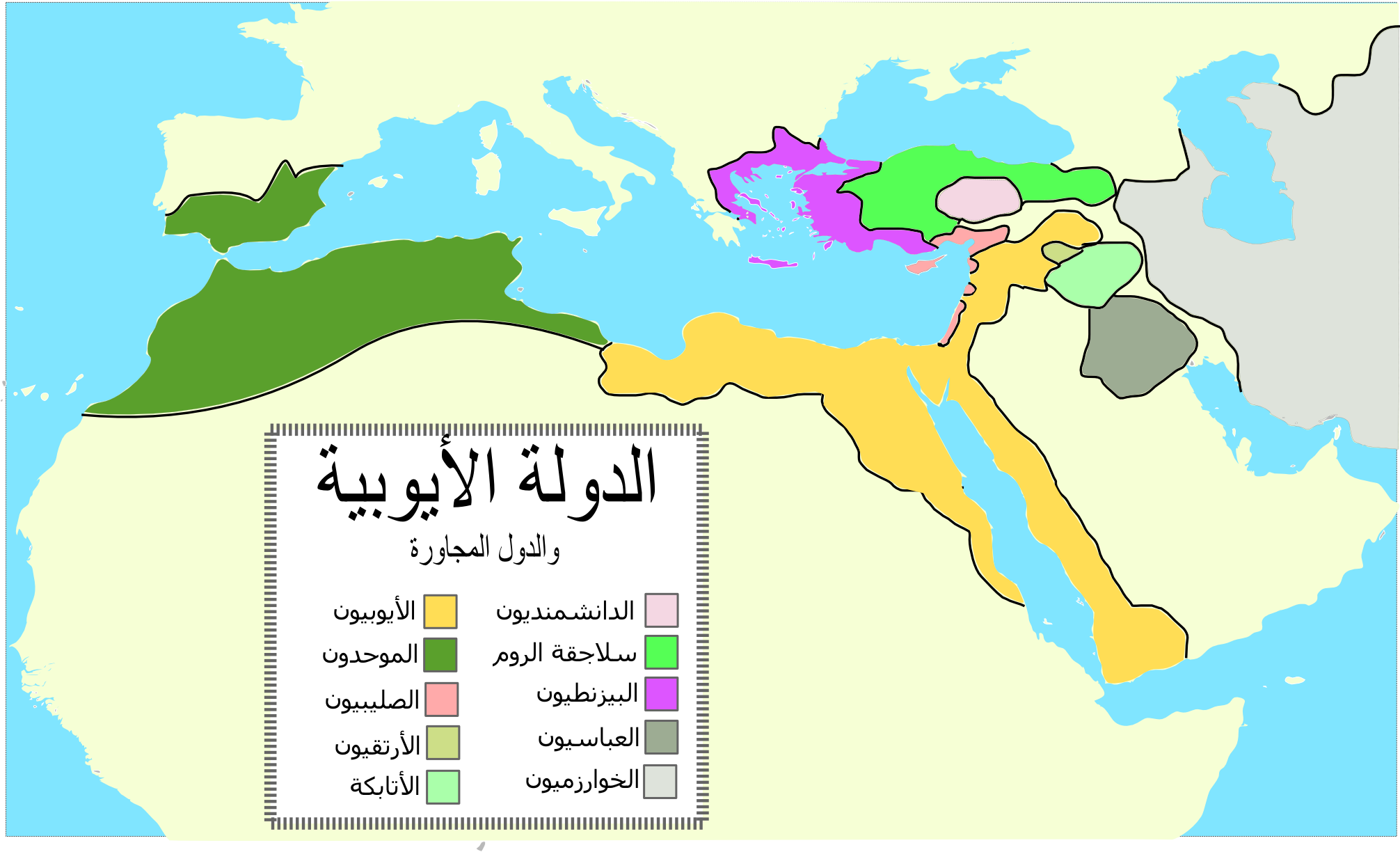
الدولة الأيوبية ومدى اتصال حدودها بالخلافة العباسية.

تراوحت العلاقة الأيوبية مع الخلافة العباسية بين الجيدة والفتور، بدأ صلاح الدين علاقته الجيدة مع العباسيين عندما كان وزيرًا للخليفة العاضد، فقد طلب منه الخليفة العباسي أن يقطع الخطبة للفاطميين ويدعوا للعباسيين على منابر مصر. عندما أراد صلاح الدين توحيد بلاد الشام ومصر تحت مظلته، كتب للخليفة العباسي بين جهوده للتصدي للصليبيين ويبرر سبب ضمه لليمن وضرب المهدي المبتدع، ورجائه من الخليفة أن يقلده سلطنة مصر والمغرب والشام واليمن، وقد استجاب الخليفة العباسي لذلك وأرسل إليه رسل دار الخلافة تحمل التشريفات والتقليد والتملك والتفويض. رغم علاقة الخلافة العباسية الجيدة مع صلاح الدين، إلا أن الخليفة لم يمنحه تقليدًا بولاية الموصل، وكان صلاح الدين وجه رسائل عدة إلى بغداد تطالب بتقليد إمارة الموصل، وكل ما استطاع الحصول عليه هو تقليد بإمارة ديار بكر. لم يؤدي هذا الرفض بخلع صلاح الدين الطاعة العباسيين، واستمر بمراسلتهم، وأطلع الخليفة العباسي على انتصاراته في معركة حطين، وخاطبه بالخادم يشرح من نبأ هذا الفتح العظيم والنصر الكريم. في عام 587 هـ الموافق 1191م وصل كتاب الخليفة العباسي إلى صلاح الدين ينكر ما قام به ابن أخيه تقي الدين عمر في شمالي الجزيرة الفراتية من مهاجمة خلاط، وطلب منه إرسال القاضي الفاضل للتباحث بشأن توضيح بعض القضايا، فأجاب صلاح الدين بأنه غير راضي عن تصرفات ابن أخيه، واعتذر عن إرسال القاضي الفاضل إلى بغداد لأنه كان مريضًا، وكانت هذه المراسلة بداية فتور العلاقة بين الأيوبيين والعباسيين.
استمرت علاقة الدولتين بالفتور حتى مقتل توران شاه وسقوط الدولة الأيوبية، حيث سيَّر الناصر يوسف الوريث القوي للأيوبيين في الشام جيشًا إلى مصر لقتال المماليك بقيادة السلطان عز الدين أيبك الذي آلت إليه مراسيم حكم مصر، هُزم الناصر يوسف في معركة العباسة التي دارت بين الطرفين، فاتفق أيبك مع الملك الفرنسي لويس التاسع أن يساعده ضد الناصر أيوب مقابل تسليم القدس، عندها تدخل الخليفة العباسي المستعصم بالله بين أيبك والناصر عام 651 هـ الموافق 1253م بحيث تكون مصر وجنوبي فلسطين بما فيها غزة للمماليك، وتكون بقية بلاد الشام للأيوبيين.

### الدولة السلجوقية
كان السلطان عز الدين قلج أرسلان الثاني يرغب في ضم رعبان وكيسوم بهدف التوسع نحو الجنوب، فأرسل رسولًا لصلاح الدين يطالبه بالحصنين بحجة أنهما كانا سابقًا من أملاك سلاجقة الروم ضمهما والده مسعود ثم اضطر أن يتنازل عنهما لنور الدين محمود. رفض صلاح الدين طلب قلج، الذي قام بمهاجمة رعبان عام 575 هـ الموافق 1179م، لما علم صلاح الدين بالهجوم أرسل قوات نحو المعسكر السلجوقي بقيادة المظفر تقي الدين عمر، انتهت بهزيمة السلاجقة وتثبيت حكم صلاح الدين للحصن. في السنة التالية نشب نزاع بين قلج وصلاح الدين بسبب مشكلة عائلية مع صاحب كيفا، حيث هاجم قلج حصن كيفا، فقام صاحبه نور الدين محمد بطلب المساعدة من صلاح الدين، تقابل الجيشان عند نهر كوك سو، لكن الطرفان جنحا للصلح، فتم الاتفاق المهم بمساعدة صلاح الدين للسلاجقة في حربهم ضد الأرمن في كيليكية.

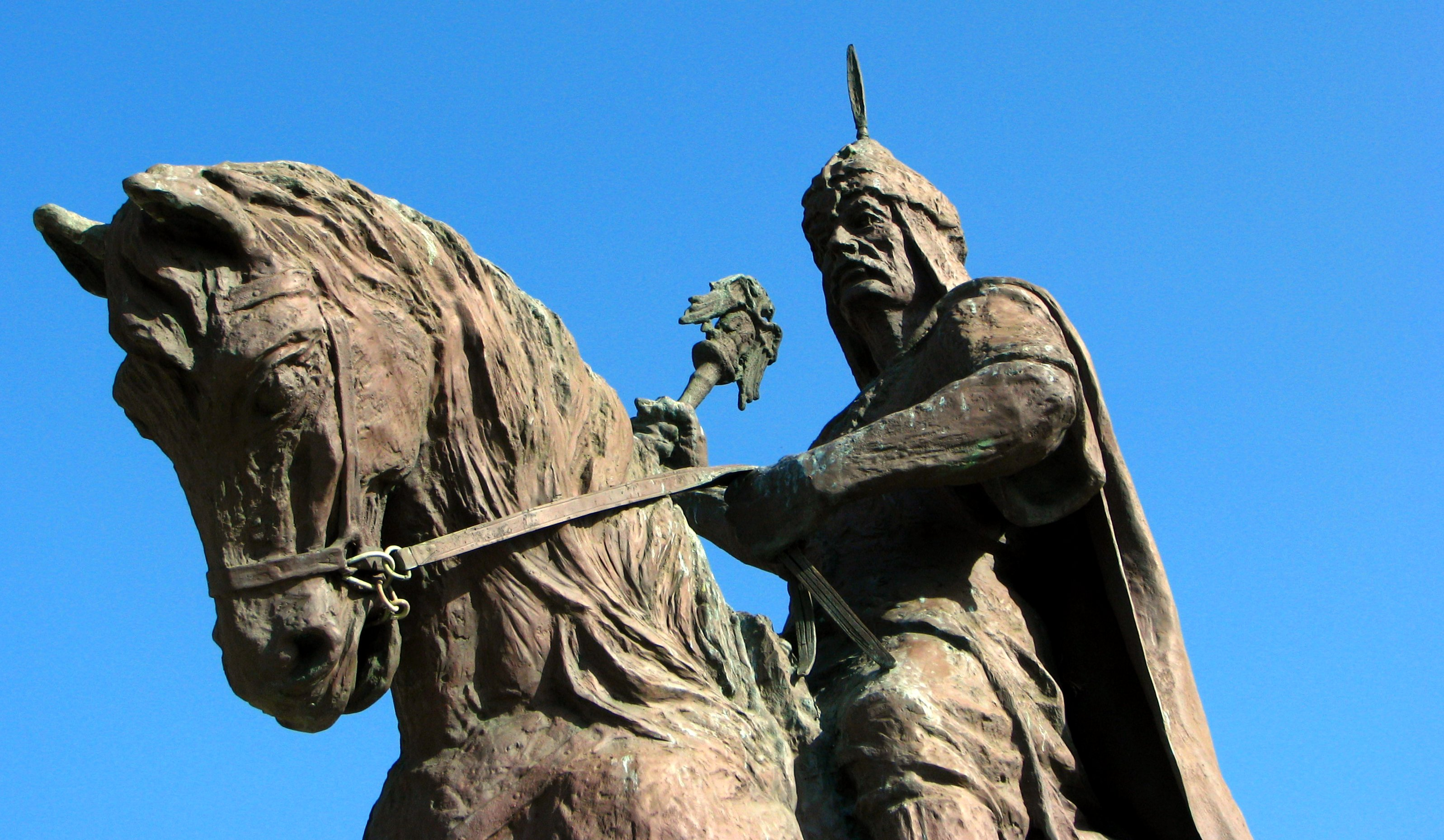
تمثال للسلطان السلجوقي علاء الدين كيقباد الذي اتحد مع الأيوبيين في هزيمة الخوارزميين، ثم تحالف مع الخوارزميين لقتال الأيوبيين.

عندما أرسل الغرب الأوروبي حملته الصليبية الثالثة كان الإمبراطور الألماني فريدريك بربروسا أحد المشاركين فيها، وحتى يمهد لحملته أرسل رسائل للملوك والأمراء والسلاطين الذين سوف تجتاز حملته بلادهم، ومنهم السلطان قلج أرسلان الثاني، الذي رد عليه يعده بالمساعدة، في حين قام الإمبراطور البيزنطي بإرسال بعثة إلى ألمانيا تعد باجتياز الحملة الأراضي البيزنطية، وفي الوقت نفسه أدت مخاوفه إلى سعيه لمحالفة صلاح الدين ضد فريدريك وقلج، فتعهد له صلاح الدين بوضع الأماكن المقدسة النصرانية في بلاد الشام تحت رعاية رجال الدين الأرثوذكس. عندما وصل الإمبراطور فريدريك البلقان أرسل الإمبراطور البيزنطي رسالة لصلاح الدين تعده بعدم تمكينه من عبور بلاده، لكن فريدريك اجتاز الأراضي البيزنطية ووصل داخل هضبة الأناضول السلجوقية، وقام قلج بتزويد الجيش الألماني بالمؤن وحراستها داخل الأراضي السلجوقية حتى وصلت الحملة أرض الشام. لما آلت السلطة السلجوقية لعز الدين كيكاوس في عهد الملك الأيوبي العادل، طمع بالسيطرة على حلب، فأرسل جيش تقابل مع الجيش الأيوبي على مشارف حلب، انتهت المعركة بهزيمة السلاجقة، فقام عز الدين بسحب جيشه واسترد الجيش الأيوبي بلدة تل باشر ورعبان وتل خالد وبرج الرصاص التي خسرها قبل معركة حلب.
لما نجح جلال الدين الخوارزمي في إعادة إحياء الدولة الخوارزمية قام بمهاجمة بغداد، ثم تحالف مع بعض الأمراء الأيوبيين على مهاجمة حلب وإقليم الجزيرة، قرر السلطان السلجوقي علاء الدين كيقباد الأول التحالف مع الأيوبيين في مواجهة الخوارزميين، نتج عنها وقوع معركة بين الطرفين في منطقة قريبة من خلاط عام 627 هـ الموافق 1230م، انتهت بهزيمة الخوارزميين وانسحابهم إلى أذربيجان. لم يستمر التحالف السلجوقي الأيوبي طويلًا، فقام كيقباد الأول بالاستيلاء على خلاط وتوغل في بلاد الأرمن ودخل تفليس، كما قام بضم العساكر الخوارزمية بعد سقوط الدولة الخوارزمية بيد المغول، تحرك الملك الكامل بجيشه الأيوبي نحو بلاد السلاجقة، ووقعة بين الطرفين حاسمة انتهت بهزيمة الجيش الأيوبي، واستطاع السلاجقة من السيطرة على حصن زياد القريب من نهر الفرات. في عام 633 هـ الموافق 1236م قام الملك الكامل بمهاجمة بلاد السلاجقة واستعاد الرها وحران. استمر تمدد السلاجقة في بلاد الأيوبيين حتى توطد حكمهم في إقليم الجزيرة وسيطرتهم على آمد

### الإمبراطورية البيزنطية

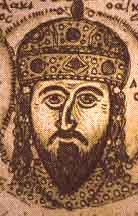
رسم تخيلي للإمبراطور البيزنطي إسحاق الثاني أنجيلوس الذي وقع مع صلاح الدين معاهدة تعاون.

انتهت بوفاة الإمبراطور البيزنطي مانويل كومنينوس مرحلة التعاون البيزنطي الصليبي، وبدأت مرحلة التعاون مع الأيوبيين، ففي عام 577 هـ الموافق 1181م أرسل إمبراطور بيزنطة أندرونيكوس الأول كومنينوس مبعوثًا إلى القاهرة لعقد صلح مع صلاح الدين، وكان ذلك قبيل مجيء الحملة الصليبية الثالثة، كان الهدف من الاتفاق هي مقاومة الاتين عمومًا وسلاجقة الروم خصوصًا. في عام 581 هـ الموافق 1185م أرسل أندرونيكوس سفارة إلى صلاح الدين يعرض عليه قيام تحالف بينهما على: أن يتعاون الطرفان في قتال مملكة بيت المقدس، ويتعاون الطرفان في مناوأة السلاجقة، ويبذل الإمبراطور البيزنطي المساعدة لصلاح الدين في نضاله ضد الصليبيين في بلاد الشام. لكن هذا الاتفاق لم يكتب له النجاح بسبب خلع الإمبراطور البيزنطي قبل أن يصل رد صلاح الدين. تولى الإمبراطور إسحاق الثاني أنجيلوس السلطة في القسطنطينية وواصل سياسة التقارب مع صلاح الدين، وأقرت بين الطرفين المعاهدة التي بدأها أندرونيكوس . عندما انتصر صلاح الدين في حطين أرسل سفارة إلى الإمبراطور البيزنطي تخبره بهزيمة الصليبيين في الشام، رد صلاح الدين بسفارة مماثلة جدد فيها المحالفة مع صلاح الدين. عندما بدأت أخبار تجهيز الحملة الصليبية الثالثة في الظهور أرسل صلاح الدين سفارة إلى بيزنطة بشأن قيام تحالف عسكري بين الدولتين للتصدي للغزو الصليبي، أرسل فريدريك بربروسا قائد الحملة رسالة إلى بيزنطة تخبرهم بعزمه اجتياز أراضيها وتقديم مايلزم للانتقال لشواطيء الشام، قام إسحاق الثاني بعقد معاهدة بينه وبين فريدريك في أدرنة يتعهد بموجبها بحماية السفن وتأمين المؤن للجيش الصليبي، ثم كتب لصلاح الدين رسالة يعتذر فيها عن قيامه بالسماح للصليبيين بعبور الأراضي البيزنطية. في عام 587 هـ الموافق 1191م أرسل إسحاق الثاني رسالة إلى صلاح الدين يطلب منه أن يجعل له الإشراف على بيت المقدس، وأن يشترك معه في الهجوم على قونية عاصمة السلاجقة، لكن صلاح الدين رفض أن يكون لمذهب من المذاهب السيادة على بيت المقدس. كانت الحملة الصليبية الرابعة تستهدف غزو الأراضي المقدسة عبر مصر وذلك عام 1202م، لكن في عام 1204م تحول نظر الصليبيين عن مهمتهم في الأرض المقدسة، فحاصروا المدينة الأرثوذكسية الشرقية القسطنطينية، فاحتلوها لستين عامًا. من نتائج العلاقة الجيدة بين البيزنطيين والأيوبيين أنه في عام 577 هـ تم فتح الجامع الإسلامي في القسطنطينية، وإطلاق مئتي أسير مسلم فيها.

### دولة الموحدين
أرسل صلاح الدين قائده شرف الدين قراقوش  لإخضاع المغرب الأدنى تحت الحكم الأيوبي، رأى الموحدون أن اجتياح قراقوش لأفريقيا يشكل تهديدًا خطيرًا لوجودهم، تجسد هذا الخطر من خلال الحلف الذي انعقد بين قراقوش والقبائل العربية في المغرب الأدنى ووقوع العديد من المدن في قبضة القبائل العربية التي أعلنت ولائهم للخلافة العباسية، ودعت للخليفة في المنابر، عندها دارت معارك وصراع طويل بين الموحدين من جهة والقبائل العربية المدعومة من الأيوبيين من جهة أخرى. كان دخول قراقوش لأفريقيا قد أساء إلى العلاقات بين الدولتين، وجعلت من إمكانية التعاون بينهما يكاد يكون مستحيلًا. بعد الانتصار الذي حققه صلاح الدين في حطين واستعادته بيت المقدس، أخذت أوروبا في التحضير لحلف صليبي كبير يضم فرنسا وألمانيا وإنجلترا وبيزا وجنوى بالإضافة لأوروبا الشرقية لاستعادة القدس، وبدؤوا في تسيير الحملة الصليبية الثالثة، هذا الموقف الخطير دفع بصلاح الدين لمخاطبة الخليفة العباسي للحضور بنفسه أرض الشام لبث الحماس في نفوس الجنود المرابطين فيها، ولما شعر صلاح الدين بأهمية الأساطيل البحرية تطلع نحو المغرب آملًا في اسهام الموحدين في الوقوف بوجه أساطيل أوروبا والحيلولة دون وصولهم الشام.
قام صلاح الدين بإرسال رسالة إلى يعقوب المنصور يطلب منه المساعدة في تخفيف الضغط الصليبي على الشام موضحًا أهمية منع السفن والاساطيل الأوروبية إلى الشام وأن الأمل معقود على الأسطول الموحدي، واقترح على يعقوب أن يعهد إلى واليه في تونس القيام بهذه المهمة، ومما جاء في الرسالة:«وما اختص بالاستعانة إلا لأن العدو جاره والجار أقدر على الجار، ولأنه بحر والنجدة بحرية» لم تسفر سفارة صلاح الدين إلى الموحدين عن أية نتائج، أما عن سبب رفض الخليفة الموحدي لنجدة صلاح الدين فيقول ابن خلكان: «لم يخاطبه بأمير المؤمنين بل خاطبه بأمير المسلمين، فعز ذلك عليه، ولم يجب إلى ما طلب منه».

### الحشاشون

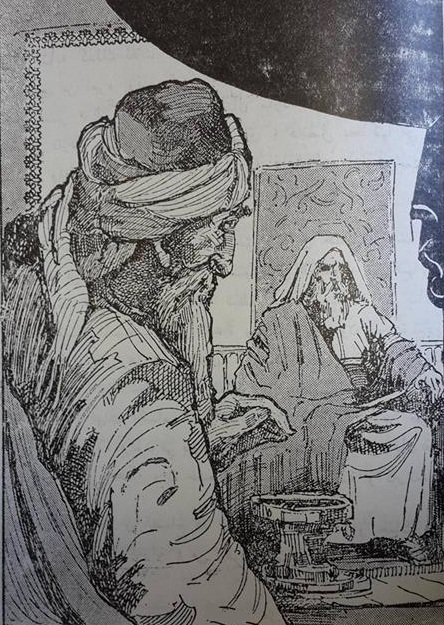
رسمة تخيلية لشيخ الجبل راشد الدين سنان زعيم الحشاشين في الشام، والذي حاول اغتيال صلاح الدين الأيوبي مرتين الأولى: عام 1174م، والثانية: عام 1176م.

انقسمت الطائفة الإسماعيلية بعد وفاة الخليفة الفاطمي المستنصر إلى فرقين: النزارية التي اعتقد أتباعها بأحقية ابنه الأكبر نزار بالخلافة، وقد فروا إلى الشرق وكان على رأسهم الحسن بن الصباح الذي أسس في بلاد فارس ما يُعرف بالفرقة النزارية وغلب على اتباعه اسم الحشيشية أو الباطنية، والفرقة الثانية هي المستعلية أتباع المستعلي الابن الثاني للمستنصر. حين وصل الحسن بن الصباح إلى بلاد فارس بدأ بنشر دعوته إلى نزار مخططاً لإنشاء دولة إسماعيلية جديدة في المشرق الإسلامي، قام اتباع الحسن بن الصباح بسلسلة عمليات اغتيال كان ضحيتها الكثير من رجال الدولة العباسية وأمرائها، وتوسعت الحركة الإسماعيلية وامتلكوا عدة حصون هامة في بلاد الشام، مثل: القدموس والعليقة والكهف ومصياف وغيرها.
أرسلت القيادة الإسماعيلية في قلعة الموت إلى سنان شيخ الجبل ليتولى زعامة الإسماعيلية في بلاد الشام، نَقَم الحشاشون على صلاح الدين الأيوبي لأنه أسقط الخلافة العبيدية الفاطمية، ففي عام 570 هـ الموافق 1174م أرسل رشيد الدين سنان جماعة من أتباعه الفدائيين إلى المعسكر الأيوبي في حلب فاكتشفهم أمير يدعى خمارتكين فقتلوه، ووصلوا إلى خيمة صلاح الدين وحمل عليه أحدهم ليقتله فقتل دونه، واستبسل الباقون في الدفاع عن أنفسهم قبل أن يُقتلوا جميعًا. قام رشيد الدين عام 571 هـ الموافق عام 1176م بإرسال جماعة من أتباعه يتنكرون في زي الجنود، فدخلوا المعسكر الأيوبي أثناء حصار قلعة عزاز، وباشروا الحرب مع جند صلاح الدين واختلطوا بهم يتحينون الفرصة لقتل صلاح الدين، فهجم عليه أربعة من الإسماعيلية، لكنهم لم يستطيعوا من قتله.
بعد محاولات الاغتيال الفاشلة أخذ صلاح الدين بالاحتراز الشديد، وجهز حملة عسكرية في شهر محرم عام 572 هـ الموافق 1176م، فحاصر حصونهم ونصب المجانيق الكبار عليها ودمرها حتى شفع فيهم خاله شهاب الدين محمود تكشى صاحب حماة، وكانوا قد راسلوه في ذلك لأنهم جيرانه، فرحل عنهم بعد أن دمر قوتهم.

## المظاهر الاجتماعية والثقافية

### الحياة الدينية
عمدت الدولة الأيوبية إلى القضاء على المذهب الشيعي، ومحو أثره وتدعيم ونشر المذهب السني في كافة أنحاء البلاد، وذلك بعد أن بلغ الصراع الديني في الإسلام ذروته في تلك الفترة، كانت السياسة التعليمية التي لجأ إليها الفاطميون لنشر الدعوة لمذهبهم في مصر وما رافقه من تعذيب وتفكيك، قابلها السلاجقة في الشام بتعصبهم للمذهب السني، وأنشأوا المدارس لمكافحة المذهب الشيعي. لم تكد تتم لنور الدين زنكي السيطرة على مصر حتى تعجل صلاح الدين بمحو الخلافة الفاطمية، وتوحيد البلاد تحت راية الخليفة العباسي السني. أخذ صلاح الدين منذ أن ولي مصر للخليفة الفاطمي العاضد بالعمل على نشر المذهب السني، فأنشأ عددًا من المدارس السنية، وقد تجلت ظاهرة التصوف والإكثار من بناء منازل للصوفية عرفت باسم الخوانق. اهتم صلاح الدين بجذب العلماء وكذلك جذب الصوفية فأنشأ أول خانقاه للصوفية في مصر وجعلها برسم الفقراء الصوفية الواردين من البلاد الشاسعة، ووقف عليهم أوقافًا جليلة، وولى عليهم شيخًا يدبر أمورهم عرف بشيخ الشيوخ، يذكر تقي الدين المقريزي: «أن سكانها من الصوفية كانوا معروفين بالعلم والصلاح، وأن عدد من كان بها بلغ الثلاثمائة، وقد رتب لهم السلطان الخبز والحلوى في كل يوم، وأربعين درهماً في العام ثمن كسوة، وبنى لهم حماماً بجوارهم، ومن أراد منهم السفر، أعطي نفقة تعينه على بلوغ غايته». وقال الرحالة ابن جبير: «وهذه الطائفة الصوفية هم الملوك بهذه البلاد لأن قد كفاهم الله مؤن الدنيا وفضولها، وفرغ خاطرها لعبادته من الفكر في أسباب المعايش، وأسكنهم في قصور تذكرهم بالجنان». كانت لسياسة صلاح الدين وخلفائه مع المتصوفين الأثر الكبير في تشجيع كثرة الزوايا والربط اللتين اجتذبتا حولهما الأتباع والمريدين، في المقابل كان لكثرة الإقبال على التصوف في العصر الأيوبي بعد ازدياد عدد الوافدين على مصر من زعماء المتصوفة ومشايخهم وبخاصة من المغرب العربي الذين أشاعوا حياة الزهد والتقشف، قد ترك أثرًا خطيرًا في المجتمع المصري نتيجة زيادة العاطلين عن العمل، والذي انعكس سلبًا على الحياة الاقتصادية في الدولة الأيوبية.
عانى بعض المسيحيين في بلاد المسلمين أشد المعاناة من الصليبيين الغزاة، فعندما احتل الصليبيون مدينة أنطاكية، طردوا الأروام من كنائسهم الكبرى، وطردوا أساقفهم، ثم عينوا بطريركًا وعدة أساقفة، وقام اللاتين المنتصرين بالاستيلاء على أديرة الأرمن والروم والسوريين والجورجيين، كما عاملوا المسيحيين الأرثوذكس معاملة قاسية إذ استولوا على كنائسهم وحولوها إلى كنائس لاتينية، على الرغم من مشاركة الأرمن والسوريان والموارنة في مساعدة الصليبيين. لما احتل الصليبيون القدس منعوا النصارى المصريين من الحج إليها بدعوى أنهم ملحدون، وكتب أحد المؤرخين الأقباط يشكو من هذه المعاملة: «لم يكن حزن اليعاقبة بأقل من المسلمين، بأي حق يمنع النصارى الأقباط من الحج إلى القدس أو الاقتراب من المدينة، إن الصليبيين يكرهوننا، كما لو كنا ضللنا عن الإيمان القويم». افتتح صلاح الدين عهده في الوزارة بطرد الموظفين الأقباط من مناصبهم، ولكنه سرعان ما أعادهم إليها مرة أخرى، ومن المحتمل أن يكون إخراجه للذميين من وظائفهم هو بمثابة حركة تطهير أجريت ضد الفاطميين أكثر منها بغضًا من النصارى، كما أنه صار لزامًا عليهم أن يتزينوا بزي خاص بهم. كانت سياسة صلاح الدين واضحة بالتسامح مع النصارى الشرقيين، ويعود ذلك إلى أن النصارى سهلوا له مهمة الاستيلاء على بيت المقدس، وذلك بإلحاحهم على الصليبيين بأن يسلموا المدينة، لمَّا كان عددهم يفوق عدد الصليبيين تمكنوا من تحقيق رغبتهم. رافق صلاح الدين في حملته لبيت المقدس عدد كبير من الأقباط، ودخلوا معه القدس كَكُتاب وكعمال مهرة. بعد انتصار صلاح الدين على الصليبيين منحهم ديرًا ملاصقًا للقبر المقدس بالقدس وهو المعروف باسم دير السلطان، مكافئة لمواقفهم النبيلة معه ضد الصليبيين، كما أعاد الأقباط إلى وظائفهم العليا في الدولة، واسترد آخرون أموالهم وممتلكاتهم التي سلبت منهم أيام سقوط الدولة الفاطمية، اختار صلاح الدين قبطيًا هو صفي الدولة بن أبي المعالي الملقب بابن شرقي ككاتب خاص له. كانت أحوال الأقباط في أيام الدولة الايوبية رغم ما تخللها من صعوبات أفضل من غيرها من الدول، حيث شارك المسيحيون العرب في إدارة الدولة الايوبية، ومن أبرزهم: أبو سعيد بن أبي اليمن بن النحال وزير العدل، والأسعد أبو الفرج صليب بن ميخائيل صاحب ديوان الملك الصالح، والطبيب علم الدين أبو النصر جرجس، وأبو الفرج بن ميخائيل رئيس ديوان الملك العادل، وابن المصوف أمين أموال الحكومة في أيام صلاح الدين وغيرهم. أُقيم أول مطران قبطي في القدس سنة 1236م، وذلك مع ازدياد الأقباط في القدس وازدياد ممتلكاتهم من كنائس وأديرة، ولكثرة وجود الأقباط في الشام قام البابا كيرلس الثالث برسامة أول مطران قبطي للقدس سنة 1236م وأعطاه السلطان الرعاية من فلسطين حتى نواحي الفرات، وقبل هذا كانت مصالح الأقباط ترعاها الكنيسة السريانية في القدس.
أثناء الحملة الصليبية الثالثة ظل اليهود مقيمين في عسقلان وذلك لأنها لم تتعرض للإبادة مثل نظيرتها من المدن، أما القدس فلم يُسمح لليهود خلال هذه الفترة التي أعقبت تأسيس مملكة بيت المقدس إلا بأربع عائلات فقط للسُكنى في المدينة المقدسة. أظهر الملك بلدوين الأول تقاربًا مع اليهود كرعايا، فسمح لهم بدخول المدينة المقدسة، أما بالنسبة لباقي مدن الشام فقد تناقص عدد اليهود عمومًا خوفًا من المذابح والقتل. عُومل اليهود معاملة حسنة ومارسوا أثناء الحكم الصليبي لبلاد المسلمين مهنة الصباغة وصناعة الزجاج وامتلك اليهود سفنًا بخارية والتزم اليهود بدفع الضريبة للحكم الصليبي، وقد استفاد اليهود من الأوضاع السائدة في القرن الثاني عشر الميلادي وأصبحت العلاقات بين الجالية اليهودية والنظام الصليبي إيجابية مما سهل عمليات الهجرة اليهودية وتسهيل عمليات الحج، بقيت القدس المدينة الوحيدة المحرمة على اليهود حتى عام 1178م، عندما دخل صلاح الدين المدينة وسمح لهم بدخولها، واصل خلفاء صلاح الدين نفس السياسة مع اليهود إلى أن سياسة التسامح لم تمنع صلاح الدين من تحويل المعابد اليهودية إلى مساجد على أساس أنها كانت في الأصل مساجد فقام الصليبيون بتدميرها. بقى اليهود في القدس حتى جاء عام 1244م حين تم تحرير المدينة المقدسة على يد الخوارزمين والصالح نجم الدين أيوب، حيث تم إعفاؤهم من الضرائب. كان لليهود دور في مواجهة الحروب الصليبية، حيث تشير الروايات إلى أن السيوف الصليبية لم تفرق بين المسلمين والمسيحيين واليهود العرب في مجزرة بيت المقدس، فقد كانت النظرة الصليبية الدينية تجاه الفريقين على أساس تكفر المسلمين واليهود باعتبارهم أعداء المسيح.
أقر الأيوبيون للموحدين الدروز بمكانتهم كأمراء حرب على جبل لبنان لمقاومتهم عن المشرق الإسلامي أمام غزو الفرنجة، حيث كان للمقاتلين العرب الدروز وجود ملموس في معركة حطين، فأراد صلاح الدين أن يكافئهم على ذلك مكافأة رمزية، فأوكل لهم خدمة وإدارة شؤون مقام النبي شعيب المجاور لسهل حطين الذي جرت عليه المعركة. لم تقتصر مشاركة الدروز في معركة حطين فقط بل شاركوا في العديد من المواجهات الرئيسية والثانوية ضد الصليبيين، وعندما تقدم صلاح الدين لتحرير المدن التي يحتلها الصليبيون على الساحل السوري الممتد آنذاك من الإسكندرونة وأنطاكية شمالًا إلى ساحل غزة جنوبًا، انضم إليه المقاتلون الدروز بقيادة أميرهم آنذاك جمال الدين التنوخي، فقام صلاح الدين بتعينه حاكمًا على مدينة بيروت وجبل لبنان.

### الحياة العلمية والفكرية

رسم تخيلي للجغرافي والمؤرخ أبو الفداء، الذي يعد أحد مشاهير سلالة الأيوبيين.

الكامل في التاريخ لابن الأثير.

بالرغم من أن السلاطين الأيوبيين كان همهم الجهاد والكفاح ضد الصليبيين، إلا أنهم اهتموا بالعلم والعلماء، فهذا الملك المعظم عيسى بن العادل صاحب دمشق من شدة رغبته في الأدب وأهله اشترط لكل من يحفظ كتاب المفصل للزمخشري مئة دينار وخلعة. كما أن بهرام شاه فرخشاه صاحب بعلبك كان شاعرًا وأديبًا، والمؤرخ أبو الفداء هو اسماعيل بن علي عماد الدين صاحب حماة. إلى جانب الملوك والأمراء برزت طبقة من الوزراء والكتاب الذين ساهموا مساهمة فاعلة في الحياة العلمية في ذلك العصر، ومنهم: القاضي الفاضل أبو علي محي الدين اللخمي وزير صلاح الدين وصاحب الطريقة الفاضلة في الإنشاء، وكتب عددًا ضخمًا من الرسائل، وعماد الدين الأصفهاني الكاتب والمؤرخ الذي عينه صلاح الدين نائبًا عن القاضي الفاضل، اشتهر بمؤلفاته الأدبية خريدة القصر وخريدة العصر والفتح القسي في الفتح القدس والبرق الشامي، والأمير أسامة بن منقذ أحد أمراء بني منقذ أصحاب حصن شيرز، الذي ألف كتاب الاعتبار المتضمن لدراسة مقارنة بين عادات المسلمين والفرنجة، وبهاء الدين أبو المحاسن المعروف بابن شداد صاحب كتاب النوادر السلطانية والمحاسن اليوسفية، والأديب ضياء الدين بن الأثير وزير الملك الأفضل بن صلاح الدين، والمؤرخ عز الدين بن الأثير صاحب كتاب الكامل في التاريخ، وجمال الدين القفطي صاحب كتاب إخبار العلماء بأخبار الحكماء، والمؤرخ الدمشقي شهاب الدين أبو شامة المقدسي صاحب كتاب الروضتين في أخبار الدولتين النورية والصلاحية وما وقع من الحروب الصليبية، والقاضي شمس الدين ابن خلكان صاحب كتاب وفيات الأعيان، والمؤرخ جمال الدين بن واصل الحموي صاحب كتاب مفرج الكروب في أخبار بني أيوب، وابن أبي أصيبعة صاحب كتاب عيون الأنباء في طبقات الأطباء، وأبي صالح الأرمني وابن عساكر الدمشقي.
شهد العصر الأيوبي ازدهارًا في علم اللغة، ومن أبرز من برعوا في هذا العلم محمد بن بري، وأبو الفتح البلطي، وابن عبد المعطي الزواوي، وابن الحاجب. أما الشعر فقد طغى عليه طابع الجهاد والكفاح، وأصبحت أغلب القصائد الشعرية في جميع أنحاء الشرق العربي تشيد بالانتصارات وأعمال البطولة، ومن أشهر شعراء العصر الأيوبي الشاعر المصري ابن سيناء صاحب كتاب دار الطرز، وابن شمس الخلافة، وكمال الدين ابن النبيه المصري، والشاعر الصوفي عمر بن الفارض، وجمال الدين يحيى بن مطروح، وبهاء الدين زهير الذي عاش في خدمة الملك الصالح أيوب. أظهر سلاطين بني أيوب عناية كبيرة في اقتناء الكتب شملت المنطق والفلسفة والهندسة والفلك والموسيقى والطب بالإضافة إلى الكتب الدينية، فالملك المؤيد مسعود بن صلاح الدين صاحب اليمن كان مغرمًا باقتناء الكتب حتى اشتملت مكتبته على آلاف الكتب، والمكتبة التي عني بها السلطان الكامل بالقلعة كانت في الأصل تؤلف مكتبة القاضي الفاضل، ثم عني بها ابنه الأشرف أحمد حتى أمر السلطان الكامل بوضع اليد عليها ونقلها إلى القلعة سنة 626 هـ الموافق 1229م، لتصبح نواة مكتبة كبيرة ضمت ثمانية وستين ألف مجلد.
زادت عدد المدارس زمن الأيوبيين، حتى أصبح بالقاهرة حوالي ثلاثة عشر مدرسة، والواقع أن الأيوبيين لم يبتكروا نظام المدارس، وإنما يعود الفضل في ذلك للسلاجقة الذين استحدثوا هذا النظام لنشر المذهب السني ومكافحة الفكر الشيعي، وتهيئة عقول المسلمين لفكرة الجهاد، وكان نظام الملك وزير السلطان السلجوقي ملكشاه أول من أسس مدرسة في بغداد. يذهب المؤرخون إلى القول أن صلاح الدين إنما قصد إنشاء المدارس محاربة المذهب الشيعي، وعن كثرة مدارس القاهرة يقول ابن جبير: «ومن مناقب هذا البلد ومفاخره العائدة في الحقيقة إلى سلطانه المدارس والمحارس الموضوعة فيه لأهل الطلب والتعبد». أنشأ الأيوبيون مدرستان بالفيوم وأربع وعشرون‌ مدرسة بالفسطاط والقاهرة، وفي الشام أُنشئ أثناء العصر الأيوبي‌ خمسون مدرسة في دمشق واثنتان وعشرون‌ مدرسة في حلب، أما المدارس التي أنشئت بالفسطاط (مصر القديمة) والقاهرة في العصر الايوبي‌ فهي كما يلي: المدرسة الناصرية أو الشريفية أو مدرسة زين التجاري: أنشأها صلاح الدين‌ الايوبي في أول المحرم سنة 566 هـ الموافق 1170م جنوب مسجد عمرو بن العاص، ووقفها على المذهب الشافعي، وكانت أول مدرسة أنشئت‌ بديار مصر تحت اشراف الدولة، وأول من درس‌ بها الفقيه ابن زين التجار. المدرسة القمحية: أنشأها صلاح الدين‌ بجوار مسجد عمرو بن العاص أيضًا ووقفها على المذهب‌ المالكي، ووقف عليها ضيعة بالفيوم كانت تدر قمحًا كثيرًا يوزع على طلابها وعلى العالمين بها، ولذلك سميت بالمدرسة القميحة. المدرسة القطبية: أنشأها الأمير قطب الدين خسرو بالقاهرة، وهو أحد أمراء صلاح الدين ووقفها على المذهب الشافعي‌. مدرسة ابن الارسوقي: أنشأها التاجر العسقلاني ابن الأرسوقي بالقسطاط. المدرسة السيوفية: أنشأها صلاح‌ الدين سنة 572 هـ الموافق 1176م ووقفها على المذهب الحنفي، وكانت قريبة من سوق‌ الصنارقيين. المدرسة الصلاحية أو مدرسة الخيوشاني: أنشأها صلاح الدين بجوار ضريح الإمام الشافعي، ووقفها على المذهب الشافعي، وأشرف على بنائها الشيخ نجم الدين بن الموفق الخبوشاني‌ ودرس بها. مدرسة المشهد: أنشأها صلاح الدين‌ بجوار المشهد الحسيني. المدرسة التقوية: نسبته إلى الملك‌ المظفر تقي الدين عمر ابن أخ صلاح الدين، وقد أنشأها بالفسطاط في المكان المقابل لجزيرة الروضة، ووقفها على المذهب الشافعي‌، وحينما كانت الفيوم اقطاعا لتقي الدين عمر بني بها مدرستين إحداهما للشافعية والأخرى للمالكية. المدرسة الفاضلية: أنشأها القاضي‌ الفاضل عبد الرحيم بن على البيساني بالقاهرة ووقفها على مذهبي الشافعية والمالكية، وجعل لها مكتبة ضخمة قوامها حوالي مائة ألف مجلد. المدرسة العادلية: أنشأها الملك‌ العادل ووقفها على المذهب المالكي. المدرسة الأزكشية: أنشأها الأمير أباز كوج أحد أمراء صلاح الدين، ووقفها على المذهب الحنفي. المدرسة الغزنوية: بناها الأمير حسام‌ الدين قايماز مملوك السلطان نجم الدين‌ أيوب، ووقفها على المذهب الحنفي. المدرسة القطبية: أنشأتها السيدة عصمة الدين مؤنسة خاتون ابنة الملك العادل‌ ووقفها على مذهبي‌ الشافعية والحنفية. المدرسة الشريفية: أنشأها ابن نصر اسماعيلي بن ثعلب ووقفها على المذهب الشافعي. المدرسة الفائزية: أنشئت سنة 612 هـ الموافق 1215م، ووقفت على المذهب الشافعي. المدرسة الصاحبية: أنشأها صفي الدين عبد الله بن شكر، ووقفها على المذهب‌ المالكي وعلم النحو. المدرسة الكاملية: وكانت تعرف‌ بدار الحديث، أنشأها الملك الكامل. المدرسة الفخرية: أنشئت سنة 622 هـ الموافق 1225م. المدرسة السيفية. المدرسة العاشورية. المدرسة المسرورية. المدرسة الصيرمية. مدرسة ابن رشيق: ووقفت على المذهب المالكي. المدرسة الصالحية: أنشأها الملك‌ الصالح نجم الدين أيوب في سنة 640 هـ الموافق 1243م بخط ما بين القصرين قريبًا من الصاغة، ووقفها على المذاهب الأربعة، وهو أول من عمل‌ بديار مصر دروسًا أربعة في مكان واحد، ودخل‌ في هذه المدرسة باب القصر الشرقي الكبير المعروف بباب الزهوتة. بلغت جملة المدارس المعروفة بمصر القديمة والقاهرة في العصر الأيوبي أربعًا وعشرين مدرسة منها: ست مدارس خصصت للمذهب الشافعي، وثلاث مدارس خصصت للمذهب الحنفي، وثلاث مدارس خصصت للمذهب المالكي، ومدرسة واحدة خصصت للمذهبين الشافعي‌ والمالكي معًا، ومدرسة واحدة خصصت للمذهبين الشافعي‌ والحنفي معًا، ومدرسة واحدة خصصت للمذهب المالكي‌ وعلم النحو، ومدرسة واحدة خصصت للمذاهب الأربعة، ومدرسة واحدة خصصت للحديث، سبع مدارس لم تحدد مذاهب الدراسة بها. من المظاهر الهامة ما لوحظ بمصر من قلة المدارس الحنبلية وكثرة المدارس التي يجري بها تدريس المذاهب الثلاثة عكس ما كان جاريًا في دمشق.
كانت المدارس في العصر الأيوبي أشبه ما تكون بجامعات، فبعد أن كانت تدرس فيها العلوم الدينية، أصبحت مع الأيام تدرس العلوم اللغوية التي اشتملت على النحو واللغة والبيان والأدب، بالإضافة للفلسفة والعلوم الطبيعية. لم يكن يعين بالمدرسة أول الأمر إلا مدرس واحد يختار من مشايخ علماء عصره، ثم صار يعين أكثر من مدرس في المدارس الكبيرة، ففي المدرسة المالكية بالقاهرة والتي كانت تعرف بالقمحية، عين صلاح الدين أربعة مدرسين وجعل كلًا منهم يقوم بالتدريس لعشرين طالبًا. يساعد المدرس عادة معيد، وهو أقل مرتبة من المدرس، وأعظم درجة من عامة الطلبة، وظيفته إعادة الدرس الذي ألقاه عليه المدرس، وقلَّ أن خلت مدرسة من معيد في جميع مدارس العصر الأيوبي، وذكر السيوطي أن المدرسة الصالحية خلت من مدرس مدة ثلاثين سنة، واكتفى فيها بالمعيدين. أما طريقة التدريس فاعتمدت عادة على الإلقاء والتلقين، وبالإضافة للمدارس ذات التعليم العالي، وجدت في العصر الأيوبي كتاتيب لتعليم الصغار القراءة والكتابة وتحفيظهم القران الكريم، يقول ابن جبير: «من مآثر صلاح الدين ما أمر ببنائه من الكتاتيب لتعليم أبناء الفقراء والأيتام خاصة، وأجرى عليهم الجراية الكافية لهم». يقول المقريزي: «إن المدرس في المدرسة الصلاحية كان يتقاضى أربعين دينارًا في الشهر، ثم اضطربت الأمور فصار المدرس لا يتقاضى إلا ربع المعلوم».

### الحياة الاجتماعية
لم تعرف الحياة الاجتماعية في مصر في العصر الأيوبي حياة البذخ والترف على غرار ما كان في العصر الفاطمي. تميز صلاح الدين بالبعد عن التلهي والشغف بالحياة، ومما يُروى عن صلاح الدين أنه عندما ولى ابنه الظاهر حلب، عمل وتلهى وشُغف بالمُلك وأحبه، فخاف صلاح الدين أن يسد عليه حبه للمنصب والجاه حسن الخدمة، فعزله عن ولاية حلب وأرسل مكانه أخاه العادل، كما طلب منه الملك العادل أن يكتب له اقطاع حلب كتابًا ككتاب البيع والشراء، فامتنع صلاح الدين وقال له: «أظننت أن البلاد تباع، أوما علمت أن البلاد لأهلها المرابطين بها، ونحن خزنة المسلمين ومراعاة للدين وحراس لأموالهم». تذكر المصادر أن صلاح الدين كان كريمًا ينفق كل ما في يده في جوه الخير، وقد بلغ من فرط كرمه وزهده أنه لم يكن لديه مال يتزكى به، ولما توفي لم يترك وراءه لا دار ولا مزرعة، قال ابن شداد كاتب سيرته: «لم يخلف في خزانته من الذهب والفضة إلا سبعة وأربعين درهما ودينارا واحدا، ولم يخلف ملكا لا دارا ولا عقارا ولا بستانا ولا مزرعة».
اهتم الأيوبيون في إحياء الأعياد الدينية، مثل عيد الفطر وعيد الأضحى، ورأس السنة الهجرية، ومولد النبي محمد، وليلة أول رجب وليلة نصفه وليلة شعبان وليلة نصفه، ولكن من غير اسراف، وبدون تهتك ومع مراعاة للجانب الاقتصادي. يُحدِّث المقريزي أن بعض خلفاء صلاح الدين أسرفوا أحيانًا في مد الأسمطة وإحياء بعض الحفلات، ومن ذلك ما اشتهر به العزيز عثمان من إقامة الأسمطة الكبرى لأعيان دولته بين حين وآخر، كما أن السلطان الكامل أقام سمطًا بمناسبة ختان ابنه العادل الصغير وانفق في سبيل ذلك أموالًا باهظة، كما أقام السلطان العادل الصغير سمطًا في الميدان الأسود تحت القلعة، ذبح فيه ألف رأس من الغنم، فضلًا عن البقر والجاموس والإبل، في المقابل قام صلاح الدين في بدايات حكمه لمصر بإلغاء الاحتفال بيوم عاشوراء. مثَّل العصر الأيوبي اهتمامًا بالغًا بالعمران والبناء، فقد أنشأ صلاح الدين في سلطنته الكثير من الكليات والمستشفيات والمدارس المجانية، ولا يكاد يفتح مدينة حتى يؤسس فيها المعاهد والمرافق، ويبني الجسور والترع. يصف القلقشندي المجتمع المصري في العصر الأيوبي بقوله: «وزخرت القاهرة بالدور الضخمة، والمباني الرهيبة والأسواق الممتدة والخوانق الفاخرة، وجوامعها ومدارسها وبيوت رؤسائها مبنية بالحجر المنحوت، مفروشة الأرض بالرخام... ولأهلها الميل إلى تعلية المساكن، فارتفعت بعض الدور طبقتين وأربع طبقات، وفي كل طبقة مساكن كاملة بمبانيها ومرافقها». ولم يقتصر هذا الاهتمام العمراني على القاهرة دون سواها، فقد ذكر ابن جبير في وصفه بعض مدن الصعيد: «إنها كانت ممتازة حسنًا ونظافة وبنيانًا وصفًا». فرض الجهاد وسائل معينة للتسلسة في المجتمع الأيوبي وخاصةً المجتمع الشامي مثل الخروج للصيد، إذ كان الأيوبيون يهتمون بصيد الحيوانات وفق ترتيب كأنه ترتيب الحرب، ومارسوا رياضة الرمي بالبندق التي انتقلت إليهم من العراق، كما مارسوا لعبة الكرة والصولجان التي مارسها السلطان صلاح الدين بشغف، على الرغم من أن الفقهاء لم ينظروا إليها بارتياح، كما حظيت رياضة الفروسية باهتمام الملوك والسلاطين.

### العمارة والآثار

ضريح الإمام الشافعي وهو ضريح خشبي محفور ذو رسوم رائعة، مغطى بقبة خشبية مزدوجة بُني عام 1211م.

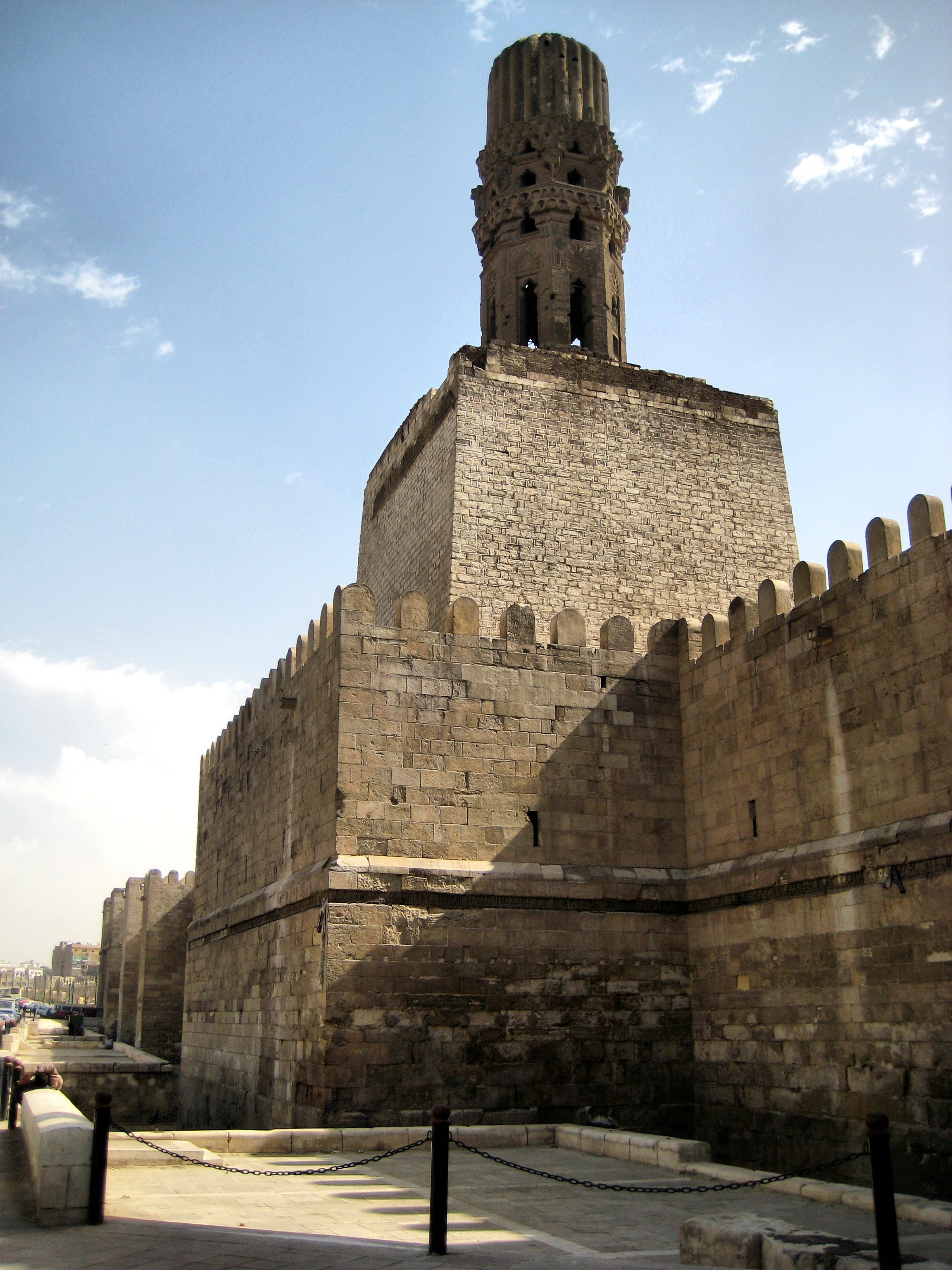
جانب من سور القاهرة الذي شيده صلاح الدين للِإحاطة بمصر (القطائع والعسكر والفسطاط) والقاهرة.

ازدهر في العصر الأيوبي عنصران من عناصر العمارة الإسلامية، الأول: المدارس التي شيدت لنشر المذهب السني ومحاربة المذهب الشيعي، الثاني: تطور بناء الأسوار والاستحكامات والقلاع بتأثير ما عرفه المسلمون عند الصليبيين. أمر صلاح الدين سنة 1167م ببناء سور يحيط بالقاهرة ومصر (القطائع والعسكر والفسطاط)، وبتشييد قلعة الجبل وجعل الأشراف على هذا البناء للأمير بهاء الدين قراقوش، وجلبت مواد البناء من بعض أهرام الجيزة وساعد في العمل ألوف من أسرى الفرنج، وقد أضيف إلى القلعة بعد صلاح الدين أجزاء كثيرة كما حدث فيها تعديل غير بعض معالمها الأولى. من العمائر التي ترجع إلى العصر الأيوبي قبة الأمام الشافعي التي أنشأها سنة 1211م الملك الكامل محمد، كذلك المدرسة الصالحية التي أنشأها الملك الصالح نجم الدين أيوب سنة 1242م ولم يبق منها الآن إلا جزء صغير، كذلك الإيوان المعروف بإيوان الثعالبة، وتعتبر قبة شجرة الدر كذلك من الآثار الأيوبية، يقول ابن جبير الذي زار مصر 578 هـ: «المسخرون في بناء هذا السور والمتولون لجميع اهتماماته ومسئوليته العظيمة كنشر الرخام، ونحت الصخور وحفر الخندق المحدق بالسور، هم الأسرى من الروم (الصليبيين) وعددهم لا يحص كثرة». زخرت القاهرة بالدور الضخمة والمنازل الرحيبة والأسواق الممتدة والخوانق الفاخرة، وغالب مبانيها بالأجر وجوامعها ومدارسها وبيوت رؤسائها مبنية بالحجر المنحوت مفروشة الأرض بالرخام، وغالب سقوفها من أخشاب النخل والقصب المحكم الصنعة وكلها أو أكثرها جرى تبيض جدرانها بالكلس الناصع البياض، ولميل أهلها إلى تعلية المساكن، ارتفعت بعض الدور إلى طبقتين وأربع طبقات، وفي كل طبقة مساكن كاملة بمبانيها ومرافقها، ويصف البغدادي الذي زار القاهرة زمن الدولة الأيوبية ما جرى من نشاط في البناء والعمارة فيصف مظاهر الاهتمام ببناء المراحيض بالدور وأحكام قنواتها، حتى إذا تخربت الدار ظلت القناة قائمة، وحرص أرباب الدور على أن يمعنوا في حفر المرحاض حتى يصل إلى الماء الجوفي فلا يحتاج إلى الكسح، ويذكر عن الحمامات بالقاهرة أنه لم يشاهد فيما زاره من البلاد أتقن منها صنعا ولا أحكاما ولا أحسن منظراً.

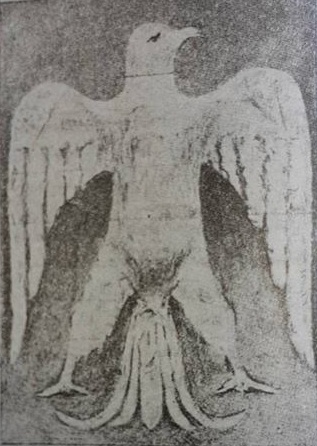
عُقاب صلاح الدين الذي اكتشف في قلعة القاهرة، والذي اقتُبس ليُصبح شعارًا لعدة دول عربية وإسلامية.

تركزت حركة العمارة بفلسطين في العهد الأيوبي بالقدس الشريف والخليل، وعليه فإن العمارة الأيوبية قليلة جدًا في المناطق والمدن الساحلية من فلسطين، واقتصر عملهم في تلك المناطق الداخلية والساحلية على تحويل العمائر القائمة إلى مساجد أو بيمارستان وغيرها. لكن هذا لم يمنع أحيانًا من إقامة رباطات عسكرية في المناطق الساحلية مثل رباطات: غزة وميماس وعسقلان وأسدود ويافا، ففي هذا العصر تركز الاهتمام على الإنفاق على القضايا العسكرية التي تخدم المعركة. بُنيت عمائر هذا العصر وفق مخطط مربع غير منتظم تتوسطها فسحة سماوية طولانية تحيط بها الغرف من ثلاثة أو أربعة جهات، وجعلت في طابقين وأقيم درج في إحدى زوايا هذه الفسحة السماوية، كانت الأساسات والجدران غالبا من الحجر، وتتصل بعضها ببعض بواسطة ملاط مؤلف من الكلس والرمل، وكانت الجدران تورق وتطلى بطلاء أبيض. كانت البيوت الأيوبية خالية من الزخارف، ويمكن القول إن العمارة في هذا العصر تشترك مع عمارة سائر بلاد الشام في أنها تحمل الطابع الإسلامي وهي متعددة الأغراض فلم تقتصر على بناء المساجد التي تُرى شواهدها في القدس والرملة والخليل، بل تعدتها إلى كثير من المباني كالمدارس والبيمارستانات وغيرها، ومن أهم شواهد هذه العمارة: جامع النبي يونس في بلدة حلحول الذي بناه الملك العظيم عيسى بن الملك العادل الأيوبي، وتجديد جامع الخليل (الحرم الإبراهيمي الشريف)، وتجديد عمارة الجامع الأبيض، وقيام صلاح الدين الأيوبي ببناء جامع نابلس الكبير.
شهدت الشام في العهد الأيوبي حركة عمرانية نشطة، تجلَّت في توسيع المدن وتجديد أسوارها، وتشييد العديد من الحصون والقلاع، وتزويد الطرق العامة بالخانات كمحطات للقوافل، وامتلأت المدن بالمباني العامة كالمساجد والمدارس والخانقاهات والبيمارستانات والحمامات والقيساريات والخانات والترب الفخمة المزودة بالقباب. كان يغلب على المباني الأيوبية طابع البساطة والتقشف من حيث الزخرفة بسبب حالة الحرب، ولكنها تميزت بالمتانة والقوة وإتقان التصميم والاعتماد على مادة الحجر، وإتقان نحته واستخدامه بمقاييس كبيرة، كذلك حدث تطور ملحوظ على العمارة العسكرية، حيث فاقت الأبراج والأسوار بحجمها وارتفاعها ومتانتها كل ما هو معروف من قبل ومن بعد، نجد ذلك في قلعتي حلب ودمشق خصوصًا. تأصلت في تصاميم المباني العناصر التي شاعت في العهد السلجوقي، وامتزجت بالعناصر المحلية التراثية، فأصبحت فناءاتُها المزودة ببركة مستطيلة أو مضلعة، محاطةً بالأواوين في عدد من الجهات، وتشترك الأروقة معها أحيانًا، كما في مدرستي الفردوس والطرنطائية في حلب.
رغم طابع التقشف، فقد ارتقت فنون النقش على الخشب والجص، وتخلَّف عنها نماذجُ رائعة، كمحراب المدرسة الحلوية الخشبي في حلب، وكمنبر جامع الحنابلة في دمشق، وكاللوحات الجصية التي تشاهد في العديد من مباني دمشق الأيوبية، وفي قمة الإنجاز الزخرفي محراب مدرسة الفردوس في حلب المصنوع من الرخام الملون المتشابك الأشكال، الذي يعتبر من أندر محاريب العالم الإسلامي.

## قائمة الملوك الأيوبيين
| #                                                         | اللقب               | الاسم                              | سنوات الحكم               |
| --------------------------------------------------------- | ------------------- | ---------------------------------- | ------------------------- |
| 1                                                         | الملك الناصر        | صلاح الدين يوسف بن نجم الدين أيوب  | 569 - 588 هـ 1174 - 1193م |
| 2                                                         | الملك العزيز        | عثمان بن صلاح الدين يوسف           | 588 - 594 هـ 1193- 1198م  |
| 3                                                         | الملك المنصور       | ناصر الدين محمد بن عماد الدين      | 594 - 596 هـ 1198- 1200م  |
| 4                                                         | الملك العادل        | أحمد بن نجم الدين أيوب             | 596 - 614 هـ 1200- 1218م  |
| 5                                                         | الملك الكامل        | ناصر الدين محمد بن سيف الدين       | 614 - 635 هـ 1218- 1238م  |
| 6                                                         | الملك العادل الثاني | سيف الدين أبو بكر بن ناصر          | 635 - 637 هـ 1238- 1240م  |
| 7                                                         | الملك الصالح        | أيوب بن ناصر الدين محمد            | 637 - 646 هـ 1240- 1249م  |
| 8                                                         | الملك المعظم        | توران شاه بن الصالح نجم الدين أيوب | 646 - 647 هـ 1249- 1250م  |
| انتهت الدولة الأيوبية فعليًا وبقيت اسميًا تحت سلطة المماليك |                     |                                    |                           |
| 9                                                         | الملك الأشرف        | مظفر الدين موسى بن المسعود         | 647 - 649 هـ 1250- 1252م  |

## شجرة عائلة الدولة الأيوبية
|           |           |           |           |           |           |         |         |          |          |          |          |                |                |                |                |                |                |        |        |            |            |            |            |                     |                     |                     |                     |                     |                     |                    |                    |                    |                    |        |        |           |           |           |           |           |           |        |        |           |           |           |           |            |            |            |            |            |            |        |        |        |        |           |           |           |           |           |           |         |         |  |  |  |  |  |  |  |  |  |  |  |  |  |  |  |  |  |  |  |  |  |  |  |  |  |  |  |  |  |  |  |  |  |  |  |  |  |  |  |  |  |  |  |  |
|           |           |           |           |           |           |         |         |          |          |          |          |                |                |                |                |                |                |        |        |            |            |            |            |                     |                     |                     |                     |                     |                     |                    |                    |                    |                    |        |        |           |           |           |           |           |           |        |        |           |           |           |           |            |            |            |            |            |            |        |        |        |        |           |           |           |           |           |           |         |         |  |  |  |  |  |  |  |  |  |  |  |  |  |  |  |  |  |  |  |  |  |  |  |  |  |  |  |  |  |  |  |  |  |  |  |  |  |  |  |  |  |  |  |  |
|           |           |           |           |           |           |         |         |          |          |          |          |                |                |                |                |                |                |        |        |            |            |            |            |                     |                     |                     |                     | (4) نجم الدين أيوب  | (4) نجم الدين أيوب  | (4) نجم الدين أيوب | (4) نجم الدين أيوب | (4) نجم الدين أيوب | (4) نجم الدين أيوب |        |        |           |           |           |           |           |           |        |        |           |           |           |           |            |            |            |            |            |            |        |        |        |        |           |           | شيركوه    | شيركوه    | شيركوه    | شيركوه    | شيركوه  | شيركوه  |  |  |  |  |  |  |  |  |  |  |  |  |  |  |  |  |  |  |  |  |  |  |  |  |  |  |  |  |  |  |  |  |  |  |  |  |  |  |  |  |  |  |  |  |
|           |           |           |           |           |           |         |         |          |          |          |          |                |                |                |                |                |                |        |        |            |            |            |            |                     |                     |                     |                     | (4) نجم الدين أيوب  | (4) نجم الدين أيوب  | (4) نجم الدين أيوب | (4) نجم الدين أيوب | (4) نجم الدين أيوب | (4) نجم الدين أيوب |        |        |           |           |           |           |           |           |        |        |           |           |           |           |            |            |            |            |            |            |        |        |        |        |           |           | شيركوه    | شيركوه    | شيركوه    | شيركوه    | شيركوه  | شيركوه  |  |  |  |  |  |  |  |  |  |  |  |  |  |  |  |  |  |  |  |  |  |  |  |  |  |  |  |  |  |  |  |  |  |  |  |  |  |  |  |  |  |  |  |  |
|           |           |           |           |           |           |         |         |          |          |          |          |                |                |                |                |                |                |        |        |            |            |            |            |                     |                     |                     |                     |                     |                     |                    |                    |                    |                    |        |        |           |           |           |           |           |           |        |        |           |           |           |           |            |            |            |            |            |            |        |        |        |        |           |           |           |           |           |           |         |         |  |  |  |  |  |  |  |  |  |  |  |  |  |  |  |  |  |  |  |  |  |  |  |  |  |  |  |  |  |  |  |  |  |  |  |  |  |  |  |  |  |  |  |  |
|           |           |           |           | شاهنشاه   | شاهنشاه   | شاهنشاه | شاهنشاه | شاهنشاه  | شاهنشاه  |          |          | (4) صلاح الدين | (4) صلاح الدين | (4) صلاح الدين | (4) صلاح الدين | (4) صلاح الدين | (4) صلاح الدين |        |        | (4) طغتكين | (4) طغتكين | (4) طغتكين | (4) طغتكين | (4) طغتكين          | (4) طغتكين          |                     |                     | العادل              | العادل              | العادل             | العادل             | العادل             | العادل             |        |        |           |           |           |           |           |           |        |        | توران شاه | توران شاه | توران شاه | توران شاه | توران شاه  | توران شاه  |            |            | زمرد       | زمرد       | زمرد   | زمرد   | زمرد   | زمرد   |           |           | القاهر    | القاهر    | القاهر    | القاهر    | القاهر  | القاهر  |  |  |  |  |  |  |  |  |  |  |  |  |  |  |  |  |  |  |  |  |  |  |  |  |  |  |  |  |  |  |  |  |  |  |  |  |  |  |  |  |  |  |  |  |
|           |           |           |           | شاهنشاه   | شاهنشاه   | شاهنشاه | شاهنشاه | شاهنشاه  | شاهنشاه  |          |          | (4) صلاح الدين | (4) صلاح الدين | (4) صلاح الدين | (4) صلاح الدين | (4) صلاح الدين | (4) صلاح الدين |        |        | (4) طغتكين | (4) طغتكين | (4) طغتكين | (4) طغتكين | (4) طغتكين          | (4) طغتكين          |                     |                     | العادل              | العادل              | العادل             | العادل             | العادل             | العادل             |        |        |           |           |           |           |           |           |        |        | توران شاه | توران شاه | توران شاه | توران شاه | توران شاه  | توران شاه  |            |            | زمرد       | زمرد       | زمرد   | زمرد   | زمرد   | زمرد   |           |           | القاهر    | القاهر    | القاهر    | القاهر    | القاهر  | القاهر  |  |  |  |  |  |  |  |  |  |  |  |  |  |  |  |  |  |  |  |  |  |  |  |  |  |  |  |  |  |  |  |  |  |  |  |  |  |  |  |  |  |  |  |  |
|           |           |           |           |           |           |         |         |          |          |          |          |                |                |                |                |                |                |        |        |            |            |            |            |                     |                     |                     |                     |                     |                     |                    |                    |                    |                    |        |        |           |           |           |           |           |           |        |        |           |           |           |           |            |            |            |            |            |            |        |        |        |        |           |           |           |           |           |           |         |         |  |  |  |  |  |  |  |  |  |  |  |  |  |  |  |  |  |  |  |  |  |  |  |  |  |  |  |  |  |  |  |  |  |  |  |  |  |  |  |  |  |  |  |  |
|           |           |           |           |           |           |         |         |          |          |          |          |                |                |                |                |                |                |        |        |            |            |            |            |                     |                     |                     |                     |                     |                     |                    |                    |                    |                    |        |        |           |           |           |           |           |           |        |        |           |           |           |           |            |            |            |            |            |            |        |        |        |        |           |           |           |           |           |           |         |         |  |  |  |  |  |  |  |  |  |  |  |  |  |  |  |  |  |  |  |  |  |  |  |  |  |  |  |  |  |  |  |  |  |  |  |  |  |  |  |  |  |  |  |  |
| بهرام شاه | بهرام شاه | بهرام شاه | بهرام شاه | بهرام شاه | بهرام شاه |         |         | فروخ شاه | فروخ شاه | فروخ شاه | فروخ شاه | فروخ شاه       | فروخ شاه       |                |                | الأوحد         | الأوحد         | الأوحد | الأوحد | الأوحد     | الأوحد     |            |            | المعظم              | المعظم              | المعظم              | المعظم              | المعظم              | المعظم              |                    |                    | الأشرف             | الأشرف             | الأشرف | الأشرف | الأشرف    | الأشرف    |           |           | الكامل    | الكامل    | الكامل | الكامل | الكامل    | الكامل    |           |           | (4) المظفر | (4) المظفر | (4) المظفر | (4) المظفر | (4) المظفر | (4) المظفر |        |        |        |        | أسد الدين | أسد الدين | أسد الدين | أسد الدين | أسد الدين | أسد الدين |         |         |  |  |  |  |  |  |  |  |  |  |  |  |  |  |  |  |  |  |  |  |  |  |  |  |  |  |  |  |  |  |  |  |  |  |  |  |  |  |  |  |  |  |  |  |
| بهرام شاه | بهرام شاه | بهرام شاه | بهرام شاه | بهرام شاه | بهرام شاه |         |         | فروخ شاه | فروخ شاه | فروخ شاه | فروخ شاه | فروخ شاه       | فروخ شاه       |                |                | الأوحد         | الأوحد         | الأوحد | الأوحد | الأوحد     | الأوحد     |            |            | المعظم              | المعظم              | المعظم              | المعظم              | المعظم              | المعظم              |                    |                    | الأشرف             | الأشرف             | الأشرف | الأشرف | الأشرف    | الأشرف    |           |           | الكامل    | الكامل    | الكامل | الكامل | الكامل    | الكامل    |           |           | (4) المظفر | (4) المظفر | (4) المظفر | (4) المظفر | (4) المظفر | (4) المظفر |        |        |        |        | أسد الدين | أسد الدين | أسد الدين | أسد الدين | أسد الدين | أسد الدين |         |         |  |  |  |  |  |  |  |  |  |  |  |  |  |  |  |  |  |  |  |  |  |  |  |  |  |  |  |  |  |  |  |  |  |  |  |  |  |  |  |  |  |  |  |  |
|           |           |           |           |           |           |         |         |          |          |          |          |                |                |                |                |                |                |        |        |            |            |            |            |                     |                     |                     |                     |                     |                     |                    |                    |                    |                    |        |        |           |           |           |           |           |           |        |        |           |           |           |           |            |            |            |            |            |            |        |        |        |        |           |           |           |           |           |           |         |         |  |  |  |  |  |  |  |  |  |  |  |  |  |  |  |  |  |  |  |  |  |  |  |  |  |  |  |  |  |  |  |  |  |  |  |  |  |  |  |  |  |  |  |  |
|           |           |           |           | الأفضل    | الأفضل    | الأفضل  | الأفضل  | الأفضل   | الأفضل   |          |          | عثمان          | عثمان          | عثمان          | عثمان          | عثمان          | عثمان          |        |        | غازي       | غازي       | غازي       | غازي       | غازي                | غازي                |                     |                     | ضيفة                | ضيفة                | ضيفة               | ضيفة               | ضيفة               | ضيفة               |        |        | الصالح    | الصالح    | الصالح    | الصالح    | الصالح    | الصالح    |        |        | المسعود   | المسعود   | المسعود   | المسعود   | المسعود    | المسعود    |            |            | العادل     | العادل     | العادل | العادل | العادل | العادل |           |           | المنصور   | المنصور   | المنصور   | المنصور   | المنصور | المنصور |  |  |  |  |  |  |  |  |  |  |  |  |  |  |  |  |  |  |  |  |  |  |  |  |  |  |  |  |  |  |  |  |  |  |  |  |  |  |  |  |  |  |  |  |
|           |           |           |           | الأفضل    | الأفضل    | الأفضل  | الأفضل  | الأفضل   | الأفضل   |          |          | عثمان          | عثمان          | عثمان          | عثمان          | عثمان          | عثمان          |        |        | غازي       | غازي       | غازي       | غازي       | غازي                | غازي                |                     |                     | ضيفة                | ضيفة                | ضيفة               | ضيفة               | ضيفة               | ضيفة               |        |        | الصالح    | الصالح    | الصالح    | الصالح    | الصالح    | الصالح    |        |        | المسعود   | المسعود   | المسعود   | المسعود   | المسعود    | المسعود    |            |            | العادل     | العادل     | العادل | العادل | العادل | العادل |           |           | المنصور   | المنصور   | المنصور   | المنصور   | المنصور | المنصور |  |  |  |  |  |  |  |  |  |  |  |  |  |  |  |  |  |  |  |  |  |  |  |  |  |  |  |  |  |  |  |  |  |  |  |  |  |  |  |  |  |  |  |  |
|           |           |           |           |           |           |         |         |          |          |          |          |                |                |                |                |                |                |        |        |            |            |            |            |                     |                     |                     |                     |                     |                     |                    |                    |                    |                    |        |        |           |           |           |           |           |           |        |        |           |           |           |           |            |            |            |            |            |            |        |        |        |        |           |           |           |           |           |           |         |         |  |  |  |  |  |  |  |  |  |  |  |  |  |  |  |  |  |  |  |  |  |  |  |  |  |  |  |  |  |  |  |  |  |  |  |  |  |  |  |  |  |  |  |  |
|           |           |           |           |           |           |         |         |          |          |          |          |                |                |                |                |                |                |        |        |            |            |            |            | العزيز محمد بن غازي | العزيز محمد بن غازي | العزيز محمد بن غازي | العزيز محمد بن غازي | العزيز محمد بن غازي | العزيز محمد بن غازي |                    |                    |                    |                    |        |        | توران شاه | توران شاه | توران شاه | توران شاه | توران شاه | توران شاه |        |        | يوسف      | يوسف      | يوسف      | يوسف      | يوسف       | يوسف       |            |            |            |            |        |        |        |        |           |           | الأشرف    | الأشرف    | الأشرف    | الأشرف    | الأشرف  | الأشرف  |  |  |  |  |  |  |  |  |  |  |  |  |  |  |  |  |  |  |  |  |  |  |  |  |  |  |  |  |  |  |  |  |  |  |  |  |  |  |  |  |  |  |  |  |
|           |           |           |           |           |           |         |         |          |          |          |          |                |                |                |                |                |                |        |        |            |            |            |            | العزيز محمد بن غازي | العزيز محمد بن غازي | العزيز محمد بن غازي | العزيز محمد بن غازي | العزيز محمد بن غازي | العزيز محمد بن غازي |                    |                    |                    |                    |        |        | توران شاه | توران شاه | توران شاه | توران شاه | توران شاه | توران شاه |        |        | يوسف      | يوسف      | يوسف      | يوسف      | يوسف       | يوسف       |            |            |            |            |        |        |        |        |           |           | الأشرف    | الأشرف    | الأشرف    | الأشرف    | الأشرف  | الأشرف  |  |  |  |  |  |  |  |  |  |  |  |  |  |  |  |  |  |  |  |  |  |  |  |  |  |  |  |  |  |  |  |  |  |  |  |  |  |  |  |  |  |  |  |  |
|           |           |           |           |           |           |         |         |          |          |          |          |                |                |                |                |                |                |        |        |            |            |            |            | (4) الناصر          | (4) الناصر          | (4) الناصر          | (4) الناصر          | (4) الناصر          | (4) الناصر          |                    |                    |                    |                    |        |        |           |           |           |           |           |           |        |        | موسى      | موسى      | موسى      | موسى      | موسى       | موسى       |            |            |            |            |        |        |        |        |           |           |           |           |           |           |         |         |  |  |  |  |  |  |  |  |  |  |  |  |  |  |  |  |  |  |  |  |  |  |  |  |  |  |  |  |  |  |  |  |  |  |  |  |  |  |  |  |  |  |  |  |

## هوامش
- 1: «سقوط الدولة الأيوبية» تشير المصادر التاريخية أن السقوط الفعلي للدولة الأيوبية هي بمقتل آخر ملوكها توران شاه عام 1250م، ولكنها استمر شكليًا عندما عيَّن السلطان عز الدين أيبك الطفل الملك الأشرف موسى الثاني البالغ من العمر ستة سنوات (وقيل عشرة) معه في السلطة، وخطب في المنابر وسكة النقود باسمهما، حتى عزله أيبك عام 1252م.
- 2: «بداية الدولة الأيوبية» يختلف المؤرخون حول تاريخ ابتداء الدولة الأيوبية، فالبعض يجعله منذ تولي صلاح الدين الأيوبي الوزارة من الخليفة الفاطمي العاضد لدين الله سنة (564 هـ/1169م)، والبعض يجعله مع إعادة الخطبة في مصر للخليفة العباسي التي تلاها وفاة العاضد لدين الله وانتهاء الخلافة الفاطمية سنة (567 هـ/1171م)، والبعض يجعلها منذ وفاة نور الدين محمود (569 هـ/1174م) والتي على اثرها اعترف الخليفة العباسي المستضيء بالله عام (570 هـ/1174م)
- 3: «المماليك القيمرية» نسبة إلى قيمر وهي قلعة بين الموصل وخلاط، وكان سكانها من الأكراد.
- 4: لنجم الدين أيوب أبناء وبنات أخرين أيضًا، ولصلاح الدين أبناء آخرين من غير المذكورين. تولى طغتكين حكم اليمن بعد أخيه توران شاه وله 5 أبناء خلفوه في تلك البلاد. أما المظفر فقد تولى حكم حماه وخلفه أبناؤه، وبالنسبة للناصر يوسف فله ولدين هما العزيز بالله والأشرف الثاني موسى.

## وصلات خارجية
- قصة الدولة الأيوبية
- مقال مقتل توران شاه.. سقوط الدولة الأيوبية
- تداول السلطة في الوطن العربي منذ ظهور الإسلام إلى الدولة العثمانية